# Hongkong
Hongkong különleges közigazgatási terület, röviden Hongkong a Kínai Népköztársaság két különleges közigazgatási területének egyike (a másik Makaó), 263 szigetből álló városállam, bár a köznyelvben gyakran egyszerű városként értelmezik. A Dél-kínai-tenger határolja.
Területe Budapest kétszeresét teszi ki, míg lakossága Magyarország népességének körülbelül kétharmada. A Föld egyik legsűrűbben lakott területe, lakóinak 93,6 százaléka kínai nemzetiségű, akiknek nagy része a szomszédos Kuangtung (Guangdong) tartományból származik.
Az első ópiumháború (1839–1842) után a Brit Birodalom fennhatósága alá került, először csak a Hongkong-sziget, majd 1860-ban a Kaulung-félsziget, és 1898-ban az Új területek is. A második világháborúban japán megszállás alá került. A háború után ismét a Brit Birodalom részét képezte, 1997-ben csatolták vissza Kínához. Az 1970-es évektől 2006-ig Hongkongban a „pozitív be nem avatkozás” elnevezésű gazdasági politikát követték. A gyarmati időszak jelentősen befolyásolta Hongkong kultúráját, amelyről gyakran állítják, hogy benne „találkozik Kelet és Nyugat”. Ugyancsak a gyarmati befolyásnak köszönhetően Hongkong oktatási rendszere egészen 2009-ig a britekét követte.
A kínaitól eltérő, sajátos jogrendszere van – Alaptörvénynek (Basic Law) nevezett alkotmánnyal –, saját pénzneme és bevándorlási törvényei, továbbá saját közúti forgalmi szabályai (továbbra is a bal oldalon vezetnek). Csak a honvédelmi és diplomáciai ügyekben kötődik szorosan a Kínai Népköztársasághoz.
Egyike a világ vezető kereskedelmi és gazdasági központjainak, kapitalista gazdasági rendszerrel. A hongkongi dollár 2010-ben a világ 8. legtöbbet kereskedett devizája volt. Az egy főre jutó jövedelem tekintetében Hongkong a világ élvonalába tartozik.
Híres többek között filmművészetéről, a harcművészetekről, a kantopop zenéről, a kínai és nyugati elemeket változatosan ötvöző konyhájáról és felhőkarcolóiról.

## Nevének eredete és jelentése
A Hongkong név a kantoni nyelvű, „illatos kikötő” jelentésű 香港 (hőng kóng (hoeng gong)) szóösszetétel megközelítő ejtésének fonetikus átírásából származik. 1842 előtt a név a mai Ápléjcau (Aap lei zau)-öbölre utalt, ami az Ápléjcau (Aap lei zau)-sziget és a Hongkong-sziget déli része között található. Ez volt az első helyszínek egyike, ahol az angol hajósok helybéli halászokkal találkoztak. Az öböl illatos elnevezésének egyik oka lehetett például, hogy itt torkollik a tengerbe az édesvizű Gyöngy-folyó, de elképzelhető, hogy a kikötő menti gyárak exportra várakozó tömjénszállítmányai miatt kapta a nevét. Az 1842-ben megkötött nankingi szerződés volt az első hivatalos dokumentum, ahol a Hongkong név már az egész szigetet jelölte.

## Földrajza és klímája

Hongkong látképe a Hongkong-szigetről

Hongkong Kína déli partvidékén helyezkedik el, 60 km-rel keletre Makaótól, a Gyöngy-folyó deltájának túloldalán. Keleten, délen, nyugaton a Dél-kínai-tenger, északon Sencsen (Shenzhen) határolja. Hongkong teljes területe 1104 km², amely magába foglalja az Új területeket, a Hongkong-szigetet, Kaulungot (Kowloont), valamint több mint 200 tengeri szigetet, melyek közül Lánthau (Laantau) a legnagyobb. A déli körzetben található Ápléjcau (Aap lei zau) a világ egyik legsűrűbben lakott szigete.
A terület nagy része dombokból, erdős hegyvonulatokból és nagyon meredek lejtőkből áll, 40%-a állami park, vagy természetvédelmi terület, a beépíthető terület mindössze 25%. Legmagasabb pontja a 957 méter magas Tájmouszán (Daai mou saan). Annak ellenére, hogy Hongkong erősen urbanizálódott terület, több programot is működtetnek a természet értékeinek megőrzésére, és megfelelő mennyiségű zöld terület kialakítására. A környezettudatosság egyre inkább meghatározó a növekvő légszennyezés miatt. A városi szmog 80%-a Hongkongon kívülről, a Gyöngy-folyó deltájának másik feléről származik.
A Ráktérítőtől kissé délre fekvő Hongkong éghajlata nedves szubtrópusi éghajlat. A nyár forró és nyirkos, időnként előfordulhatnak záporok és nagyobb viharok is, ilyenkor meleg levegő érkezik a térségbe délnyugatról. Ilyenkor csaphatnak le legnagyobb valószínűséggel tájfunok, melyek áradásokat és földcsuszamlásokat okozhatnak. A tél általában napos, február felé kezd felhősödni. Ilyenkor jöhetnek északról hidegfrontok, amelyek erős, hideg szelet hoznak magukkal. A legkellemesebb évszak a változékony időjárású tavasz, illetve az ősz, amikor a napos időhöz kevés csapadék társul. Hongkongban az évi napsütéses órák száma 1948 óra évente, 2006-ig a valaha mért legmagasabb hőmérséklet 36,1 °C, míg a legalacsonyabb 0,0 °C volt.

| Hónap                         | Jan. | Feb. | Már. | Ápr. | Máj. | Jún. | Júl. | Aug. | Szep. | Okt. | Nov. | Dec. | Év   |
| ----------------------------- | ---- | ---- | ---- | ---- | ---- | ---- | ---- | ---- | ----- | ---- | ---- | ---- | ---- |
| Rekord max. hőmérséklet (°C)  | 26,9 | 28,3 | 30,1 | 33,4 | 35,5 | 35,6 | 35,7 | 36,6 | 35,2  | 34,3 | 31,8 | 28,7 | 36,6 |
| Átlagos max. hőmérséklet (°C) | 18,7 | 19,4 | 21,9 | 25,6 | 28,8 | 30,7 | 31,6 | 31,3 | 30,5  | 28,1 | 24,5 | 20,4 | 26,0 |
| Átlagos min. hőmérséklet (°C) | 14,6 | 15,3 | 17,6 | 21,1 | 24,5 | 26,5 | 26,9 | 26,7 | 26,1  | 23,9 | 20,3 | 16,2 | 21,7 |
| Rekord min. hőmérséklet (°C)  | 0,0  | 2,4  | 4,8  | 9,9  | 15,4 | 19,2 | 21,7 | 21,6 | 18,4  | 13,5 | 6,5  | 4,3  | 0,0  |
| Átl. csapadékmennyiség (mm)   | 33   | 39   | 75   | 153  | 291  | 492  | 386  | 453  | 321   | 120  | 39   | 29   | 2431 |
| Havi napsütéses órák száma    | 146  | 102  | 100  | 113  | 139  | 144  | 197  | 182  | 174   | 198  | 172  | 162  | 1829 |
| Forrás: Hong Kong Observatory |      |      |      |      |      |      |      |      |       |      |      |      |      |

## Történelme

### Hongkong a gyarmatosítás előtt

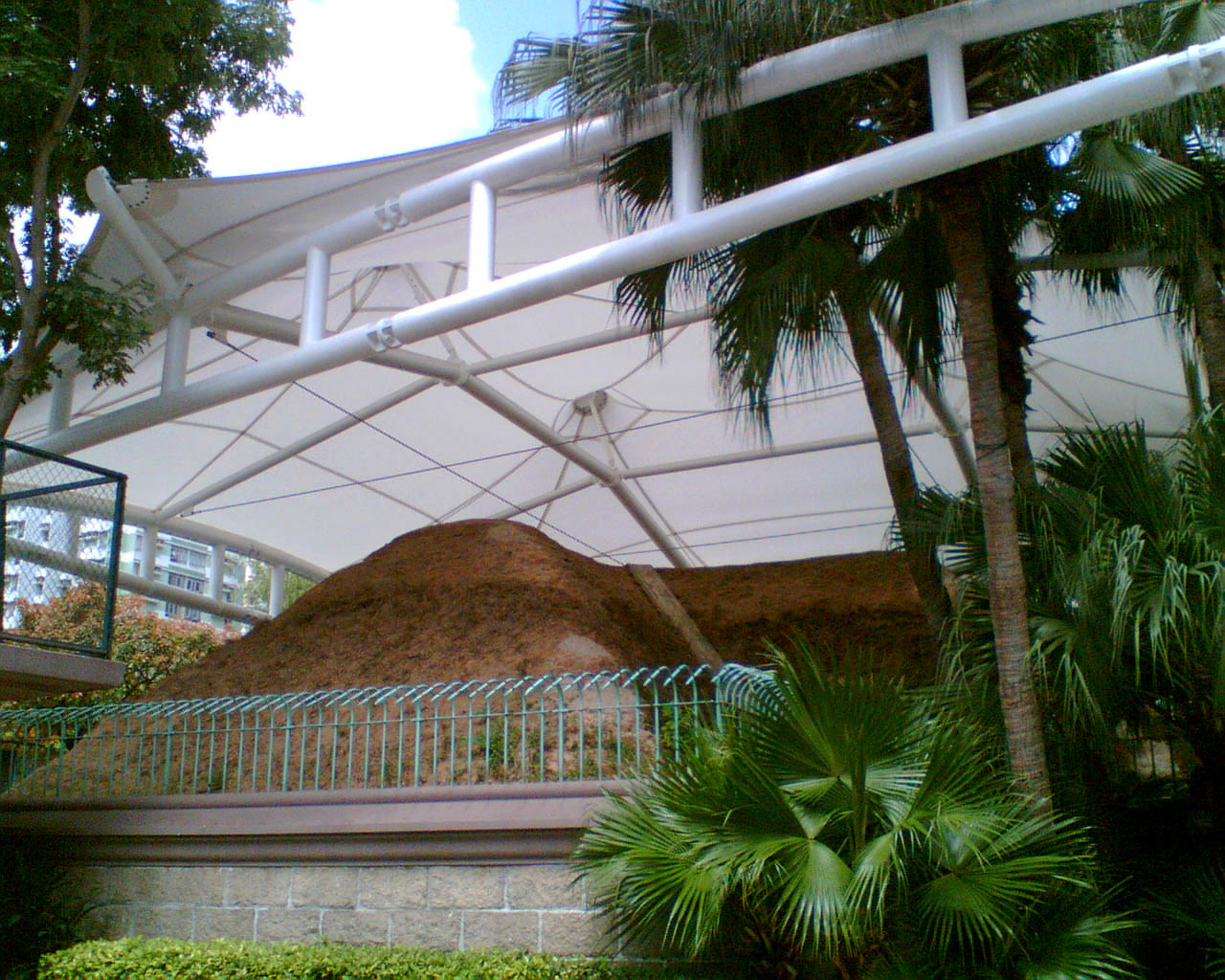
A Han-kori Léjcengnguk (Lei zeng nguk) sírmúzeum Kaulung (Kowloon)ban

Régészeti kutatások szerint a Cheklápkok (Chek Laap Gok)-sziget környékén már 35 000–39 000 évvel ezelőtt is éltek emberek, a Szajkung (Sai Gung)-félszigeten pedig mintegy hatezer évvel ezelőtt jelentek meg. Az őskőkorszak legkorábbi települései Vóngtéjtung (Wong Dei Dung) és a Khéjlenghá (Kei Leng Haa) barlang. A régészek úgy vélik, a Khéjlenghá (Kei Leng Haa) barlang valaha folyó menti település része lehetett, míg Vóngtéjtung (Wong Dei Dung)ban kőeszközök készítésével foglalkoztak. Az újkőkorszakból származó leletek tanúsága szerint az itteni kultúra különbözött az észak-kínai Lungsan-kultúrától (Longshan-kultúrától), valamint arra is utalnak, hogy az első betelepülők között volt a Che nép, még a Pajjüe (Baiyue) nép érkezése előtt. A környező szigeteken a Sang-dinasztia (Shang-dinasztia) (Kr. e. 1600– Kr. e. 1046) idejéből származó nyolc sziklarajzot tártak fel.
Kr. e. 214-ben Csin Si Huang-ti (Qin Shi Huangdi), Kína első császára meghódította a mai Liangkuang (Liangguang) (Kuangtung (Guangdong) és Kuanghszi-Csuang Autonóm Terület (Guangxi)) területén élő Pajjüe (Baiyue) törzseket és beolvasztotta a területet a császárságba. A mai Hongkong területe régen Nanhaj (Nanhai) prefektúrához tartozott, nem messze Nanjüe (Nanyue) királyság fővárosától, Punjüétől (Punyuétől). A Csin-dinasztia összeomlása után a terület a Nanjüe (Nanyue) királyság uralma alá került. Amikor Kr. e. 111-ben Vu (Wu) császár meghódította a királyságot, Hongkong területét a Csiaocse (Jiaozhi) prefektúrához csatolták. Valószínűleg ebből a korszakból származik a Kaulung-félszigeten található Léjcenguk (Lei zeng uk) sírmúzeum (李鄭屋) is.
A Tang-dinasztia időszakában Kuangtung (Guangdong) a régió virágzó kereskedelmi központja volt. 736-ban Tang Hszüen-cung (Tang Xuanzong) császár helyőrséget hozott létre Thűn Mún (Tyun Mun)ban (ma az Új területek kerületben található), a régió partvidékének védelmére. Az első hongkongi iskolát, a könyvtáráról híres Lik Jing Iskolát (力瀛書院) 1075 körül alapították a mai Új területek kerületben. 1276-ban, a mongol invázió idején a Déli Szung-dinasztia (Song-dinasztia) udvara először Fucsienbe (Fujianbe), majd Lánthau (Laantau) szigetére menekült.
Az első feljegyzett európai utazó, aki Hongkongba érkezett, a portugál Jorge Álvares volt 1513-ban. A portugálok hamarosan kereskedni kezdtek Dél-Kínában és letelepedtek Thűn Mún (Tyun Mun)ban is, ahonnan 1521-ben távozni kényszerültek, és végül Makaóban építettek bázist. 1661–69-ben Kanghszi (Kangxi) császár parancsára elrendelték Kuangtung (Guangdong) partvidékének kitelepítését a Csing (Qing)-ellenes mozgalom felszámolása érdekében. Körülbelül 16 000 embernek kellett az ország belsőbb vidékeire költöznie, ezek közül feljegyzések szerint mintegy 1648 tért vissza később. A rendelet ideje alatt a mai Hongkong területe gyakorlatilag elnéptelenedett. 1685-ben Kanghszi (Kangxi) korlátozott kereskedelmet engedélyezett a külföldiekkel, a kereskedés Kantonban indult meg. A külföldi kereskedők csak bizonyos városrészekben lakhattak, csak a kereskedelmi időszakban.

### Brit gyarmatként

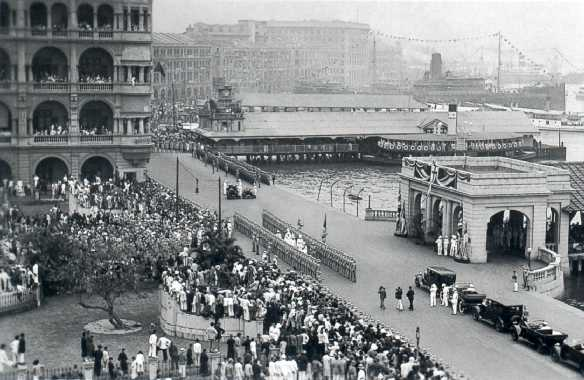
A „Királynő-móló” a városháza előtt, Központi kerület, 1925

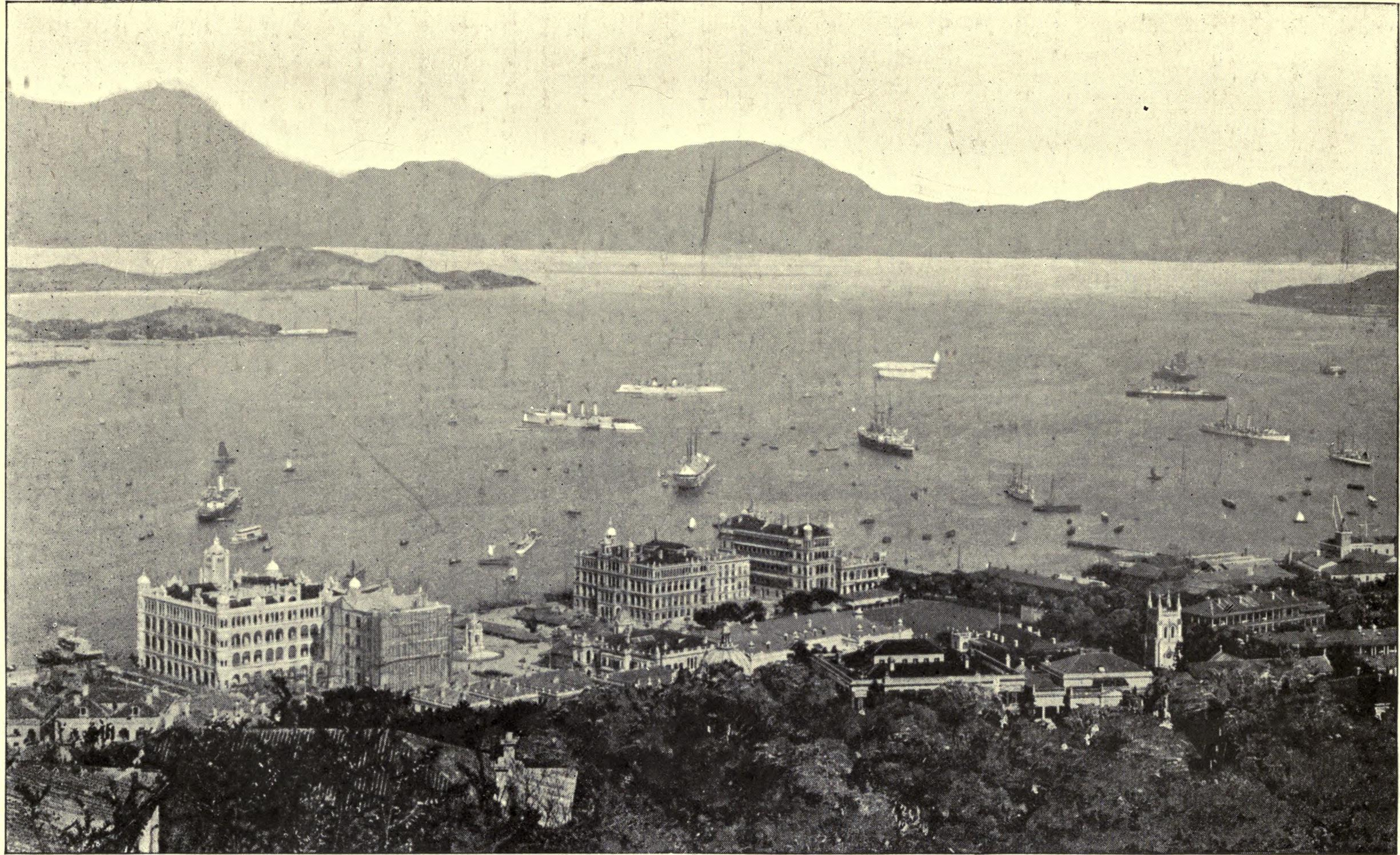
Victoria az 1890-es években

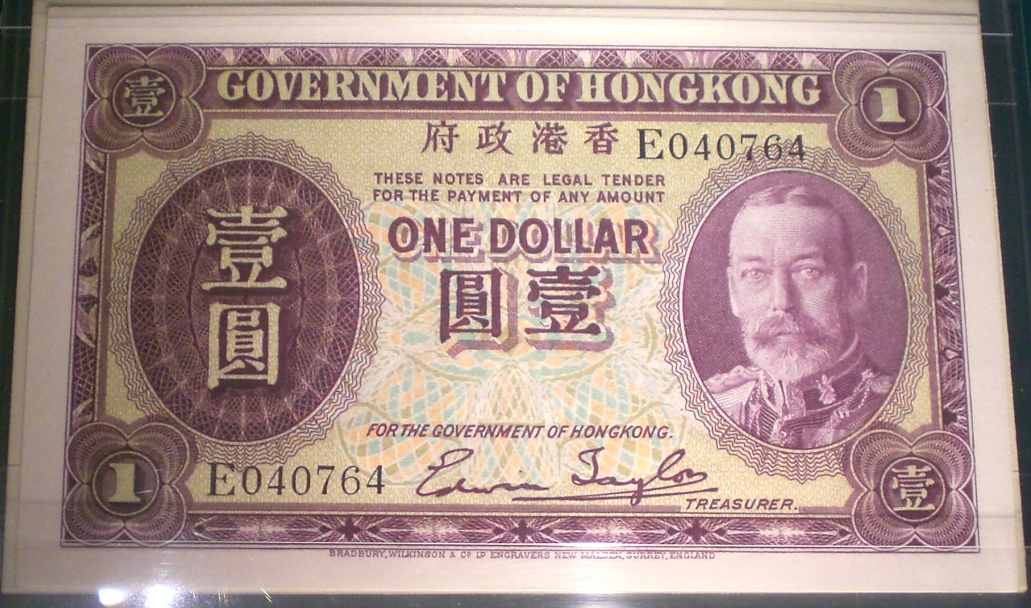
Hongkongi 1 dolláros pénzjegy (1935) V. György király portréjával.
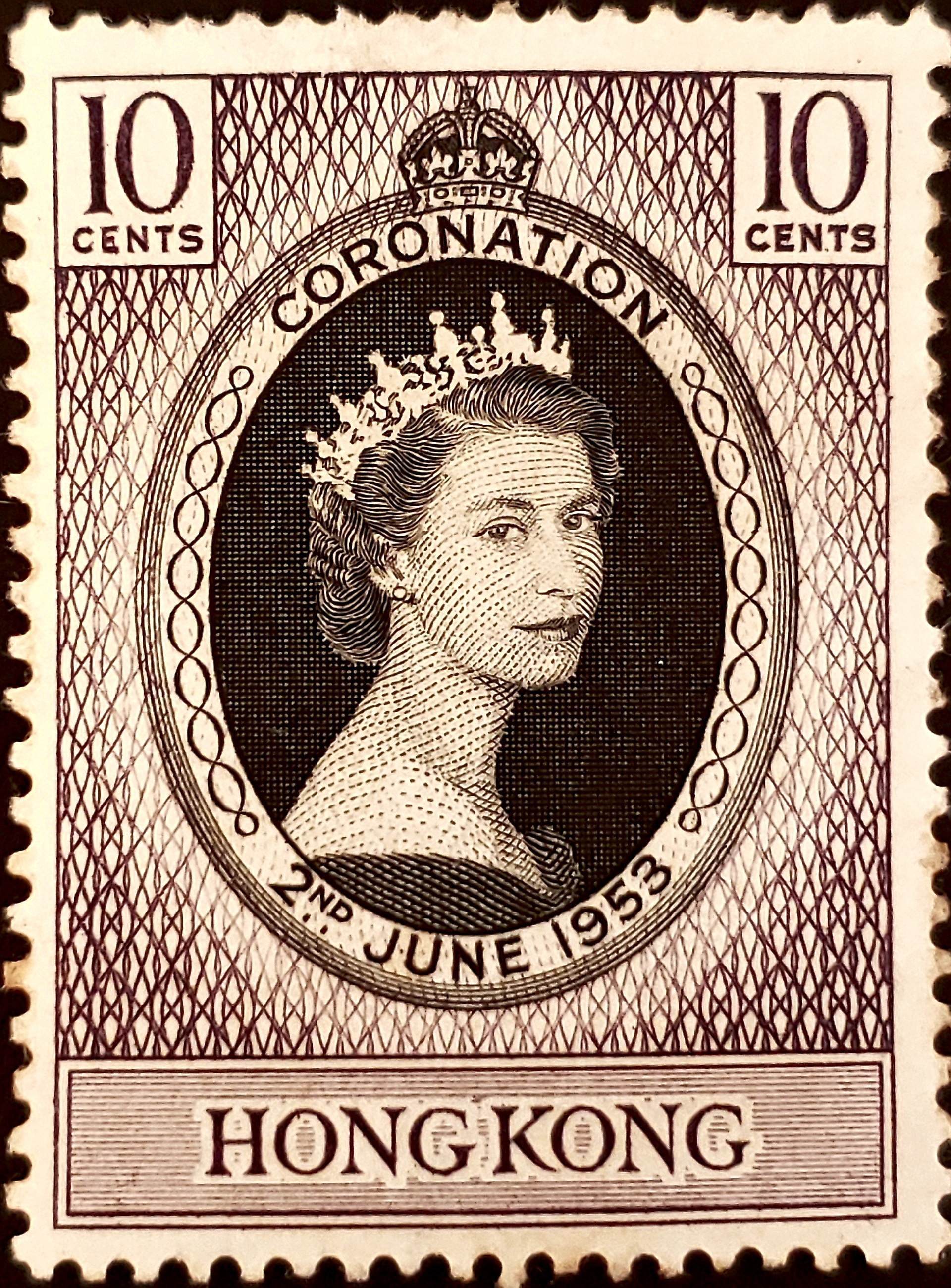
Hongkongi 10 centes postabélyeg II. Erzsébet portréjával.
Hongkong brit zászlaja (1870–1876)
Hongkong brit zászlaja (1876–1955)
Hongkong brit zászlaja (1955–1959)
Hongkong brit zászlaja (1959–1997)
Hongkong nem hivatalos brit zászlaja (1959–1997)

1839-ben, miután a Csing-dinasztia betiltotta az ópiumimportot, kirobbant az ópiumháború. A britek 1841. január 20-án elfoglalták Hongkong-szigetet, melyet először a Charles Elliot kapitány és Csisan (Qishan) kormányzó között létrejött fegyverszüneti egyezmény alapján a britek fennhatósága alá helyeztek volna. Az egyezményt hivatalosan sosem ratifikálták, a két kormány magas rangú tisztviselőinek vitája miatt. Hongkong hivatalosan 1842. augusztus 29-én, a nankingi szerződés alapján került a Brit Birodalomhoz. A britek Victoria alapításával a következő évben koronagyarmatot hoztak létre. A brit uralom kezdetekor Hongkong-szigeten 7450 kínai élt, 1870-re Hongkong-sziget és Kaulung (Kowloon) lakossága 115 000 kínai lakosra duzzadt, a városban ekkor 8754 európai élt.
Miután Kína a második ópiumháborút is elveszítette, a Kaulung (Kowloon)-félsziget és a Kővágók-sziget (昂船洲, Ngongszjűn cau (Ngongsyun zau)) is brit fennhatóság alá került.
1894-ben a Kínában dúló bubópestis-járvány elérte Hongkongot is, több mint 50 000 ember halálát okozva.
1898-ban a Brit Birodalom 99 évre bérbe vette Lantau szigetét, illetve a tőle északra lévő kisebb szigeteket (Új területek). A 20. század elején Hongkong szabadkikötő volt, a Brit Birodalom entrepôt (vámszabad) kikötője. Az itt élő külföldiek főképp a Victoria-hegy környékén laktak, a kínai lakosok nemigen érintkeztek velük.

### Japán megszállás

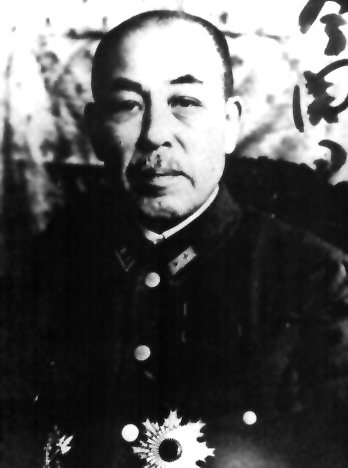
Iszogai Renszuke, Hongkong kormányzója a japán megszállás idején

A második világháború idején, 1941. december 8-án a Japán Birodalom megszállta Hongkongot. A hongkongi csata eredményeként december 25-én a brit és kanadai haderő feladta a várost. A japán megszállás ideje alatt a civil lakosság élelmiszerhiánnyal küzdött és csak az engedélyezett fejadagokat kapták meg. Továbbá a várost hiperinfláció sújtotta és a japán katonai jent vezették be fizetőeszközként. A japánok statáriumot hirdettek és ez időben sokan meghaltak az éhinség vagy a terjedő betegségek, például a tuberkulózis miatt.
A megszállók a munkanélkülieket az ország belsejébe telepítették át és Hongkong lakossága ez időben drasztikusan lecsökkent 1945-re 1,6 millióról 600 000 főre. A háború végén 1945-ben az Egyesült Királyság visszaszerezte volt gyarmatát.

### Az 1950-es évektől az 1990-es évekig

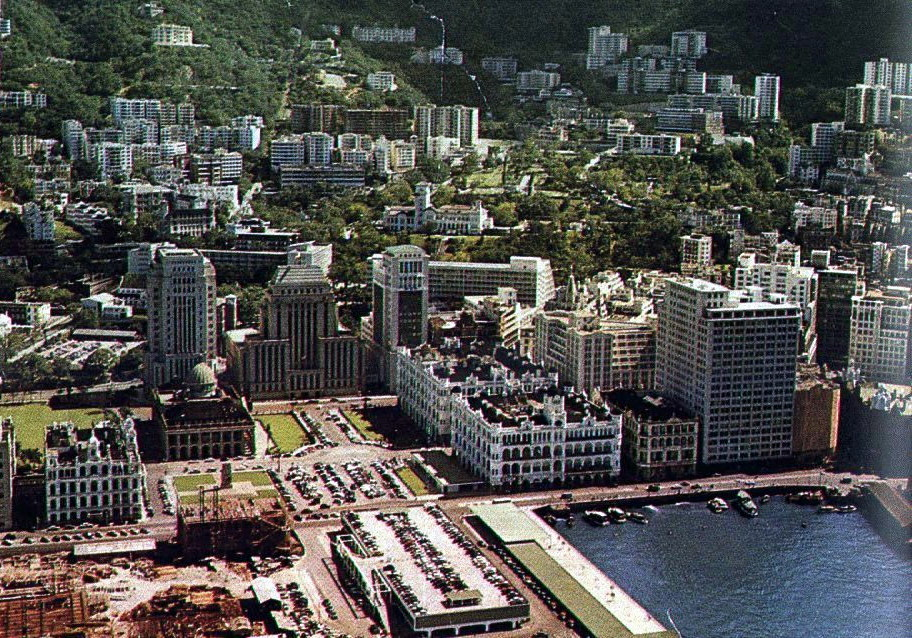
Hongkong Központi kerülete 1955-ben

1949 után a pekingi kormánynak katonai szempontból aligha jelentett volna nehézséget a brit gyarmat megszállása, ám ezt mégsem hajtották végre. Ezt a döntést az is befolyásolta, hogy Anglia – tekintettel elsősorban Hongkongra és kínai gazdasági érdekeltségeire – 1950. január 5–6-án megvonta elismerését a Tajvanra menekült „nemzetiektől”, és jegyzékben erősítette meg már korábban is kifejezett szándékát az új hatalom elismerésére.
Az 1950-es években Hongkong gyors ipari fejlődésnek indult, például az exportra dolgozó textiliparának köszönhetően. A lakosság száma növekedésnek indult, a munkaerő olcsó maradt, de az életszínvonal emelkedni kezdett. 1953-ban Hongkong Szekkípméj (Sek Gip Mei) városrészének nyomornegyedében tűzvész pusztított, aminek következtében az önkormányzat elindította az lakótelep-programot. Ennek keretében épült fel a város első lakótelepe, a Szekkípméj (Sek Gip Mei)-lakótelep.
A kereskedelem fejlődéséhez jelentősen hozzájárult, hogy a Hongkonghoz igen közel található Sencsen (Shenzhen) Különleges Gazdasági Övezet lett, Hongkong pedig a külföldi befektetések fő forrásává vált Kínában. Az 1980-as évek végére a gyáripar Hongkongban hanyatlásnak indult, jórészt a dél-kínai gyárak fejlődésének köszönhetően. Növekedésnek indult azonban a szolgáltatóipar, ami beolvasztotta a bezáró gyárak munkásait.
1983-ban az Egyesült Királyság Hongkong státuszát koronagyarmatról „függő területre” változtatta és tárgyalásokat indított Kínával az Új területek lejáró kölcsönszerződése miatt. 1984-ben aláírták egy egyezményt, mely Hongkong Kínához való visszacsatolásának dátumául 1997-et jelölte meg. 1990-ben ratifikálták a hongkongi alaptörvényt, mely a visszacsatolás után volt hivatott biztosítani a város számára a „különleges közigazgatási terület” státuszával járó autonómiát.

### A visszacsatolás után (1997-től napjainkig)

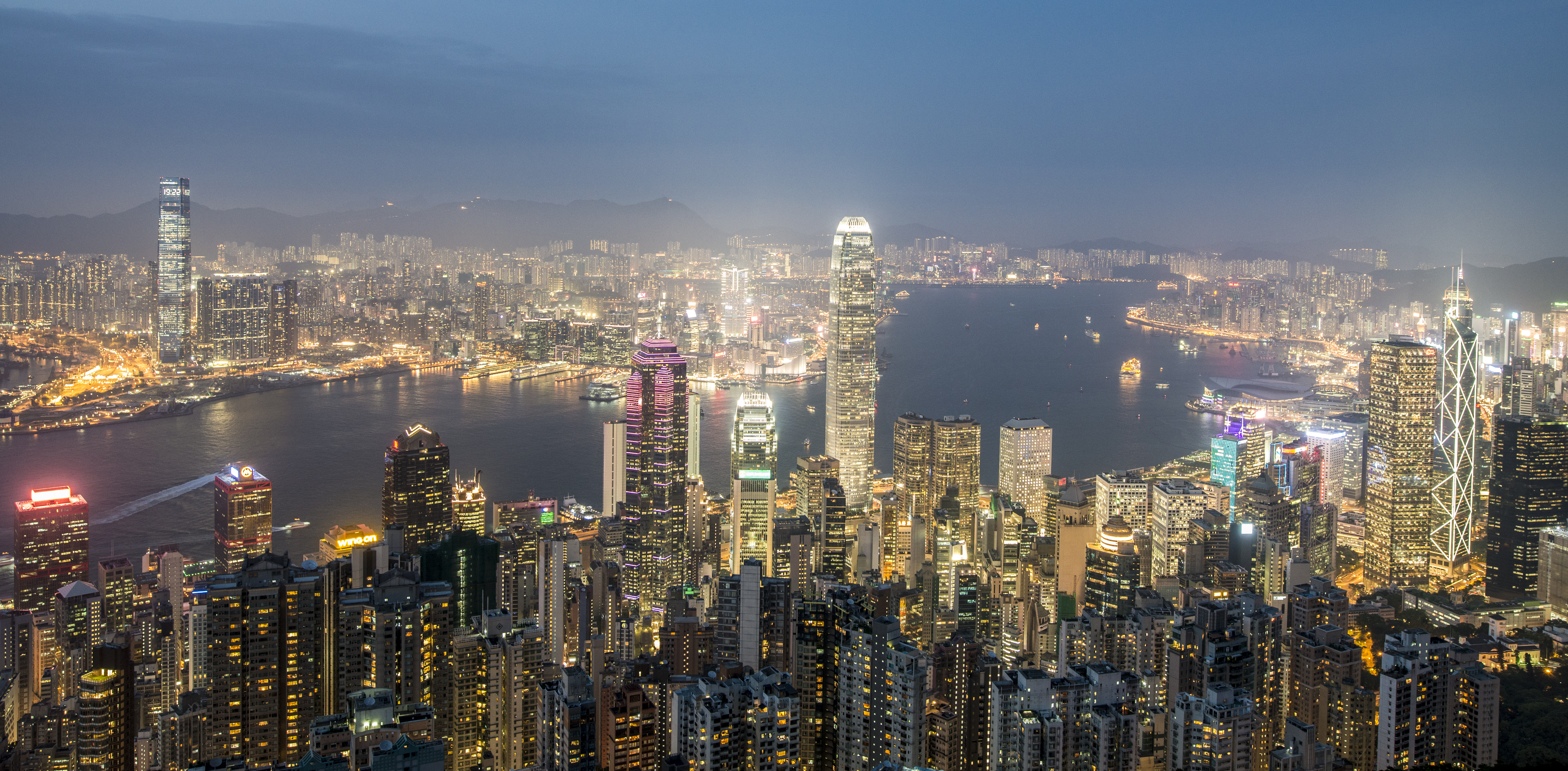
Hongkong éjszakai látképe 2016-ban

Miután a bérlet meghosszabbításáról nem sikerült megegyezni, 1984-ben kétoldalú szerződésben mondták ki, hogy a lejáratkor egész Hongkong visszakerül Peking uralma alá, egyúttal rögzítették az „egy ország – két rendszer” elvének fenntartását 50 évre. A brit lobogót 1997. június 30-án vonták le, egy nappal később visszacsatolták a várost a Kínai Népköztársasághoz. Ugyanebben az évben Hongkongot két súlyos esemény is érintette, egyrészt az 1997-es ázsiai gazdasági válság, másrészt a H5N1-járvány.
A Hongkong kormányzójává Peking által 1997-ben kinevezett Tung Kin-vá (Dung Gin-waa) – miután Hu Csin-tao (Hu Jintao) kínai pártfőtitkár-államfő számos vezetési hibájáért nyilvánosan elmarasztalta – 2005-ben lemondott. Utóda kétéves mandátummal Donald Tsang lett, akit 2007 márciusában öt évre újraválasztottak; a második terminusát július 1-jén kezdte. 2007 novemberében a Peking támogatását élvező Demokratikus Szövetség egy jobb Hongkongért nyerte a helyhatósági választásokat, összesen 115 mandátumot szerezve a 364 képviselőtestületi pozícióból.
2009-ben Hongkongban rendezték meg az ötödik Kelet-ázsiai játékokat, ami a város történelmének első és legnagyobb nemzetközi sportrendezvénye volt.
2012-ben a választásokat Lőng Can-jing (Leung Zan-jing) nyerte, aki július 1-től vette át a kormányzói széket Tsangtól. 2017-ben Carrie Lam lett a főminiszter, ő az első nő ezen a poszton.

#### A 2019-es tüntetéssorozat

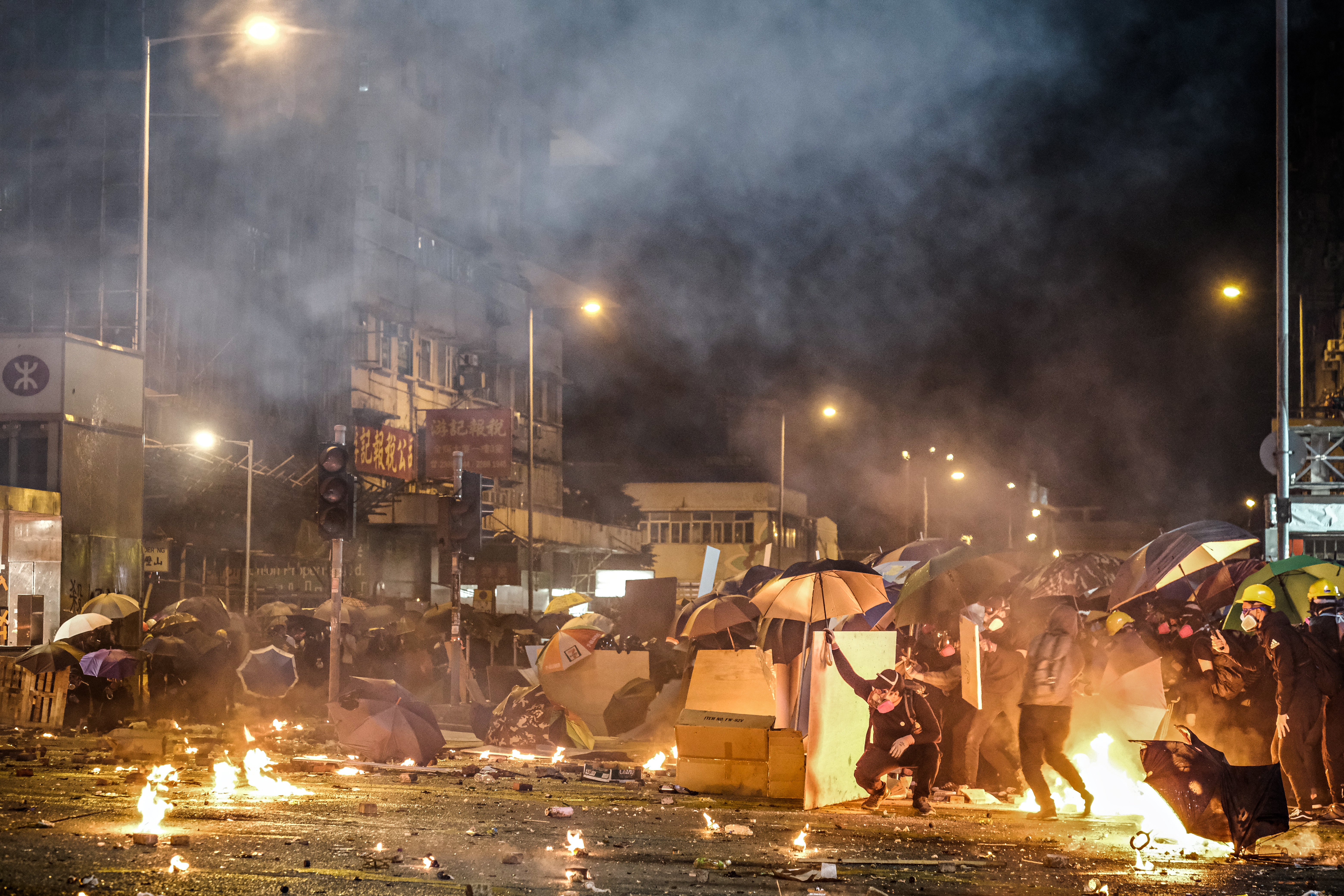
Tüntetők a Hongkongi Műszaki Egyetem csatatérré vált kampuszán

2019-ben tüntetéssorozat robbant ki a városban, miután a kormány módosítani kívánta a kiadatási törvényt. Ha törvénybe iktatták volna, a helyi hatóságoknak joga lett volna feltartóztatni és kiadatni olyan személyeket, akiket olyan területeken köröznek, amelyekkel Hongkongnak nincs közvetlen kiadatási egyezménye, beleértve Tajvant és a szárazföldi Kínát. A tüntetések során a tüntetők öt fő követeléssel álltak elő, melyek közé tartozott a törvény visszavonása, a hongkongi rendőrség állítólagos túlkapásainak és brutalitásának kivizsgálása, a letartóztatott tüntetők szabadon engedése, a tüntetések „zavargásnak” minősítésének visszavonása, Carrie Lam főminiszter lemondása és a hongkongi törvényhozás tagjainak, valamint  főminiszternek közvetlen szavazással történő megválasztása. A június 9-i tüntetésen mintegy egymillió ember vonult az utcákra a törvényjavaslat visszavonását követelve.
A tüntetések erőszakba torkoltak, amikor a rendőrség könnygázt és gumilövedékeket is bevetett. Kína vezetése szerint a tüntetések 1997 óta Hongkong történelmének legnagyobb krízisállapotát jelentik. Számos öngyilkosság történt, valamint két közvetett és egy közvetlen halálos áldozata van az eseményeknek.

## Államszervezet és közigazgatás

Hongkong törvényhozó testületének épülete a Központi és nyugati kerületben

Hongkong 1997 óta Kína különleges közigazgatási területe. Alaptörvénye (Basic Law) értelmében nagy fokú autonómiát élvez, csak honvédelmi és külügyi kérdésekben függ a kínai kormánytól. Az Egyesült Királysággal aláírt átadási egyezmény szerint Hongkong 1997 után még legalább ötven évig fenntarthatja kapitalista gazdasági rendszerét, és Kína nem vezethet be szocialista rendszert ez idő alatt.
A hongkongi kormányzat alappillérei a Végrehajtó Tanács, a közszolgálati kar, a Törvényhozó Tanács és a bíróságok. A Végrehajtó Tanács élén a kormányzó áll, akit egy erre a célra létrehozott, korporatív jellegű Választási Bizottság választ meg és a Kínai Népköztársaság Államtanácsa (kormánya) nevez ki. A közszolgálati kar politikailag semleges testület, mely a törvények végrehajtásában segédkezik és kormányzati szolgáltatásokat nyújt. A köztisztviselők kiválasztása a meritokrácia elve alapján, vagyis az érdemek szerint történik. A Törvényhozó Tanács 60 főből áll, akiknek egyik felét a hongkongi állandó lakosok öt területi választókerületben választják az általános választójog alapján. A tanács másik felét az úgynevezett korporatív választókerületekben választják jóval szűkebb választójog alapján különböző szakmai csoportok képviseletében. A tanács élén a Törvényhozó Tanács Elnöke áll. A bírókat a kormányzó nevezi ki egy független bizottság ajánlása alapján.
Hongkong politikai életére a Végrehajtó Tanácsot támogató Peking-párti csoportok és a pándemokrata tábor közötti ellentét a jellemző, utóbbi a gyorsabb demokratizálódás és az „egy ember – egy szavazat” elv pártfogója. Egyre erősödnek ugyanakkor a teljes függetlenség támogatói is, akik 2015-ben létrehozták saját pártjukat, szimpatizánsaik száma pedig egyre nő.

### Jogrendszer és igazságszolgáltatás

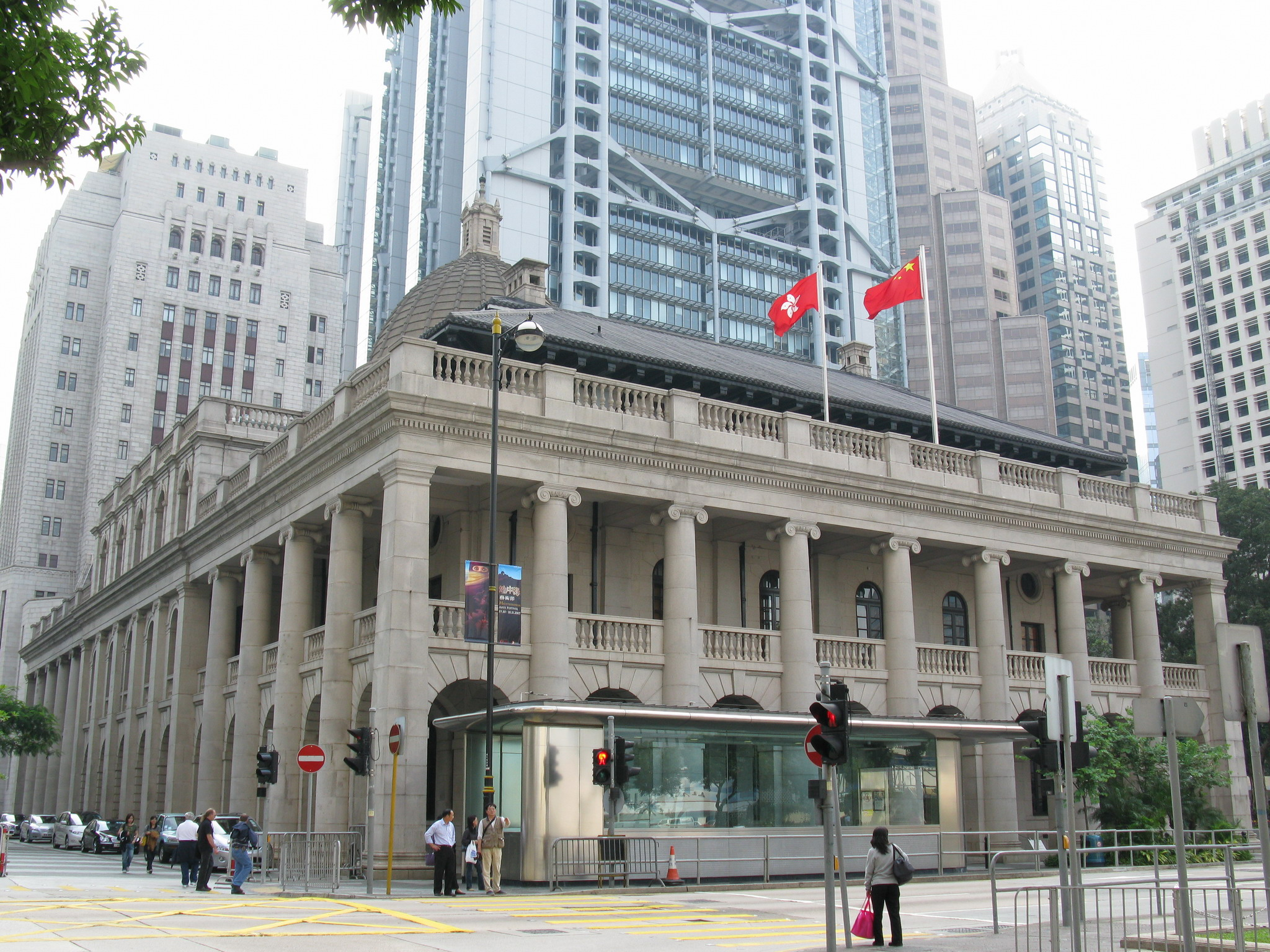
A Legfelsőbb Bíróság épülete

Hongkong jogrendszere teljesen független a kínai jogrendszertől és továbbra is a gyarmati korszakban bevezetett angol jog „common law” gyakorlatát követi. A hongkongi bíróságok korábbi ítéletek alapján, azaz precedensalapon hoznak ítéletet, melynek során figyelembe vehetik más, szokásjogot alkalmazó országok bírósági döntéseit is. Arra is lehetőség van, hogy a Legfelsőbb Bíróság nem állandó tagjaként más szokásjogot alkalmazó országbeli bíró is részt vegyen a tárgyalásokon.
A Legfelsőbb Bíróság (Court of Final Appeal) alatt a Felsőbíróság (High Court) található, mely két részből áll, a Fellebbviteli Bíróságból (Court of Appeal) és az Elsőfokú Bíróságból (Court of First Instance). Ezek alatt található a Kerületi Bíróság (District Court), amelynek hatáskörébe tartozik a Családjogi Bíróság (Family Court). További ítélethozatali szervek az Ingatlanügyi Döntőbíróság (Lands Tribunal), a Békebíróságok (Magistrates' Courts), a Fiatalkorúak Bírósága (Juvenile Court), a Halottkémi Bíróság (Coroner's Court), a Munkaügyi Döntőbíróság (Labour Tribunal), a Bagatell Ügyek Bírósága (Small Claims Tribunal) valamint az Erkölcsbíróság (Obscene Articles Tribunal). A Legfelsőbb Bíróság tagjait a kormányzó nevezi ki.
Az Igazságügyi Minisztérium felel a kormány jogi ügyeinek intézéséért. Feladatai közé tartozik többek között a jogi tanácsadás és a nemzetközi igazságügyi együttműködés. A minisztérium jogászai a büntetőügyek mellett polgári és közigazgatási perekben is képviselik az államot, amikor az ilyenekben részes. Mivel a minisztérium a közérdek képviselője, bírósági felülvizsgálatot kérhet és beavatkozhat olyan ügyekbe, melyek a közérdeket érintik. Az Alaptörvény a büntetőeljárások tekintetében védelmet biztosít az Igazságügyi Minisztérium számára a kormány befolyása ellen.

### Közigazgatási beosztás
Hongkongban 2000 óta nincsenek helyi önkormányzatok, amikor megszüntették a két települési önkormányzatot, és nincsenek formálisan meghatározott települések sem. Hongkong igazgatási tekintetben 18 kerületre oszlik, ezek mindegyikében kerületi tanács működik, melynek tanácsadó hatásköre van olyan helyi ügyekben, mint a közintézmények, közösségi programok, kulturális tevékenységek vagy a környezet fejlesztése.
A kerületi tanácsoknak összesen 534 tagja van, akik közül 405-öt választanak. A többi tagot a kormányzó nevezi ki, illetve hivatalból tag a vidéki bizottságok 27 vezetője. A kormányzati politikát és terveket a Belügyminisztérium a kerületi tanácsokon keresztül teszi közzé.

Hongkong közigazgatási felosztása

| Új területek             |                            |           |                     |            |
| #                        | Kerület                    | Népesség  | Népsűrűség (fő/km²) | Terület    |
| 1.                       | Szigetek                   | 141 327   | 807                 | 175,03 km² |
| 2.                       | Kvajcheng (Kwai Tsing)     | 511 167   | 21 901              | 21,82 km²  |
| 3.                       | Északi kerület             | 304 134   | 2228                | 137,31 km² |
| 4.                       | Szajkung (Sai Kung)        | 436 627   | 3368                | 136,39 km² |
| 5.                       | Száthín (Sha Tin)          | 630 273   | 9173                | 69,46 km²  |
| 6.                       | Tájpou (Tai Po)            | 296 853   | 2181                | 147,42 km² |
| 7.                       | Chűnván (Tsuen Wan)        | 304 637   | 4918                | 60,7 km²   |
| 8.                       | Thűnmún (Tuen Mun)         | 487 546   | 5882                | 84,45 km²  |
| 9.                       | Jűnlóng (Yuen Long)        | 578 529   | 4178                | 138,43 km² |
|                          | Összesen                   | 3 691 093 | 3870                |            |
| Kaulung (Kowloon)        |                            |           |                     |            |
| #                        | Kerület                    | Népesség  | Népsűrűség (fő/km²) | Terület    |
| 10.                      | Kowloon City               | 377 351   | 37 660              | 9,97 km²   |
| 11.                      | Kúnthóng (Kwun Tong)       | 622 152   | 55 204              | 11,05 km²  |
| 12.                      | Szamszöüpou (Sham Shui Po) | 380 855   | 40 690              | 9,48 km²   |
| 13.                      | Vóngtájszín (Wong Tai Sin) | 420 183   | 45 181              | 9,36 km²   |
| 14.                      | Jaucímvóng (Yau Tsim Mong) | 307 878   | 44 045              | 6,85 km²   |
|                          | Összesen                   | 2 108 419 | 44 917              |            |
| Hongkong-sziget          |                            |           |                     |            |
| #                        | Kerület                    | Népesség  | Népsűrűség (fő/km²) | Terület    |
| 15.                      | Központi és nyugati        | 251 519   | 20 057              | 12,52 km²  |
| 16.                      | Keleti kerület             | 588 094   | 31 686              | 18,81 km²  |
| 17.                      | Déli kerület               | 278 655   | 7173                | 38,95 km²  |
| 18.                      | Váncaj (Wan Chai)          | 152 608   | 15 477              | 10,02 km²  |
|                          | Összesen                   | 1 270 876 | 15 924              |            |
| 2011-es népességi adatok |                            |           |                     |            |

### Védelmi rendszer

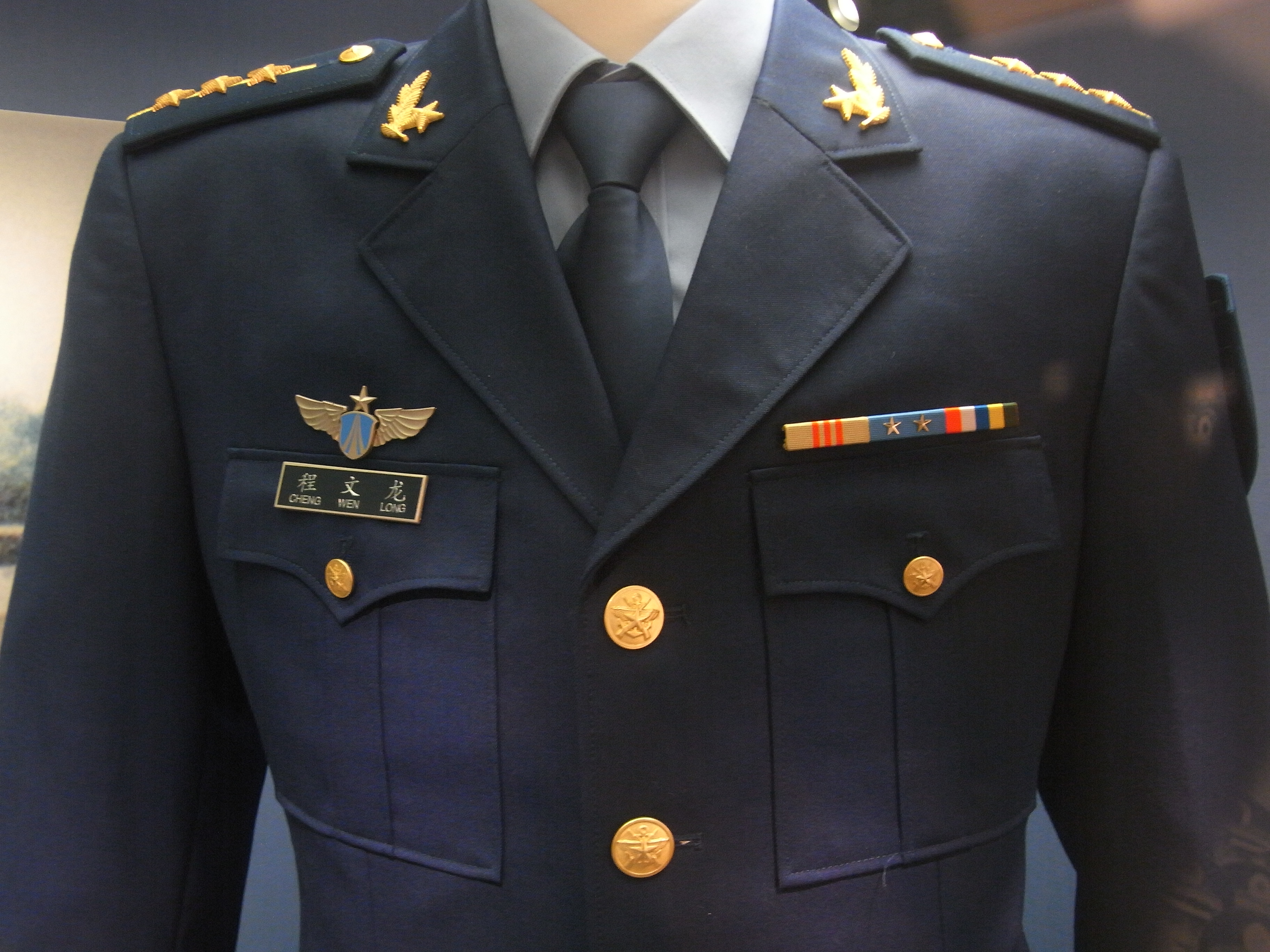
A Kínai Népi Felszabadító Hadsereg Hongkongi Helyőrségének egyenruhája

Hongkongnak nincs saját hadereje, a gyarmati illetve függő területi korszakban a brit haderő látta el a védelmét. Az 1880-as években helyi lakosokat is elkezdtek felvenni, 1948 januárjában pedig megalakult a Hong Kong Chinese Training Unit, mely hivatalosan hongkongi katonák képzését szolgálta a brit haderő hongkongi egységén belül. 1962-ben az egység a Hong Kong Military Service Corps nevet kapta, a helyőrségben körülbelül 1200 kínai katona szolgált. A helyőrség főparancsnoka a mindenkori kormányzó volt hivatalból.
1997-ben, Hongkong visszacsatolásakor a brit helyőrség feloszlott, az ott szolgáló brit katonák visszatértek az Egyesült Királyságba, a gurka katonák egy része pedig Nepálba. A hadihajókat eladták a Fülöp-szigeteknek. Hongkong védelmének ellátását a Kínai Népi Felszabadító Hadsereg Hongkongi Helyőrsége vette át, mely 1994. október 25-én alakult meg. 2008 óta a hongkongi helyőrség vezetője Csang Si-po (Zhang Shi-bo) vezérőrnagy. A helyőrség szárazföldi csapatokból, haditengerészeti és légi egységekből áll, összesen körülbelül 6000 főt számlál, melyből körülbelül 3000 tartózkodik Hongkong határain belül. A Helyőrségi Törvény (Garrison Law) alapján a helyőrség nem avatkozhat be Hongkong belügyeibe, feladata a katonai infrastruktúra igazgatása és fenntartása, a külföldi katonai kapcsolatok ápolása, azonban a hongkongi kormány kérésére segítséget nyújthat a rendfenntartásban vagy a katasztrófavédelemben. Az itt állomásoztatott katonák egy évig maradnak Hongkongban. A helyőrség felszereléséhez tartozik 12 darab Harbin Z–9B típusú helikopter és öt 037-II-es típusú rakétahordozó hajó.
A helyőrség minden évben nyílt napokat tart, amikor katonai bemutatót és különféle programokat szerveznek a civil lakosság számára.

## Népesség

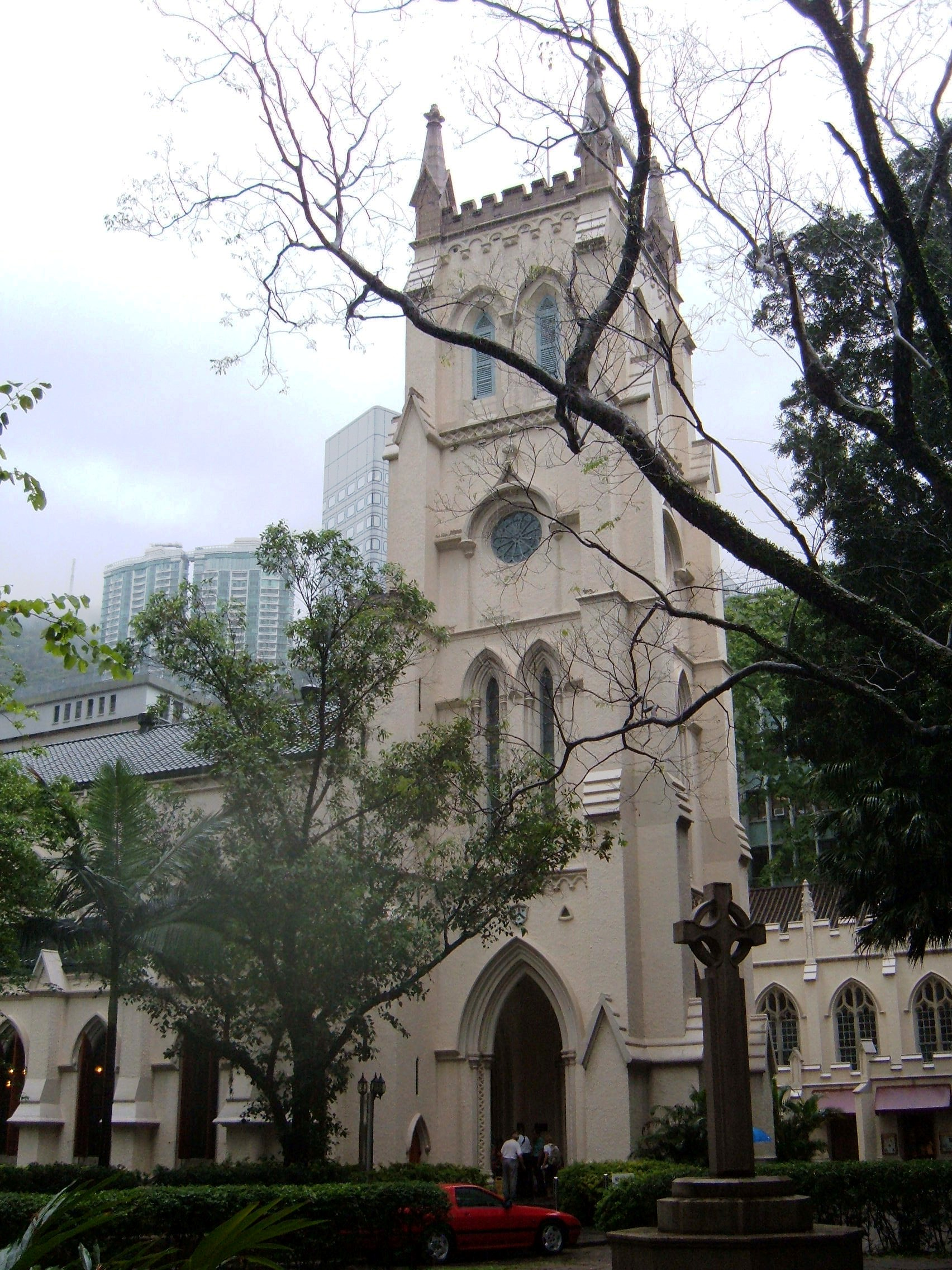
A hongkongi Szent János Székesegyház

Hongkong lakossága 2013-ban becslések szerint 7 219 700 fő, 2006 és 2010 között évente 0,8%-kal nőtt, 2010-ben a férfiak aránya 46,8%, a nőké 53,2% volt. 2010-ben a születési ráta nagyon alacsony volt, mindössze 12,5 újszülött jutott 1000 főre, míg termékenység alapján 1108 újszülöttnek adhatott volna életet 1000 nő. 2010-ben a városban született csecsemők csaknem 45%-ának kínai állampolgárságú nő adott életet, a hongkongi állampolgárság elnyerésének reményében. Hongkongban a várható élettartam átlagosan 82,12 év, amely 2012-ben a világon a 8. legmagasabb volt.
| Lakosok száma | 3 129 648 | 4 402 990 | 5 109 812 | 5 674 114 | 6 412 937 | 6 864 346 | 7 071 576 | 7 336 585 | 7 409 800 | 7 413 070 |
|               | 1961      | 1976      | 1981      | 1991      | 1996      | 2006      | 2011      | 2016      | 2017      | 2021      |

### Etnikai, nyelvi, vallási megoszlás
A lakosság 93,6%-a kínai származású, többségük a szomszédos Kuangtung (Guangdong) tartományból származik. Jelentősebb kisebbség a filippínó, az indonéz, a thai, a japán és az indiai. A városban élő nem ázsiaiak a lakosság 0,8%-át tették ki 2011-ben.
Hongkong de facto hivatalos nyelve a kantoni nyelv, amelyet Kuangtung (Guangdong) tartományban beszélnek, az alaptörvényben meghatározott hivatalos nyelv „a kínai és az angol”. A 2011-es népszámlálási adatok alapján a lakosság 89,5%-ának a kantoni az anyanyelve, 1,4%-nak a mandarin, 4%-nak pedig más kínai dialektus. Hongkongban a feliratokat általában kínai írásjegyekkel és angolul is kiírják. Az 1997-es visszacsatolás óta egyre több mandarin nyelvű kínai települ Hongkongba, ami nagyrészt a Kína és Hongkong közti gazdasági kapcsolatnak köszönhető.
A hongkongi lakosok nagy része ateista vagy agnosztikus nézetű, az amerikai külügyminisztérium tanulmánya szerint a lakosságnak mindössze 43%-a gyakorol valamilyen vallást. A Gallup felmérése szerint 64% nem vallásos. A középfokú oktatásban az evolúció elméletét tanítják, a kreacionizmus és az értelmes tervezettség elmélete nem része a tananyagnak a biológiaoktatásban.
A vallásos lakosság nagy része a buddhizmus, a taoizmus és a konfucianizmus hívője, becslések szerint a buddhisták és taoisták száma körülbelül 1,5 millió fő. A keresztények száma 600 000-re tehető. A keresztények túlnyomó többsége római katolikus illetve protestáns, vannak azonban például Az Utolsó Napi Szentek Jézus Krisztus Egyházához és a Jehova tanúihoz tartozók is. Léteznek szikh, muszlim, zsidó, hindu és bahái közösségek is. A Falun kung (Falun Gong) gyakorlása megengedett.

### Szociális rendszer

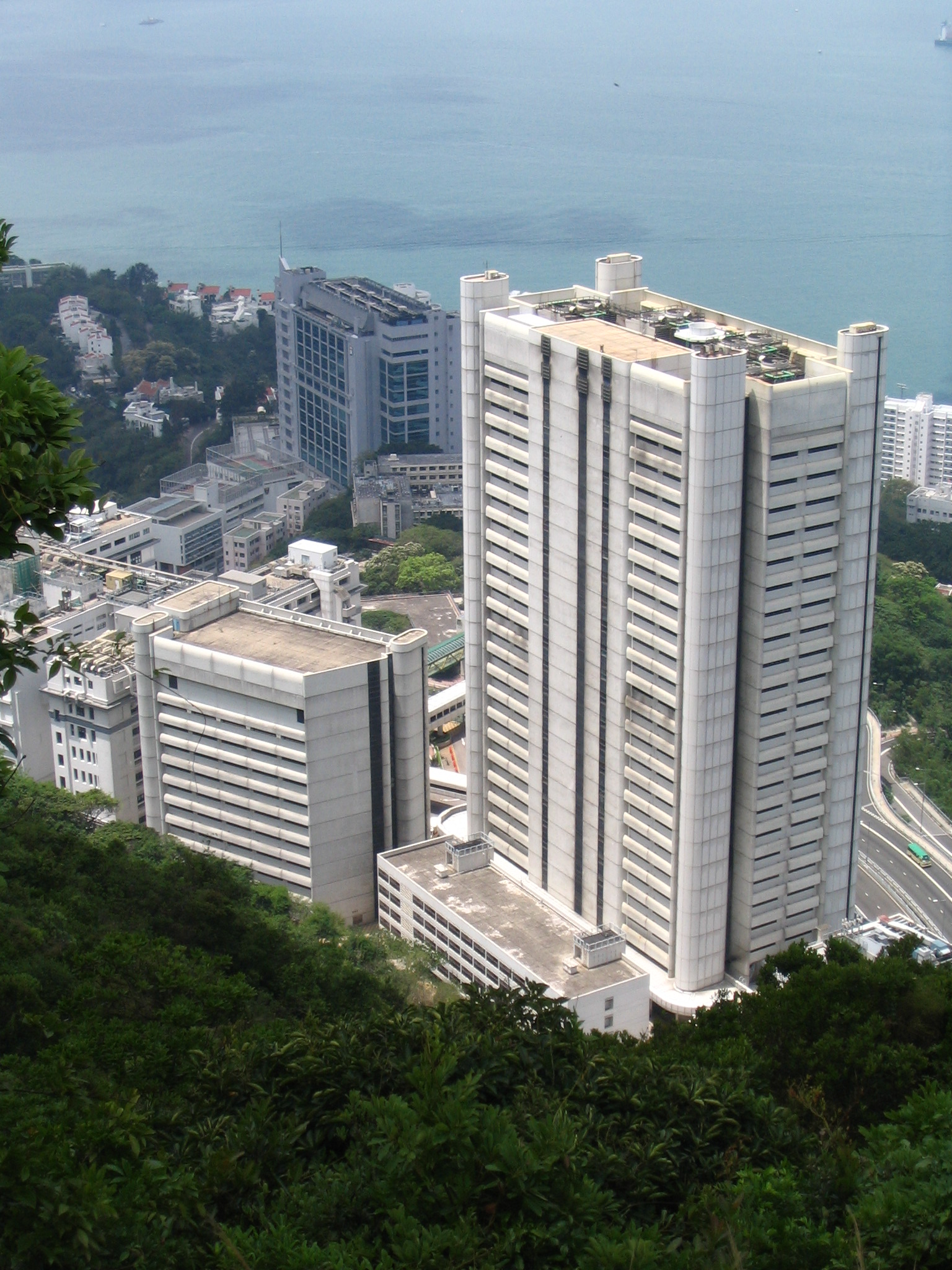
A Mária Királynő Kórház (Queen Mary Hospital) a Hongkong-szigeten. 137 méteres magasságával Kína legmagasabb, a világ ötödik legmagasabb kórháza.

Hongkong szociális támogatási rendszeréért a Közjóléti Minisztérium (Social Welfare Department) felelős. Nyugdíjra minden 65 év feletti személy jogosult, a 65–69 év közöttiek 2006-ban havi 625 HKD-t kaptak, míg a 70 év fölöttiek 705 HKD-t. A juttatás feltétele, hogy a kérelem benyújtását megelőzően hét évet Hongkongban kell laknia a kérelmezőnek. A 18 és 65 év közötti munkavállalók keresetük 5%-át kötelesek nyugdíjalapba fizetni, az összeg minimum 30%-ának hongkongi dollárban kell lennie. A munkáltató ugyancsak 5%-ot köteles befizetni. A kötelező nyugdíjhozzájáruláson túl lehetőség van önkéntes nyugdíjhozzájárulás (ORSO: Occupational Retirement Schemes Ordinance) fizetésére is, ezt a munkáltató biztosíthatja bizonyos feltételek mellett. A munkáltatón ezen felül a munkavállaló nyugdíjba vonulásakor, munkaviszonyának felmondásakor vagy halála esetén bizonyos összeget köteles fizetni, melynek feltétele a legalább  ötéves  munkaviszony.
Hongkong az Amerikai Egyesült Államok után a második legdrágább az egészségügyi ellátás területén, egészségügyi rendszere jónak minősített. Az ellátás díjai eltérőek a hongkongi lakosok és a külföldiek számára. Hongkongnak 41 közkórháza és 12 magánklinikája van, melyek egyaránt az Egészségügyi Minisztérium hatáskörébe tartoznak. A díjfizetés alól három rászoruló csoport lehet mentesült, azok az alacsony jövedelműek, krónikus betegségben szenvedők és idősek, akik egyébként nem részesülnek szociális ellátásban. A díjfizetés alóli mentesüléshez külön jelentkezni kell a megfelelő hatóságnál, akik a körülmények kivizsgálása után egyszeri vagy bizonyos időszakra szóló mentességet adhatnak. A szociális ellátásban részesülők automatikusan mentesülnek. A jogtalanul juttatáshoz jutók akár 10 év szabadságvesztésre is ítélhetőek. Egy 2008-tól 2014-ig tartó kísérleti program keretében a 70 év fölöttiek évente öt, egyenként 50 HKD értékű utalványt kapnak, melyet magánrendelőkben használhatnak fel. Hongkongban nincs klasszikus értelemben vett, kötelező egészségbiztosítási hozzájárulás. A munkáltató adhat ilyen jellegű juttatást, nagyrészt biztosítókon keresztül, másoknak az életbiztosításukkal jár ilyen szolgáltatás. 2006-ban önkéntes egészségbiztosítással csupán a lakosság 5%-a rendelkezett. A köztisztviselők egészségügyi ellátása ingyenes.

## Gazdaság

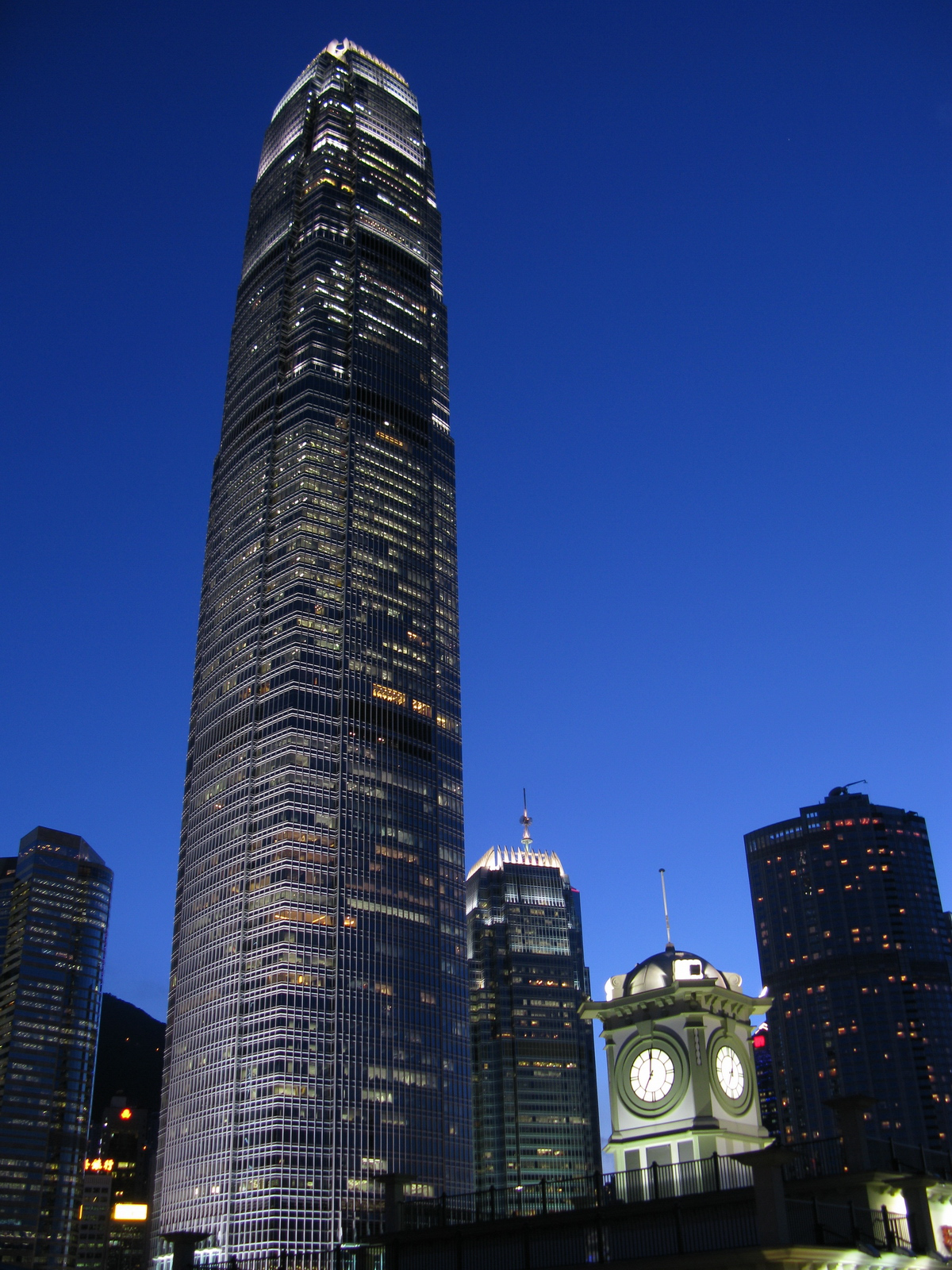
Az International Finance Centre Kettes tornya Hongkong második legmagasabb felhőkarcolója

Hongkong egyike a világ vezető pénzügyi központjainak, fontos kereskedelmi csomópont, szolgáltatóiparra épülő kapitalista gazdasággal, melyet alacsony adóterhek és a szabadkereskedelem jellemez. A hongkongi dollár 2010-ben a világ 8. legtöbbet kereskedett devizája volt. Hongkong gazdaságát Milton Friedman korábban a laissez-faire kapitalizmus legnagyobb kísérletének tekintette. A gazdasági szabadság mértékét (Index of Economic Freedom) vizsgáló Heritage Foundation szerint 2012-ben Hongkong gazdasága a világon a legszabadabb, a város 1995 óta minden évben elnyerte ezt a címet. A régió számos nagyvállalatának központja Hongkongban található. Gazdaságának gyors növekedése miatt az ázsiai tigrisek között tartják számon. 1961 és 1997 között Hongkongban a GDP 180-szorosára emelkedett, az egy főre jutó GDP pedig 87-szeresére.
A hongkongi értéktőzsde a hetedik legnagyobb a világon, piaci kapitalizációja 2012 áprilisában elérte a 2607 milliárd amerikai dollárt. 2009-ben a világ IPO-tőkéjének 22%-a Hongkongban összpontosult, ezzel megelőzte a New York-i és a sanghaji tőzsdét is, valamint itt lehetett a legkönnyebben tőkét szerezni. A hongkongi dollárt 1983 óta az amerikai dollárhoz kötik.

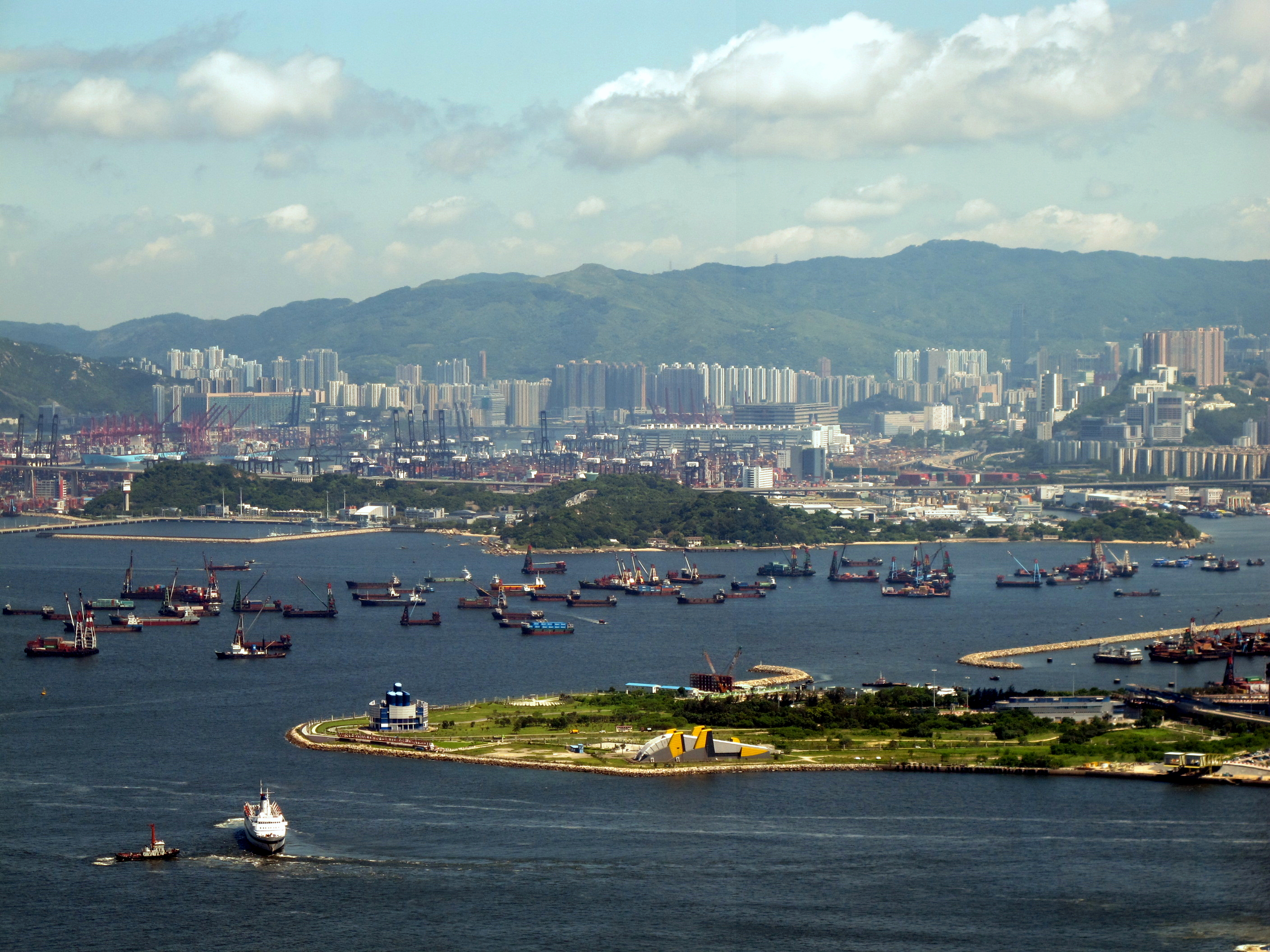
Teherhajók tartanak Hongkong egyik kikötője felé

A hongkongi kormányzat jórészt passzív szerepet játszik a gazdaság alakításában, szinte egyáltalán nem avatkozik be a kereskedelem szabályozásába. A gazdaság fejlődését a piaci erők és a magánszektor határozza meg. A „pozitív be nem avatkozás” politikáját Hongkong egészen 2006-ig követte. A második világháborút követően a városállam gazdaságát az exportra termelő ipar gyors fejlődése jellemezte, az 1980-as években azonban a szolgáltatóipar vette át a vezető szerepet. Azóta Hongkong többek között a pénzügyi, informatikai, valamint üzleti konzultációs szolgáltatások területén kiemelkedő szerepet tölt be. Bár a kormányzati beavatkozás minimális, 1997 óta növekvő tendenciát mutat, bevezették például az exporthitel-garanciát, a kötelező nyugdíjrendszert, a minimálbért és a jelzálog-támogatást.
Hongkongban meglehetősen kevés a megművelhető földterület és erőforrásokban sem gazdag, így a nyersanyagokat és az élelmiszereket nagyrészt importálni kényszerül. A mezőgazdasági tevékenység elenyésző, a GDP 0,1%-át teszi ki és leginkább minőségi élelmiszerre és virágtermelésre korlátozódik. Kereskedelem szempontjából Hongkong a 11. helyen áll a világon, a világ legnagyobb reexportőre, évről évre növekvő exporttal. Hongkong legfőbb kereskedelmi partnere Kína, az USA és Japán. Szolgáltatóipara a GDP több mint 90%-át adja. Földrajzi elhelyezkedése miatt olyan logisztikai infrastruktúrát tudott kiépíteni, aminek köszönhetően a világ második legforgalmasabb teherkikötőjével rendelkezik, nemzetközi légi teheráru-forgalmát tekintve pedig első a világon.
2011-ben Hongkongban 3,7 millió munkavállalót tartottak számon, a munkanélküliek aránya 3,4% volt, ez a mutató évek óta csökken.

## Közlekedés

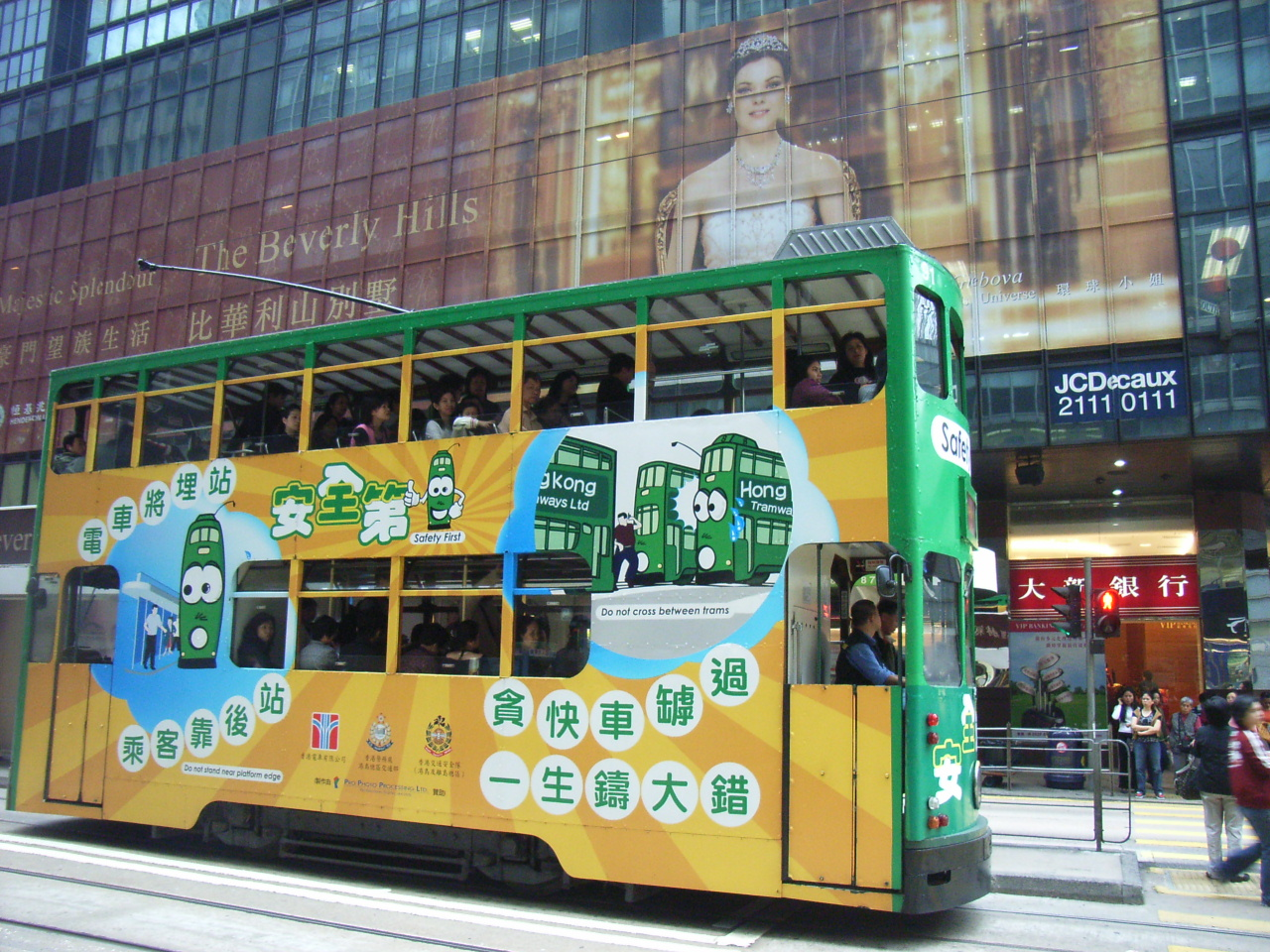
Hongkong villamoshálózata az egyetlen, amelynek kizárólag emeletes villamosai vannak.

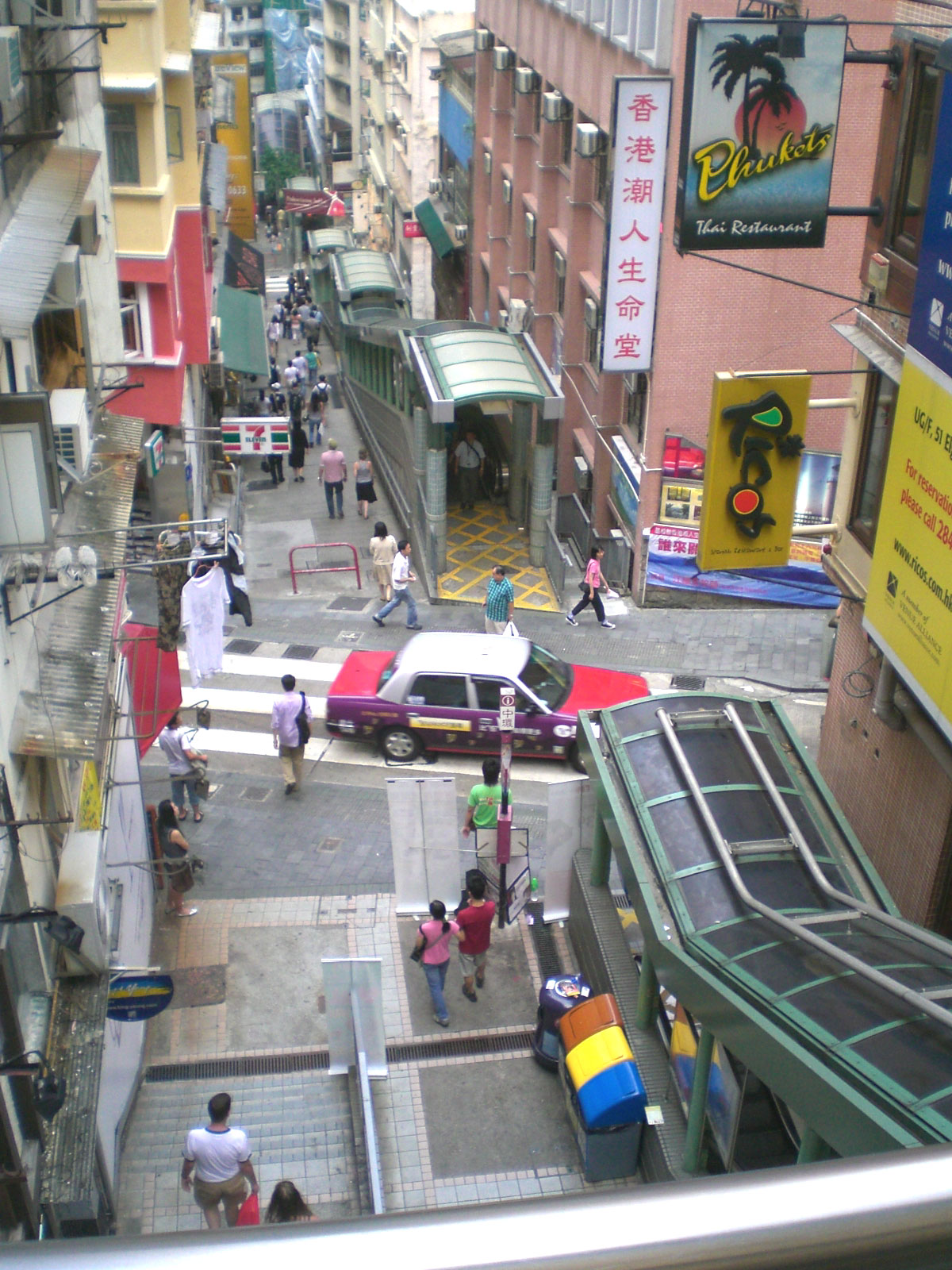
A Central–Mid Levels mozgólépcsőrendszer egy szakasza

Hongkong közlekedési hálózata nagyon fejlett. A napi utazások több mint 90%-a (11 millió) tömegközlekedési eszközökön zajlik, ami a legmagasabb arány a világon. A fizetési eszköz egy multifunkciós intelligens kártya, az Octopus kártya, mely nem csak a tömegközlekedésben használható.
A város gyorsvasúthálózata, az MTR négymillió embert szolgál ki naponta és 150 állomása van. A társaság kilenc vasútvonalat és egy könnyűvasút-hálózatot üzemeltet, ráhordó buszjáratokkal kiegészítve. Ezen felül a környező városokba, valamint Pekingbe és Sanghajba InterCity-járatokat is indít.
A hongkongi villamosrendszert 1904-ben hozták létre; a világon egyedülálló módon kizárólag emeletes villamosokat alkalmaz. Hat vonalon összesen 161 jármű naponta 230 000 utast szolgál ki, a járműparkhoz két antik villamos is tartozik.
Hongkong buszközlekedése magánkézben van, öt magántársaság üzemeltet járatokat, melyek a város egész területét lefedik. A buszokon a kínai mellett angol nyelven is feltüntetik a megállókat. A vonalakon emeletes buszok is közlekednek. A hagyományos buszjáratokon felül iránytaxival (minibuszokkal) is lehet utazni, a zöld jelzésűek meghatározott útvonalon járnak és előre meghatározott árat kérnek, míg a piros jelzésűek esetében nem állandó sem az útvonal, sem az ár.
A városból indulnak kompjáratok mind a szigetekre, mind a külső területekre (például Makaóra és Kína egyes városaiba). A leghíresebb komp a Kaulungot (Kowloont) a Hongkong-szigettel összekötő Star Ferry, mely 1888 óta közlekedik és négy vonalon naponta 53 000 utast szolgál ki. A National Geographic Traveler magazin a világ egyik legszebb útvonalának tartja. Hongkong kikötői híresek a part mentén cirkáló dzsunkákról és az eldugottabb településrészeket és apróbb szigeteket összekötő káj-tou (kai-to)-kompokról is. Hongkong teherkikötője az egyik legforgalmasabb a világon, évente több mint 24 millió TEU-konténeregységgel.
A Hongkong-sziget magaslataira a feljutást korábban hordszékekkel oldották meg. A Viktória-csúcsra 1888 óta a Peak Tram elnevezésű siklóval lehet feljutni, ami a város legelső tömegközlekedési eszköze is volt. A jelentős szintkülönbségekkel rendelkező Központi és nyugati kerületben több mozgólépcső és mozgójárda is segíti a közlekedést, itt található a világ leghosszabb mozgólépcsőrendszere, a Central–Mid Levels mozgólépcső.
A Hongkongi nemzetközi repülőtér a világ egyik vezető légikikötője, 2011-ben 53,9 millió főnyi utas- és mintegy 3,9 millió tonnányi áruforgalmat bonyolított le. Több mint 100 légitársaság naponta több mint 900 járatot indít innen 160 célállomásra. 2013-ban újabb teherforgalmi terminál nyitásával növelik meg a légikikötő kapacitását. 2007-ben és 2011-ben a Skytrax felmérésén a világ legjobb repülőterének szavazták meg az utasok.

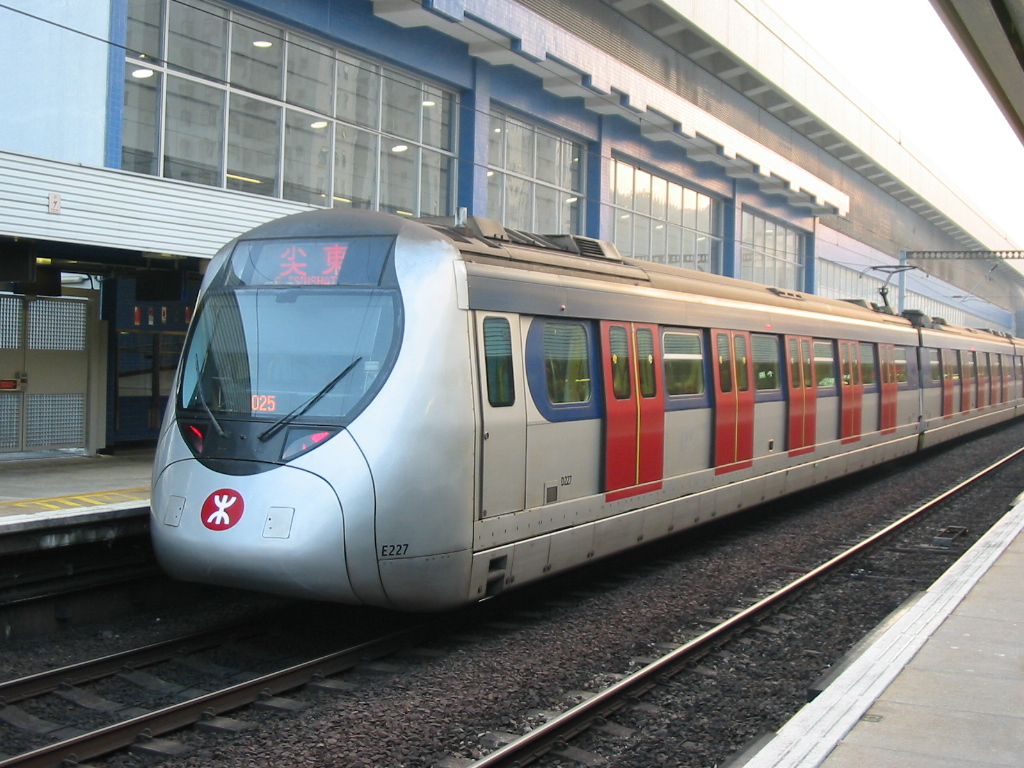
SP1900 sorozatú villamos motorvonat az MTR egyik állomásán
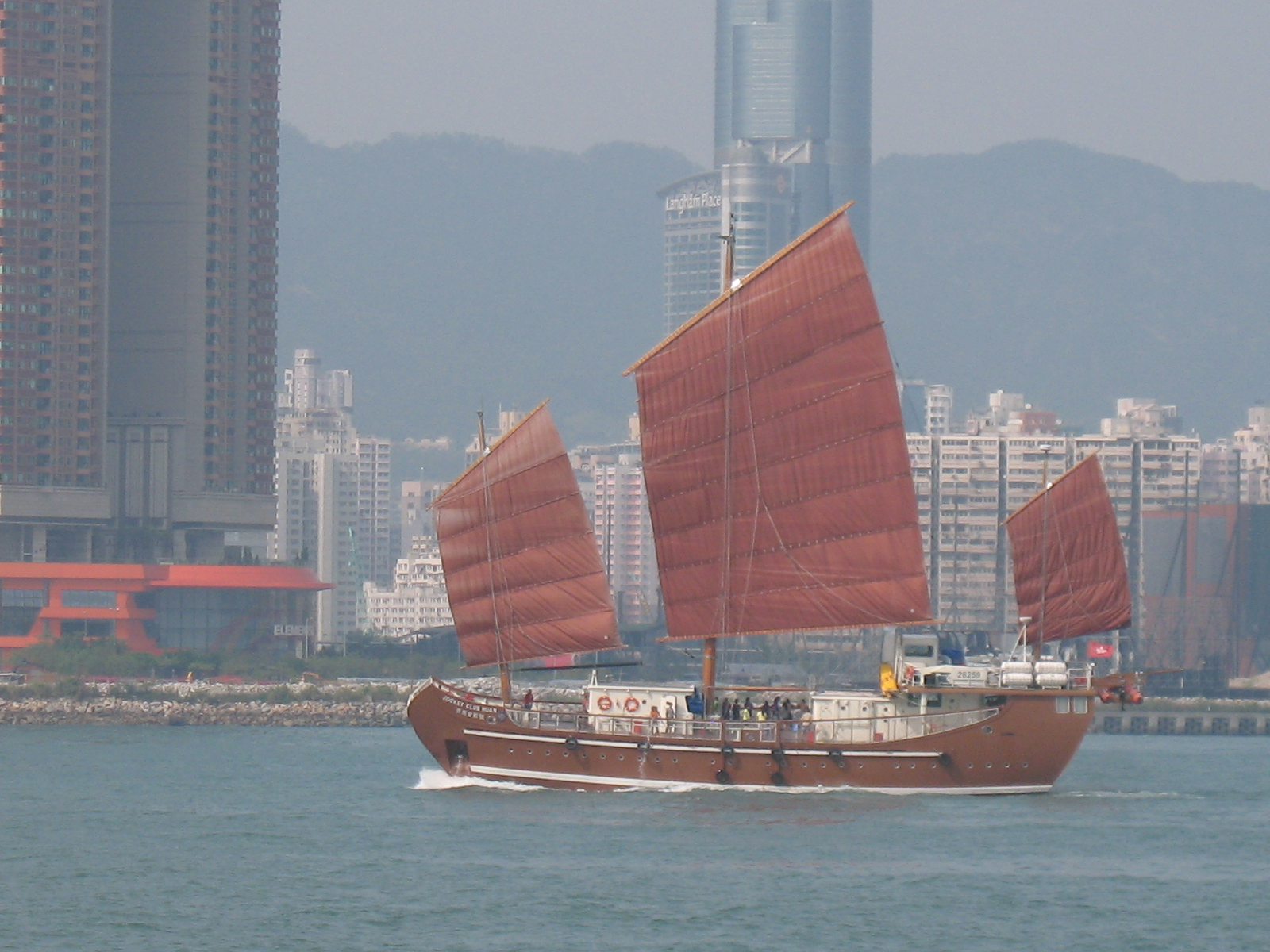
Hongkongi dzsunka
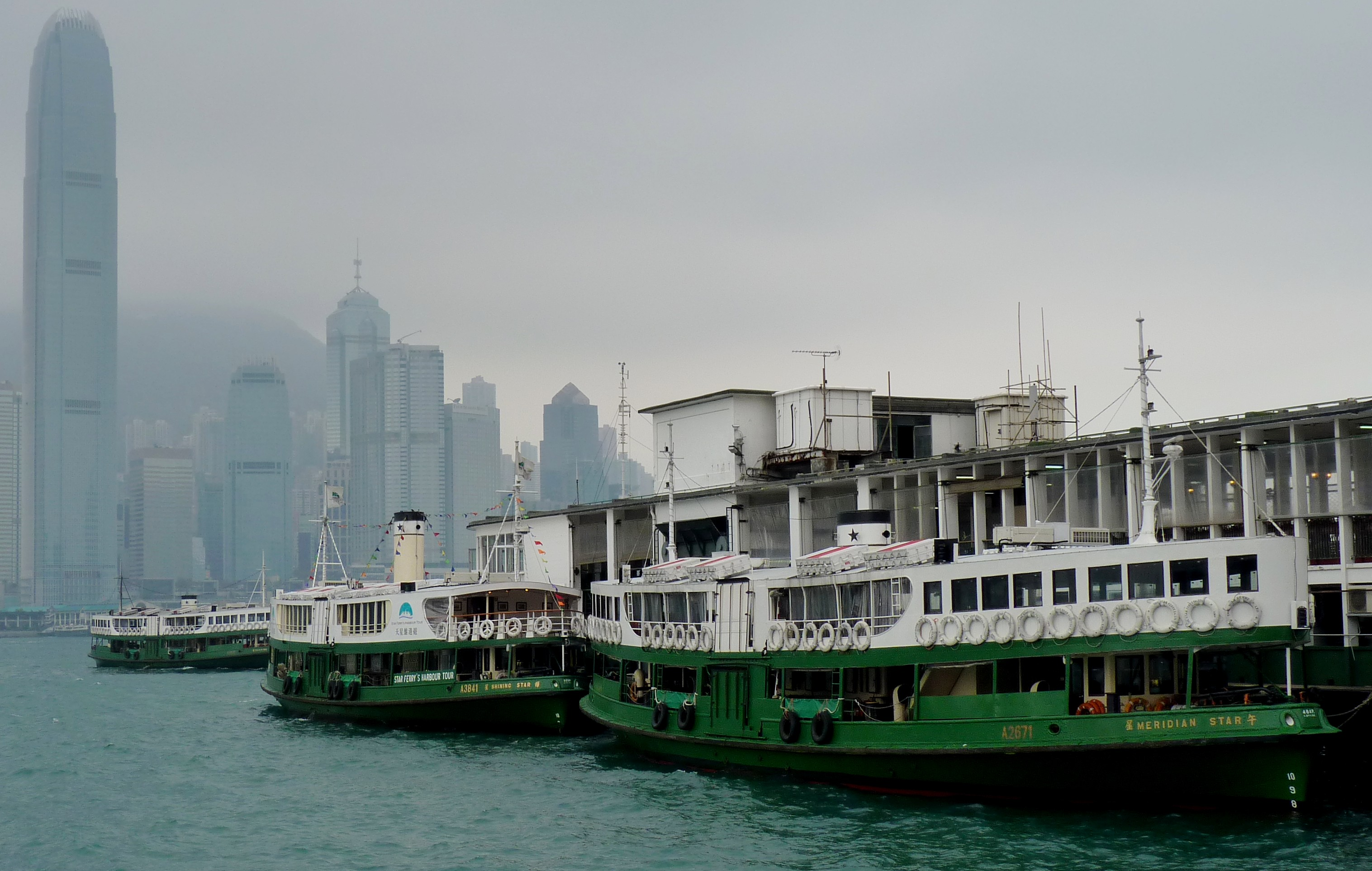
Komphajók
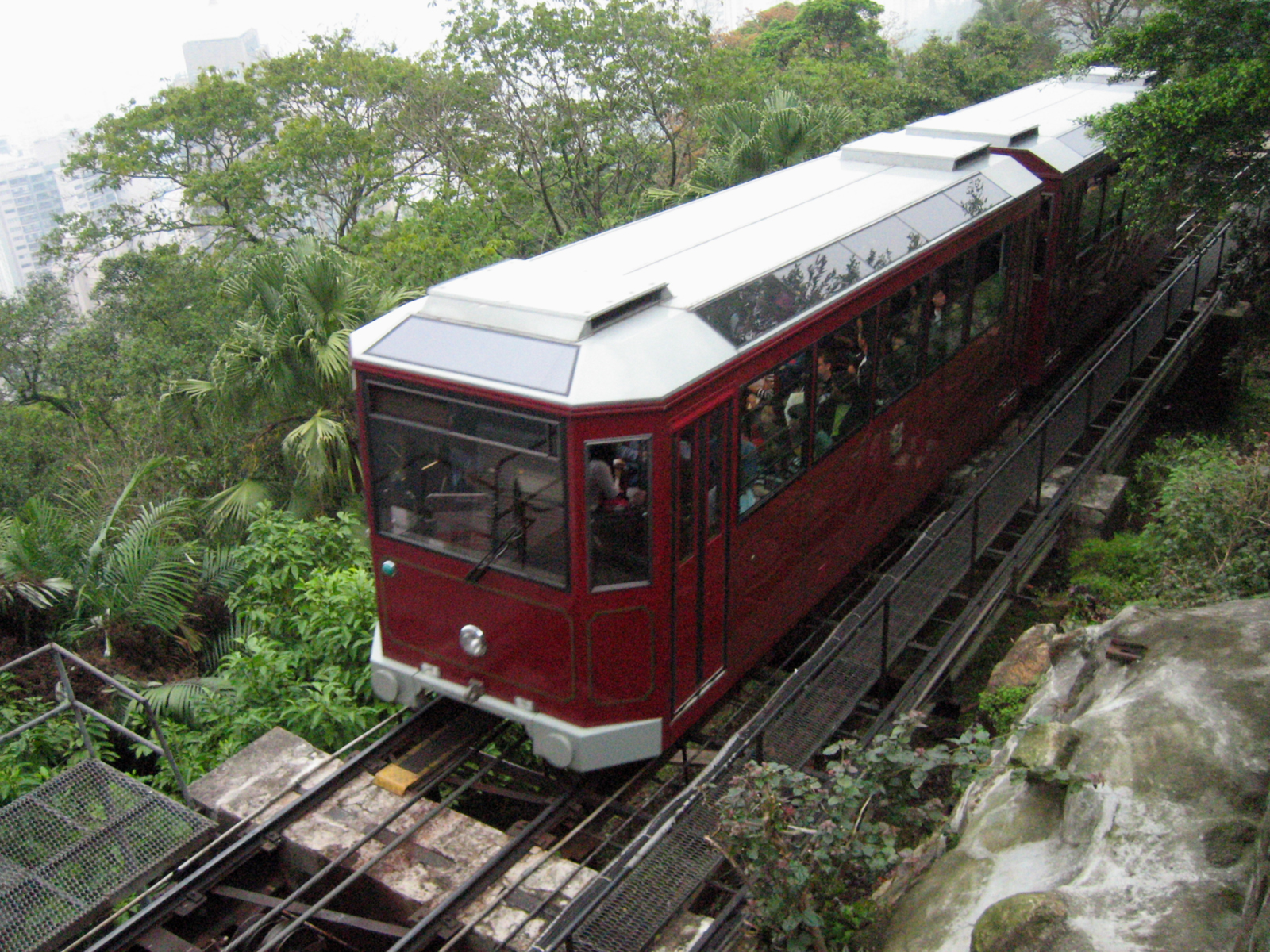
A Peak Tram sikló
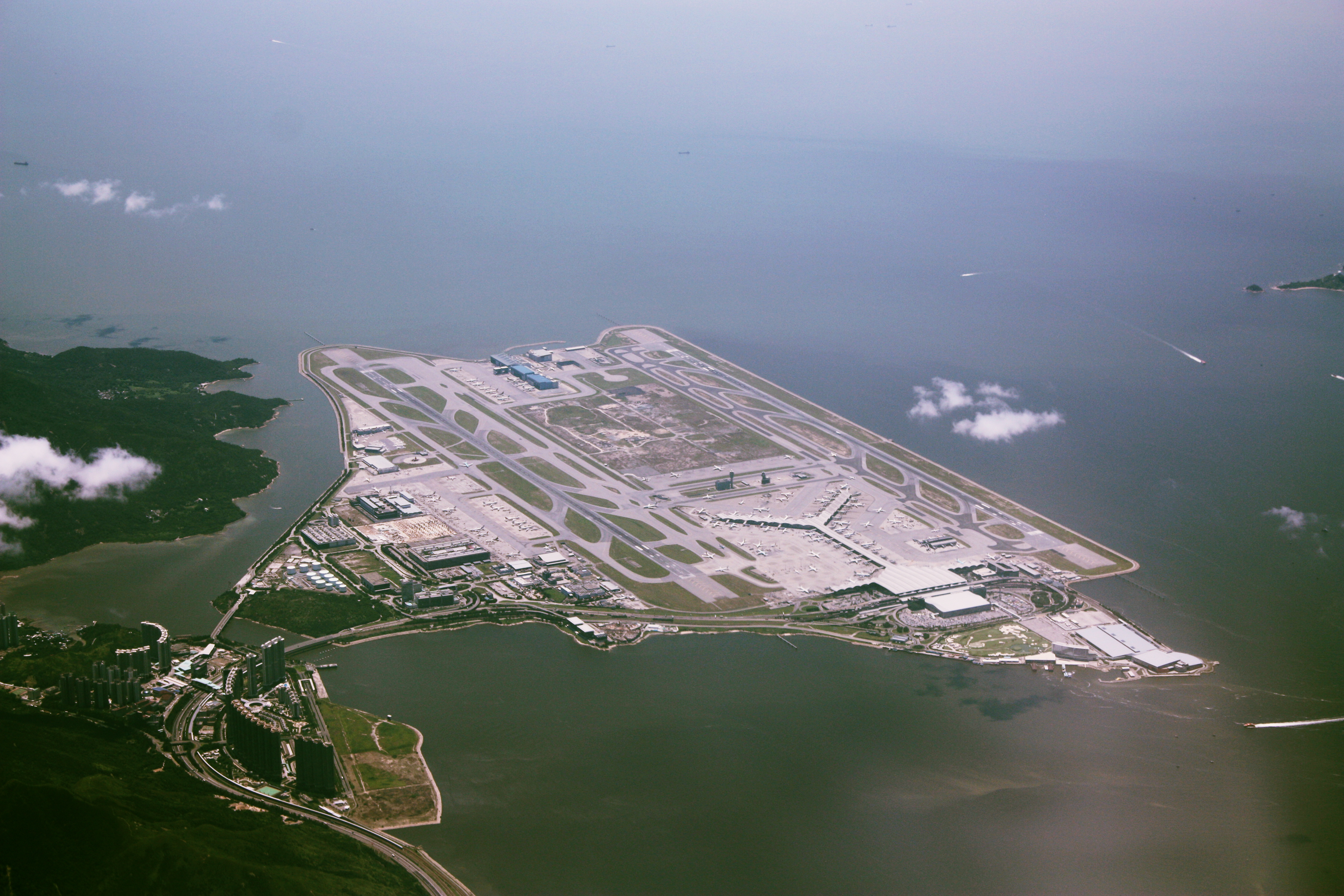
A Hongkongi nemzetközi repülőtér a Cheklápkok (Chek Laap Gok)-szigeten

## Telekommunikáció
| Hívójel prefix | VR |
| ITU zóna       | 44 |
| CQ zóna        | 24 |

## Kultúra

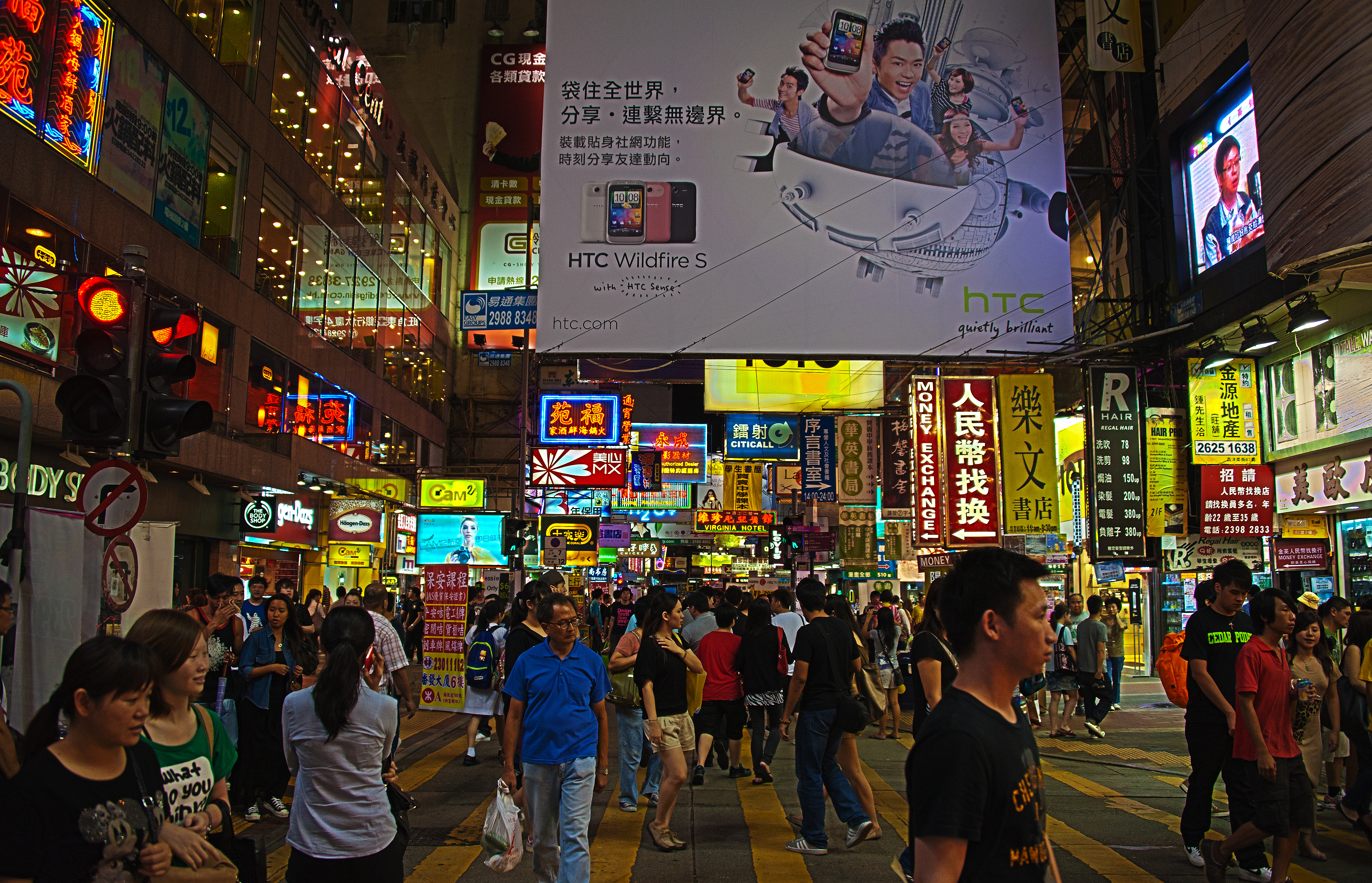
Kaulung éjszakai fényei

Hongkongot gyakran nevezik a „Kelet és Nyugat találkozási pontjának”, ami a kínai, valamint a brit gyarmati időszak alatti hatásokat tükröző nyugati szokások keveredésére utal. Hongkong a modern életforma és a kínai hagyományok között egyensúlyozik. Fontos például a fengsuj (feng shui) elvének alkalmazása a mindennapokban, még a drágább építkezési projektekre is külön tanácsadókat szerződtetnek, akiknek a tanácsaitól teszik függővé az üzlet sikerét vagy bukását. A hongkongi lakosok olyan hagyományos babonás tárgyakat is használnak még, mint például a Pakua (Ba Gua)-tükör, ami a rossz szellemeket hivatott elűzni. Mivel kínaiul a 4-es szám és a halál szó kiejtése nagyon hasonló, ezért az épületek emeleteinek számozásánál kihagyják a 4-est tartalmazó számokat. A Kelet és Nyugat találkozása a gasztronómiában is jelen van, ahol a dim sum és a hot pot mellett jól megférnek a gyorséttermek és az haute cuisine is.

### Nyelv

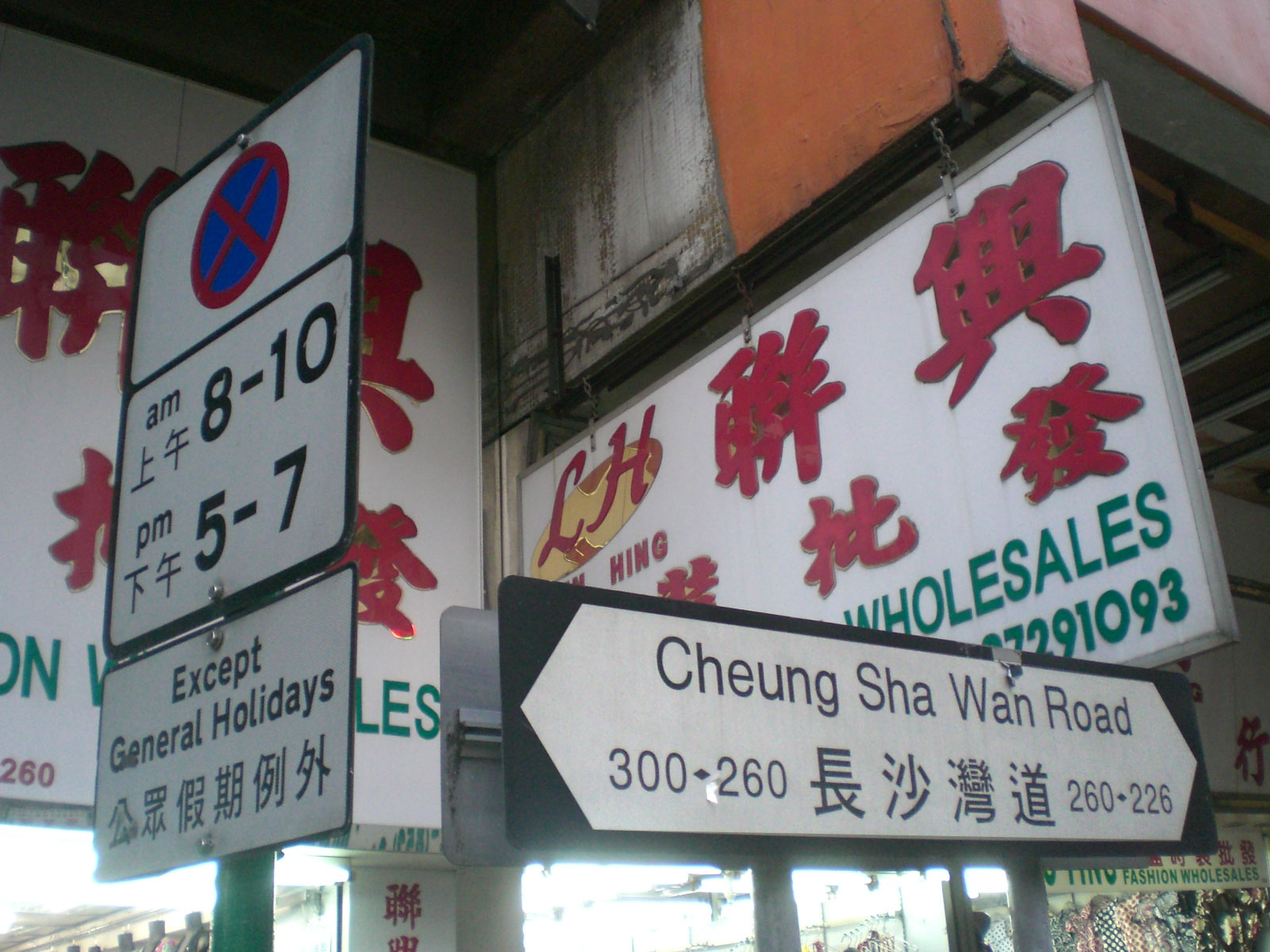
Vegyes kínai és angol feliratok. Hongkongban a hagyományos kínai írást alkalmazzák a Kínában elterjedt egyszerűsített írásjegyekkel ellentétben.

Hongkong lakóinak nagy része a kantoni nyelvet beszéli, melyet Kínában a kínai nyelv egy dialektusának tartanak, nyelvészeti szempontból azonban inkább tekinthető önálló nyelvnek, mivel a kínai „dialektusok” beszélői alig vagy egyáltalán nem értik meg egymást. Hongkongban a kantoni nyelv egy sajátos változatát beszélik, mely kissé különbözik például a Kantonban beszélttől, jóval több angol jövevényszót tartalmaz, melyeket kínai írásjegyekkel írnak át. A kantoni nyelv hongkongi változatát tartják a leginkább elnyugatiasodottnak, a külföldi jövevényszavak száma miatt. A kantoni nyelv egyik jellegzetessége, hogy a beszélt nyelv egyes szavainak is vannak kiejtést imitáló írásjegyei, az írásjegy és a kiejtett szó jelentése azonban nem egyezik meg, ami a nem kantoni anyanyelvű olvasó számára zavaróvá teszi az olvasást. Előfordul, hogy a kiejtett kantoni szónak nincs megfelelő írásjegye sem. A kantoni nyelvet egyes iskolákban az oktatás nyelveként is használják, együtt az angollal. A televízió- és rádiócsatornák zöme is kantoni nyelvű.

### Építészet

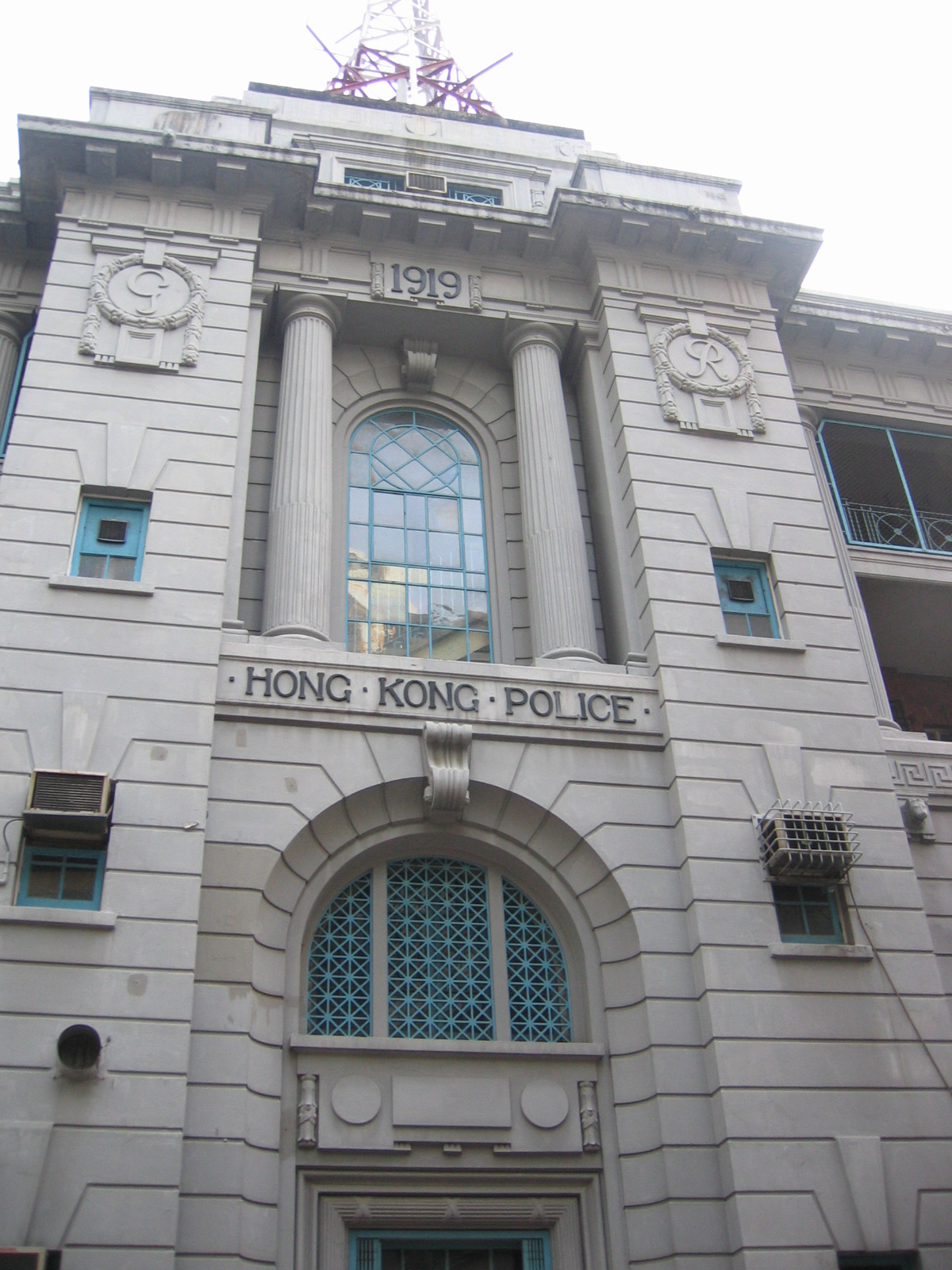
A Központi Rendőrőrs

Az Emporis adatbázisa szerint Hongkongban 1381 felhőkarcoló található, ezzel a legelső a világranglistán. A sűrűn lakottság és a magas épületek kiemelkedő száma annak tulajdonítható, hogy kevés a beépíthető terület, mivel a meredek hegyek átlagosan 1,3 km-re vannak a vízparttól. A beépített terület nagy részét a tengertől nyerték vissza.
Ennek eredményeképp csak néhány régi épület maradt meg a belvárosban, a legtöbb épület modern stílusú. A 484 méter magas International Commerce Centre (Nemzetközi Kereskedelmi Központ) Hongkong legmagasabb, és egyben a világ 5. legmagasabb épülete. A város legmagasabb épületei közé tartozik még az International Finance Centre, a Central Plaza, a HSBC központi épülete, és a Bank of China Tower. Hongkongban nem csak a felhőkarcolók száma ennyire magas, de a 35–100 méter közötti (vagy 12–39 emeletes) toronyházak száma is, több mint 6500 ilyen található a városban. A 35 méternél alacsonyabb emeletes épületek száma mindössze 190.
Hongkong régi épületeinek többsége a 19. és 20. században épült, a műemlékké nyilvánított Központi Rendőrőrs például 1864-ben, a Cimszácöü-óratorony (Tsim Sha Tsui-óratorony) 1915-ben épült, a Kowloon Walled City legrégebbi maradványai pedig az 1840-es évekből valóak.
Hongkongban folyamatosak az új beruházások is, többek között új kormányzati épületeket emelnek.

Hongkong-sziget felhőkarcolói

### Oktatási rendszer

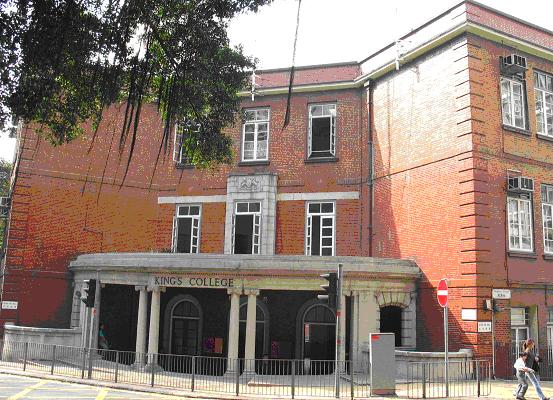
A King's College, Hongkong egyik legrégebbi középiskolája

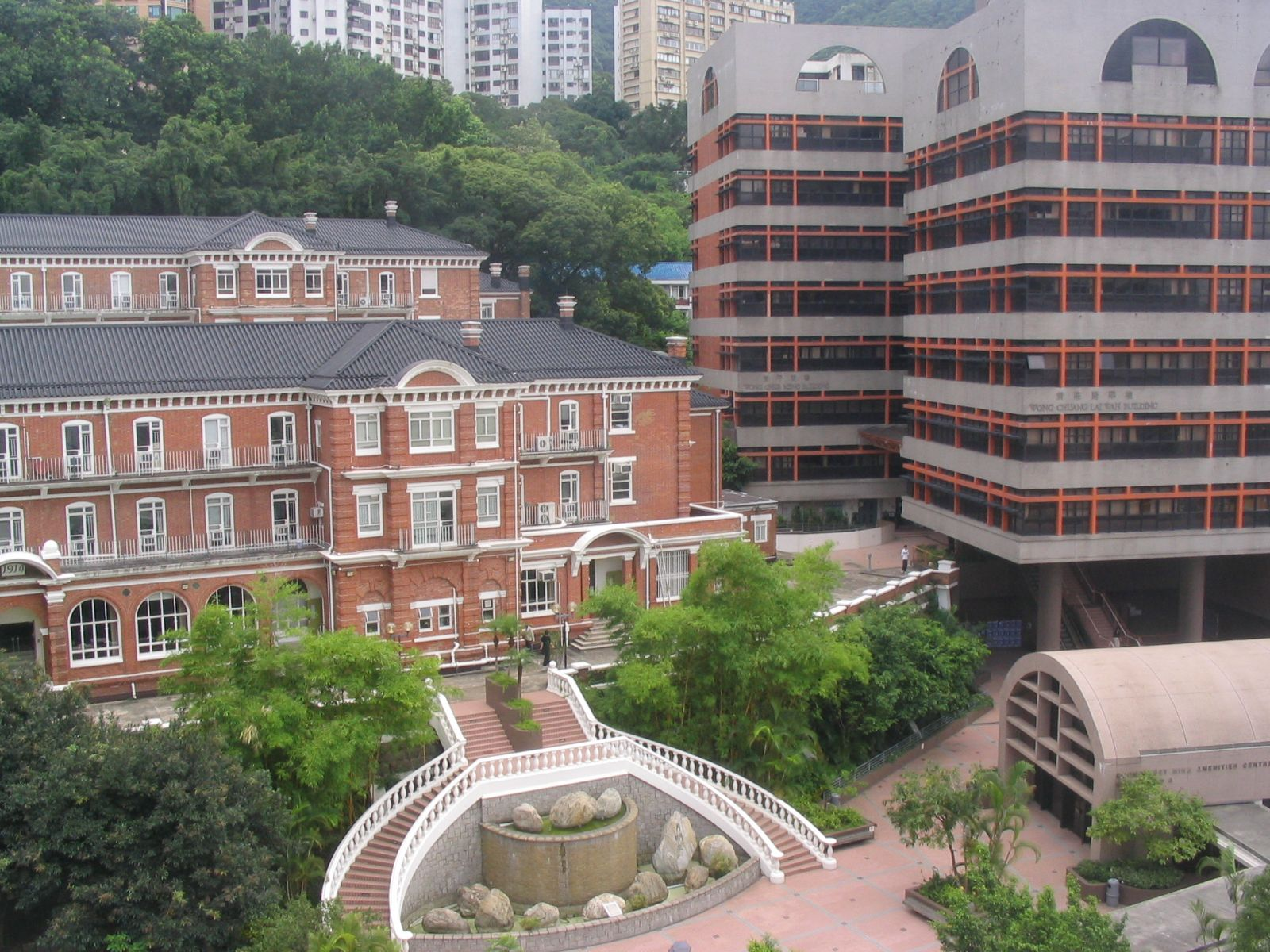
A Hongkongi Egyetem látképe

A hongkongi oktatási rendszer egészen 1997-ig az angol rendszert modellezte, jórészt az 1941-es angol tananyagra épült. A város visszacsatolását követően a rendszert többször is változtatták. 2009 óta a hongkongi oktatás inkább közelít a kínai és amerikai, mint a brit normák felé.
Az óvodák és bölcsődék magánintézményként működnek, de minisztériumi felügyelet alatt. Az óvónőknek külön képesítéssel kell rendelkezniük. A tankötelezettség ideje eredetileg kilenc év, ebből hat év általános iskolai és három év junior középiskolai képzés. A szenior középiskolai képzés 2009 óta kötelező és az állami iskolákban tandíjmentesen végezhető. Az állami iskolák mellett működnek magániskolák és az állam által finanszírozott, de jótékonysági szervezetek által működtetett úgynevezett szubvencionált iskolák. A középiskolai tananyagban arra törekednek, hogy a diákok képesek legyenek két nyelven írni és olvasni, valamint három nyelven beszélni. A középiskolai képzés végén a diákok érettségi vizsgát tesznek (Hong Kong Diploma of Secondary Education; HKDSE). A junior középiskolában általános tantárgyakat tanulnak a diákok, a szenior képzésben kifejezetten az érettségire készítik fel őket. Itt a kötelező tantárgyak a matematika, az angol nyelv, a kínai nyelv és az úgynevezett „szabad művészetek”, melyek természettudományos és humán tárgyakat egyaránt felölelnek. Ezeken felül a diákok 2-3 szabadon választott tárgyat tanulhatnak, ezek egyike lehet egy újabb idegen nyelv vagy gyakorlati tárgy is. A nemzetközi iskolák kívül esnek a hongkongi rendszeren, itt általában nemzetközileg elfogadott vizsgát lehet tenni, a legismertebb az ún. „nemzetközi érettségi” (International Baccalaureate).
A 2011/12-es tanévben Hongkongban 568 általános iskolát, 524 középiskolát és 17 felsőoktatási intézményt tartottak számon. A város legrégebbi felsőoktatási intézménye a Hongkongi Egyetem, melyet a Quacquarelli Symonds „világszínvonalúnak” ítélt. Az egyetem 2009-ben a 24. volt a világ legjobb egyetemeit felsoroló Time-QS listában, Ázsiában pedig a legelső. A 2011-es összesítés alapján Ázsia öt legjobb egyeteméből három hongkongi.

### Kulturális intézmények

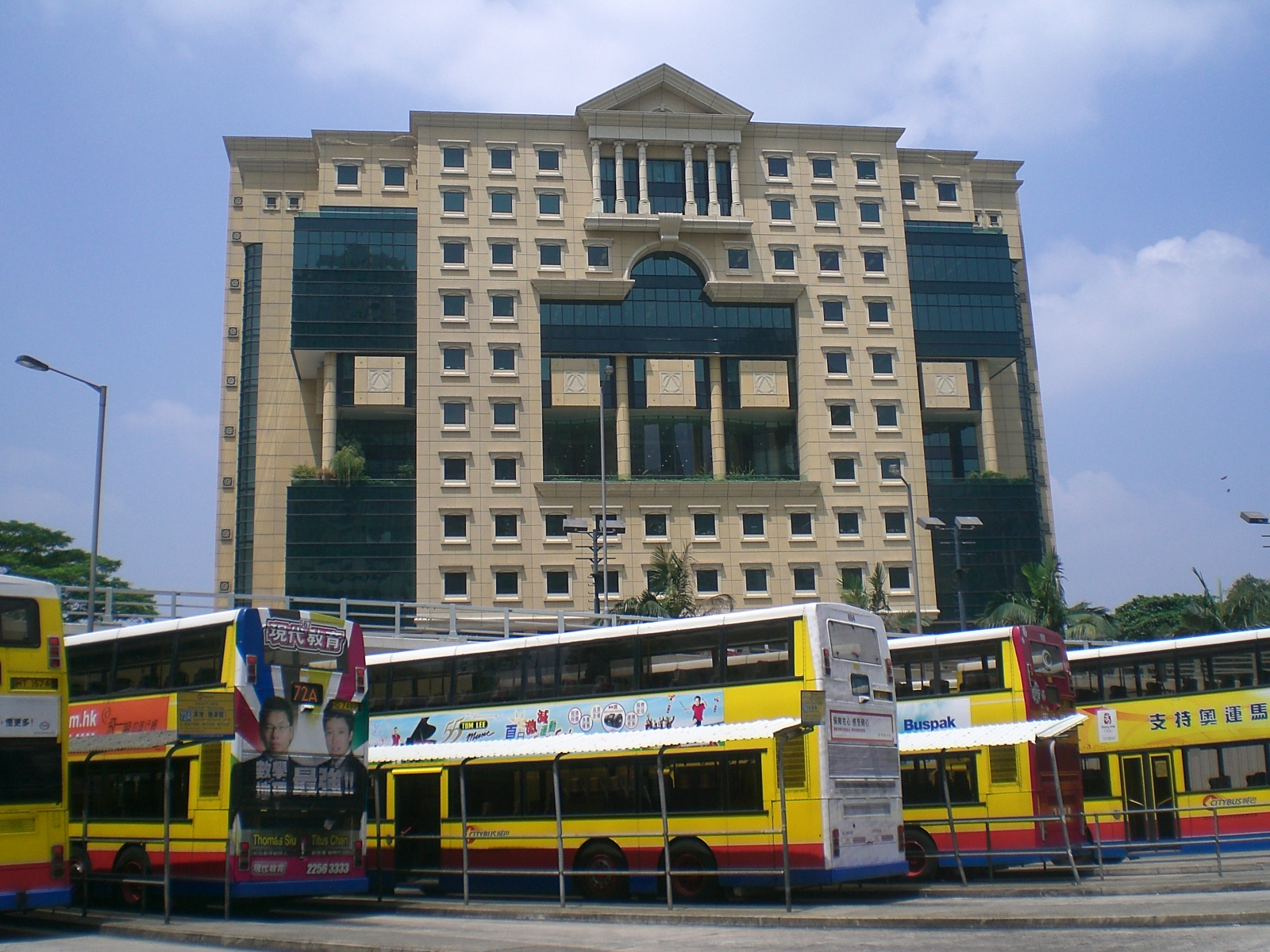
A Hongkongi Központi Könyvtár épülete

Hongkongban 67 állandó és 10 mobilkönyvtár található, összesen 12,47 millió darabos állománnyal. A legnagyobb könyvtár a 2001-ben befejezett Központi Könyvtár, mely kétmillió dokumentum tárolására alkalmas és a legmodernebb digitális eszközökkel is rendelkezik. A könyvtárak állományában történő kutatást automatizált, digitális állománykezelő rendszer teszi lehetővé.
A múzeumok közül a hét legjelentősebb a Szépművészeti Múzeum, a Természettudományi Múzeum, az Űrkutatási Múzeum, a Hongkongi Örökségmúzeum, a Történelmi Múzeum, a Partvédelmi Múzeum és a Dr. Szun Jat-szen Múzeum. A Filmarchívum a hongkongi filmművészet alkotásainak megőrzését szolgálja.
A kulturális élet egyik kiemelkedő központja a Kaulung (Kowloon)ban található Hongkongi Kulturális Központ, mely koncertteremmel, két színházteremmel és kiállítóteremmel is rendelkezik. A város legnagyobb befogadóképességű csarnoka a Hong Kong Coliseum, ahol a sportrendezvények mellett koncerteket is tartanak.
Hongkongban található Ázsia első igazi stand-up comedy-klubja, a The TakeOut Comedy Club.

### Művészetek

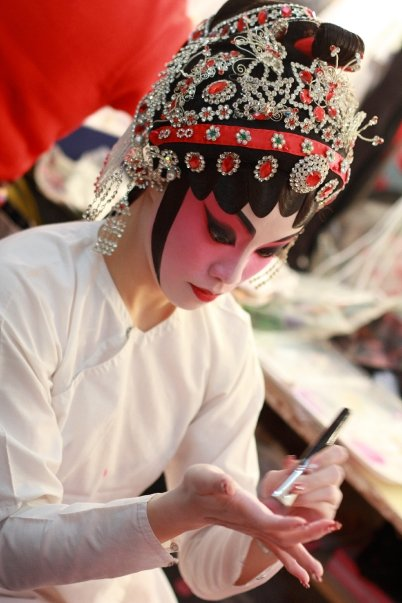
Kantoniopera-énekesnő készíti a sminkjét előadás előtt

A városban több színház is működik, például az 1977-ben alapított Hong Kong Repertory Színház és az 1979 óta működő Cungjing (Zung Jing) Színház. Az 1979-ben létrehozott Hongkongi Balett-társulat mellett számos kisebb tánctársulat is létezik. Olyan nemzetközi musicalprodukciókat is sikerrel mutatnak be Hongkongban mint Az Operaház Fantomja, A nyomorultak vagy a Grease. Kínaiopera-társulatok is működnek, leginkább kantoni operát adnak elő. A városvezetés nyaranta kínaiopera-fesztivált rendez, ahol kínai és tajvani társulatok is fellépnek, valamint az előadások mellett filmvetítéseket, szemináriumokat és kiállításokat is szerveznek.
A komolyzenei élet vezető zenekara a Hongkongi Filharmonikusok, melynek karmestere a holland Edo de Waart. Hongkong Kínai Zenekara szintén népszerű. A város a kantopop zene fellegvára, legismertebb képviselői sztár státuszt élveznek és gyakran filmsztárokká is válnak. A legnépszerűbb kantopopsztárok közé tartozik az 1990-es években „Négy mennyei király” néven ismert Jacky Cheung, Andy Lau, Aaron Kwok és Leon Lai. A kantopopénekesek közé tartozik Jackie Chan is, akinek több mint 25 popalbuma jelent meg. Híres hongkongi énekesnő Faye Wong, aki bár Pekingben született, Hongkongban vált sztárrá.
Hongkong képzőművészei a Kelet és Nyugat befolyása alatt egyaránt alkotnak. Az 1900-as évek elején leginkább a Kínából érkező, vagy nyugaton tanult kínai képzőművészek alkottak Hongkongban, az 1970-es években több művészeti társulat is alakult, akik megújult látásmódot próbáltak a hongkongi festészetbe bevezetni. Hongkong a világ harmadik legnagyobb aukciós helyszíne New York és London után.
Hongkongban tartják Ázsia legnagyobb művészeti vásárát, a Hong Kong Art Fairt, minden májusban.
- 月半彎 (Jűt pún ván (Jyut bun waan))Részlet Jacky Cheung Félhold című dalából

Nem tudod lejátszani a fájlt?

#### Filmgyártás

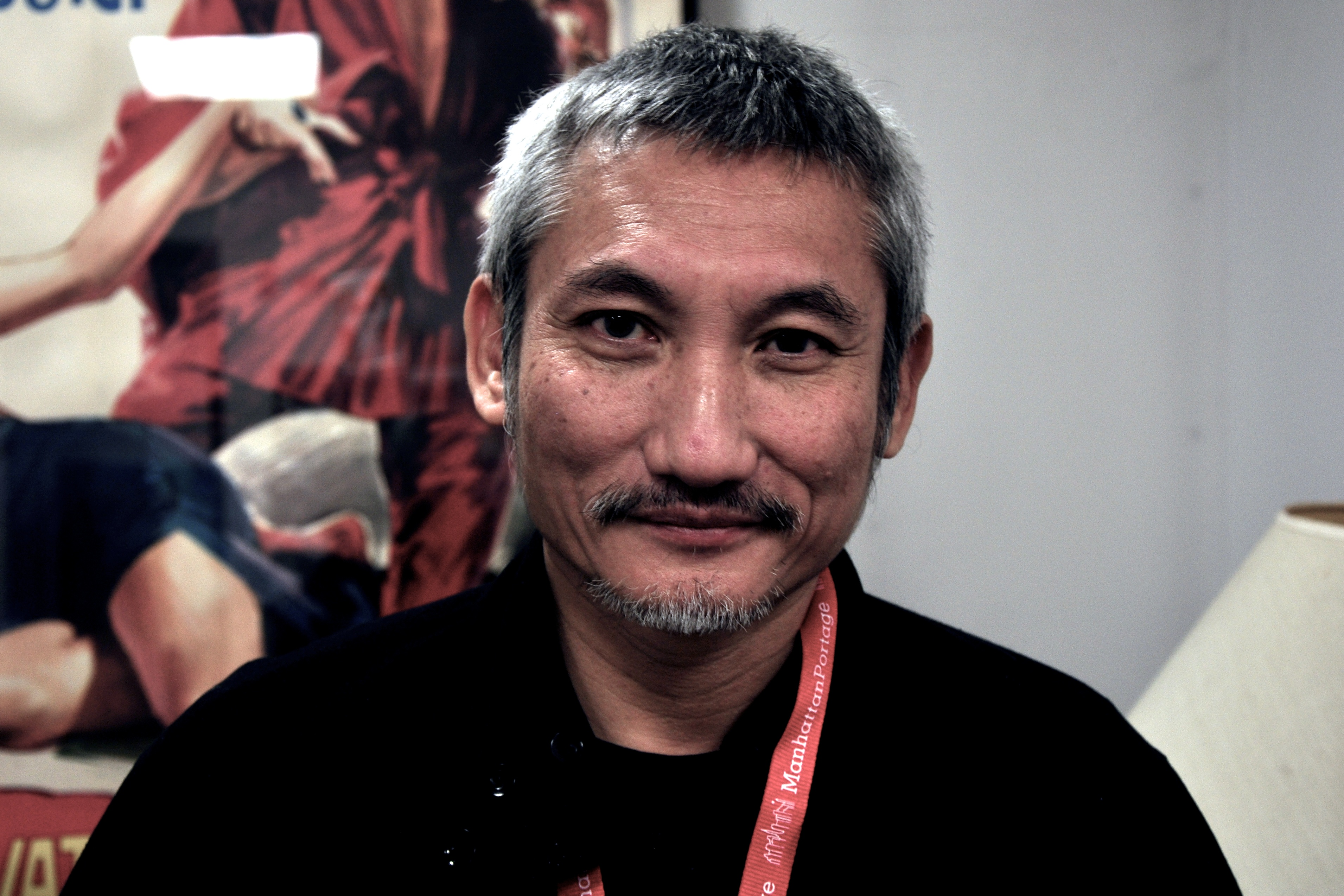
Tsui Hark, a legendás hongkongi vu-hszia (wuxia)rendező

A hongkongi filmgyártás leghíresebb alkotásai a harcművészeti filmek, illetve az 1980-as években megjelent gengszterfilmek. Már az 1920-as években is forgattak Hongkongban úgynevezett vu-hsziákat (wuxiákat), azaz kardjátékra épülő filmeket, az 1930-as évek végén pedig a klasszikus harcművészeti filmek is megjelentek, melyekből a hongkongi filmművészet aranykorában akár 140-150-et is forgattak egy évben. A hongkongi harcművészeti filmek nemzetközi hírnevét Bruce Lee alapozta meg, neki köszönhetően a hollywoodi filmgyártás is felfigyelt a műfajra és saját szájízére alakította, saját sztárokkal (mint például Chuck Norris).
A 2000-es években több olyan hollywoodi színvonalú film is készült itt, ami nemzetközi elismerést is szerzett, például az Oscar-díjas Tigris és sárkány, a Csungking expressz, a Hollywood által is feldolgozott Szigorúan piszkos ügyek, vagy az 1980-as évek egyik legjobb hongkongi filmjének tartott A bérgyilkos.
A hongkongi filmművészet legismertebb alakjai közé tartozik Bruce Lee, Jackie Chan, Sammo Hung, Yuen Biao, Jet Li, Chow Yun-fat, Donnie Yen, Wong Kar-wai, Stephen Chow, Michelle Yeoh és Maggie Cheung, de John Woo és Tsui Hark rendezők, valamint Jűn Vó-pheng (Yuen Woo-ping) ismert akciókoreográfus is itt kezdték pályafutásukat.
A hongkongi filmipar legjelentősebb alakjainak kézlenyomatát az Avenue of Stars őrzi, itt áll Bruce Lee szobra is. A legjelentősebb filmművészeti díjátadók a Hong Kong Film Awards és a Hong Kong Film Critics Society Awards.

### Média
A hongkongi sajtó az 1997-es visszacsatolásig az egyik legszabadabb volt a világon, szabadságának megítélése azonban romlott, 2011-ben a város sajtószabadság-indexe alapján az 54. helyre zuhant vissza, melynek okaként az újságírók növekvő zaklatását, letartóztatását és a munkakörülményeik romlását jelölték meg. Ennek ellenére a kínai médiával ellentétben itt még mindig inkább a szerkesztők felügyelik a tartalmat, mintsem a cenzúra.
Hongkongban székel Ázsia legnagyobb médiaipari cégeinek jelentős része, filmipara az egyik legnagyobb a világon, emellett pedig jelentős a könyvkiadó ágazata is.
A Radio Television Hong Kong (RTHK) 1928-ban jött létre, és a legrégebb óta működő műsorszolgáltató. Hongkongnak két földi sugárzású televíziója van, a TVB és az ATV, ezen felül számos digitális kábelcsatornára lehet előfizetni.
Az első kínai nyelvű napilap 1858-ban jelent meg Csungvaj Sinpao (Zhongwai Shinbao) néven. A napilapok és magazinok többsége kínai nyelvű, de angol nyelvű kiadványok is kaphatóak. Becslések szerint naponta mintegy 2,5 millió példányban kelnek el nem bulvár jellegű napilapok és a felnőttek többsége több mint egy napilapot olvas naponta. A népszerű újságok közé tartozik például az angol nyelvű South China Morning Post melynek nagyrészt kínai anyanyelvű az olvasótábora. Ugyanakkor rendkívül népszerűek a pletykalapok is, mint az Apple Daily vagy az Oriental Daily. Az újságeladások túlnyomó többsége (95%) újságárusoknál történik, kevés az előfizetés.
2011-ben mintegy 4,9 millió hongkongi rendelkezett internethozzáféréssel, ami a lakosság csaknem 70%-át jelenti.

### Hagyományok és szokások

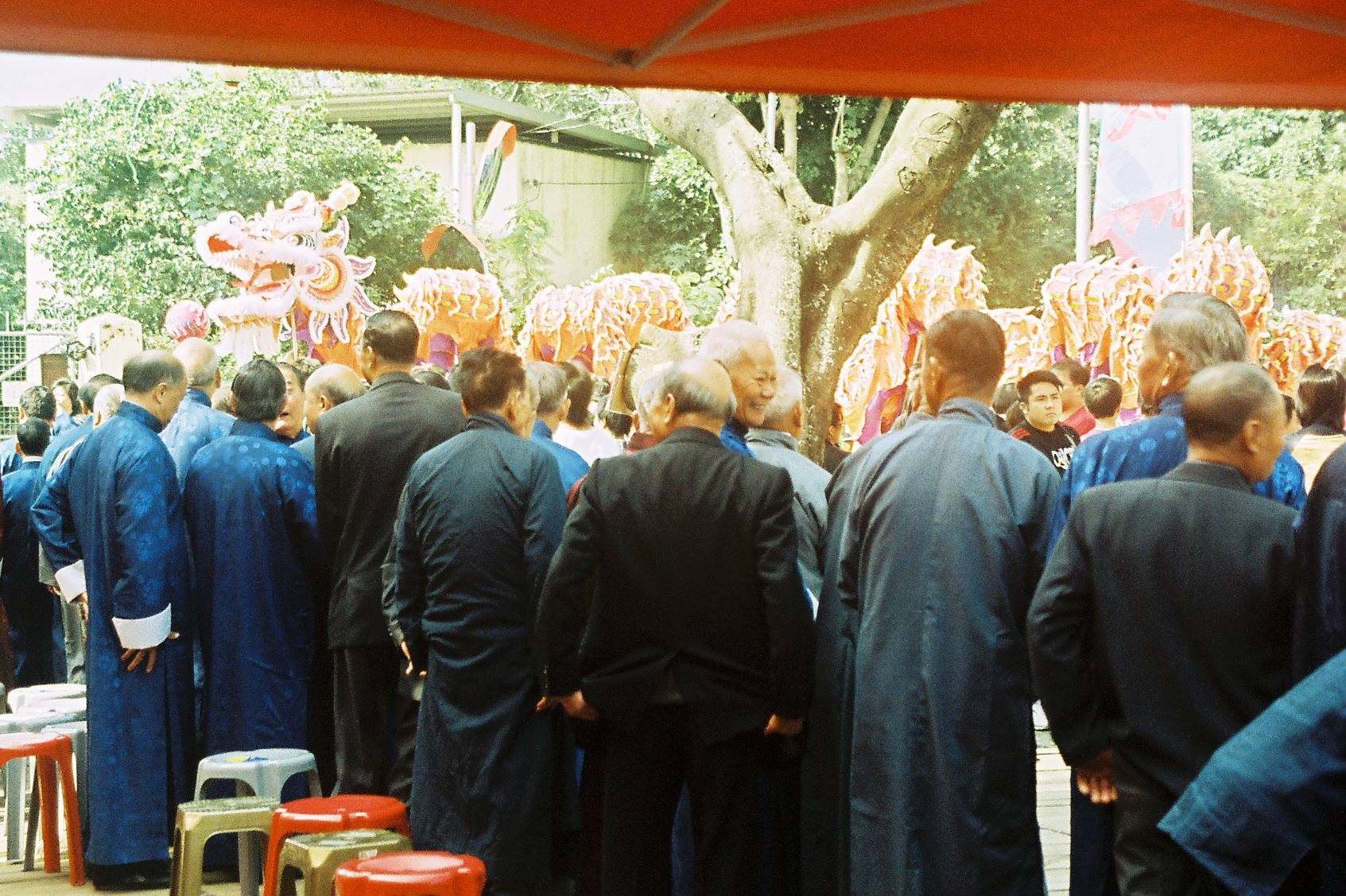
Chőng phou (Coeng pou)t viselő hongkongi férfiak

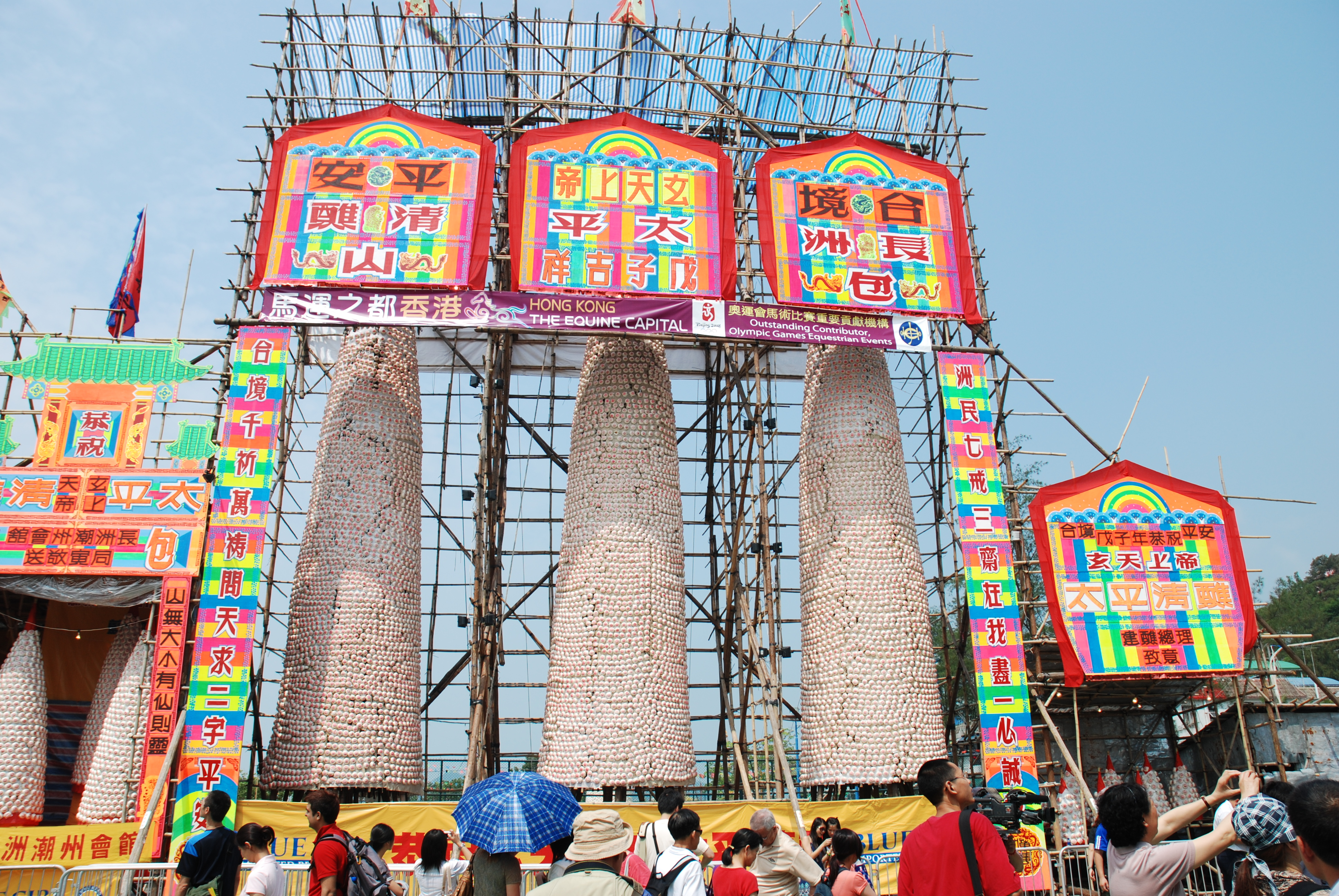
A Chőngcau (Coeng zau) Cipófesztiválon cipótornyokat emelnek

Hongkong, annak ellenére, hogy modern metropolisz, erősen kötődik a kínai szokásokhoz, hagyományokhoz. A városban a felhőkarcolók mellett a hagyományos kínai népművészet is él még. A Ladder Streeten találhatóak a város legrégebbi épületei. A Nyugati kerületben hagyományos kézművesek (jádefaragók, legyezőkészítők, madzsongkészítők, fazekasok), gyógynövényárusok, pékek és cukrászok dolgoznak.
Hongkongban az esküvői tortát a szerencsés kínai színekben készítik, ezek a sárga (gazdagság), a piros (boldogság) és a rózsaszín (hatalom), és a nyugati szokásokkal ellentétben nem az esküvőre készítik, hanem a házasság bejelentésének jelképeként: ha tortát kap a rokonság, azt jelenti, hogy a lány férjhez menni készül.
A jáde fontos szerepet tölt be a kínai hagyományokban, a belőle készült tárgyak távol tartják a gonosz szellemeket. A hongkongi Chinese Arts & Crafts üzleteiben például külön jádeosztály is található, minél zöldebb és minél egyenletesebb színű a jáde, annál értékesebb és annál nagyobb védelmet nyújt a szellemekkel szemben.
A hongkongiak egyik kedvenc időtöltése a gyakran pénzben játszott madzsong, melynek nem csak szórakoztató szerepe van. Használják arra is, hogy felmérjék például egy új munkatárs, vőlegény vagy üzleti partner eszességét, ügyességét.
A hagyományos öltözék a chőngszám (coeng saam) (長衫, népszerű átírással cheongsam; mandarin: csipao (qípáo)), amelyet különleges alkalmakkor (például esküvőkön) ma is viselni szoktak a nők. A férfi változata a chőng phou (coeng pou) (长袍, mandarin: csangpao (chángpáo)).
Hongkongban minden évben több hagyományos fesztivált is tartanak, mint például a Thínhau (Tin hau)-fesztivál (天后), ami Mazu istennő születésének ünnepe. Ilyenkor az istennő szobrát hajóra emelik és feldíszített hajók kíséretében körbeviszik, majd amikor a szobor visszatér a templomba, vegetáriánus vacsorát rendeznek. Jellegzetes hongkongi fesztivál a Chőngcau (Coeng zau) Cipófesztivál (長洲太平清醮, Chőngcau tháj pheng cheng cíu (Coeng zau taai peng ceng ziu)), ahol kenyércipókból emelnek hatalmas tornyokat. Ugyancsak Hongkongra jellemző a Thám Kung (Taam Gung) Fesztivál, amikor a kivételesen bölcsnek és az örök fiatalság ismerőjének vélt, gyermekként betegeket gyógyítani képes legendás mitológiai alakról, Thám Kung (Taam Gung)ról emlékeznek meg.

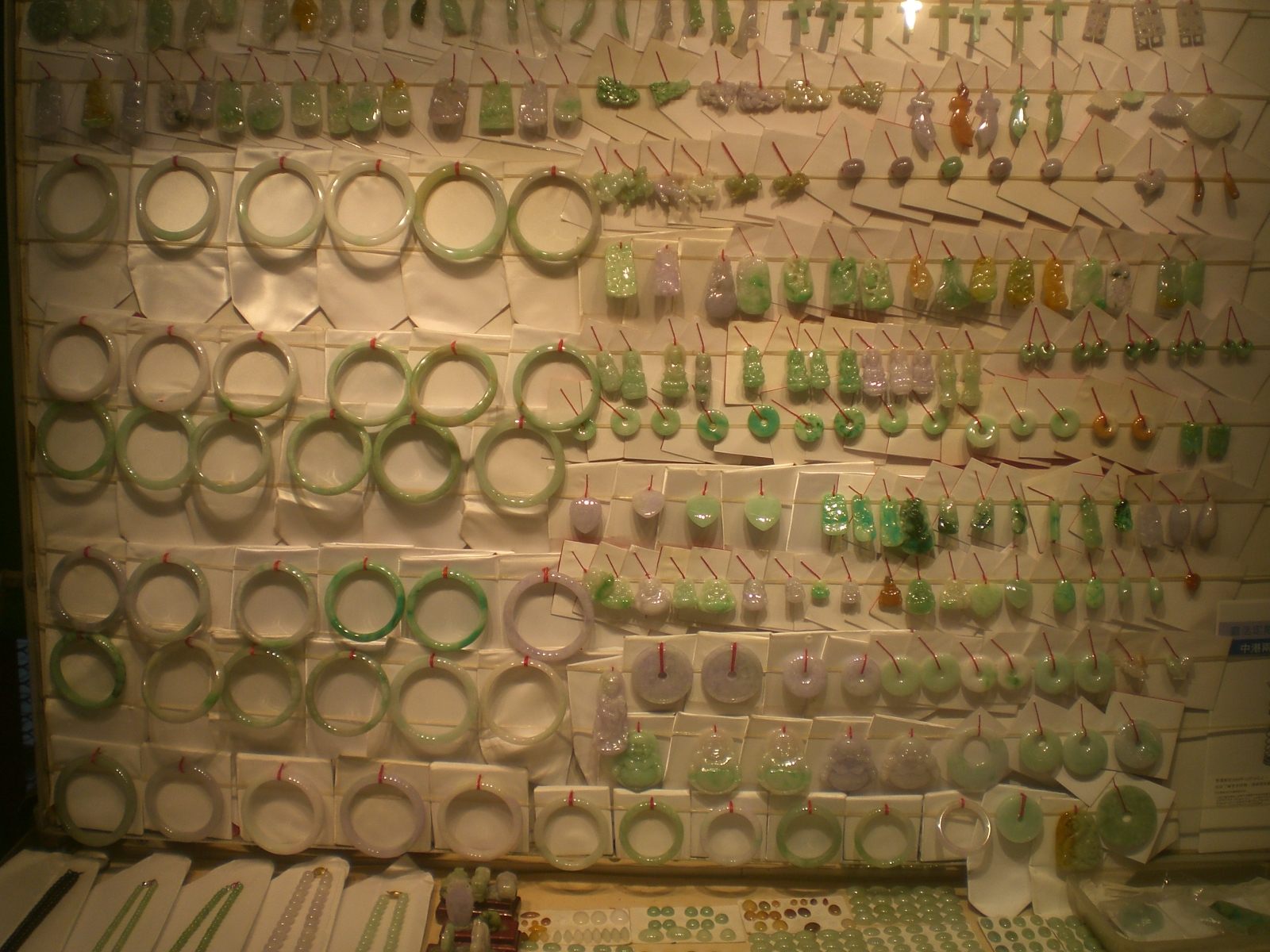
Jádeékszerek egy hongkongi piacon
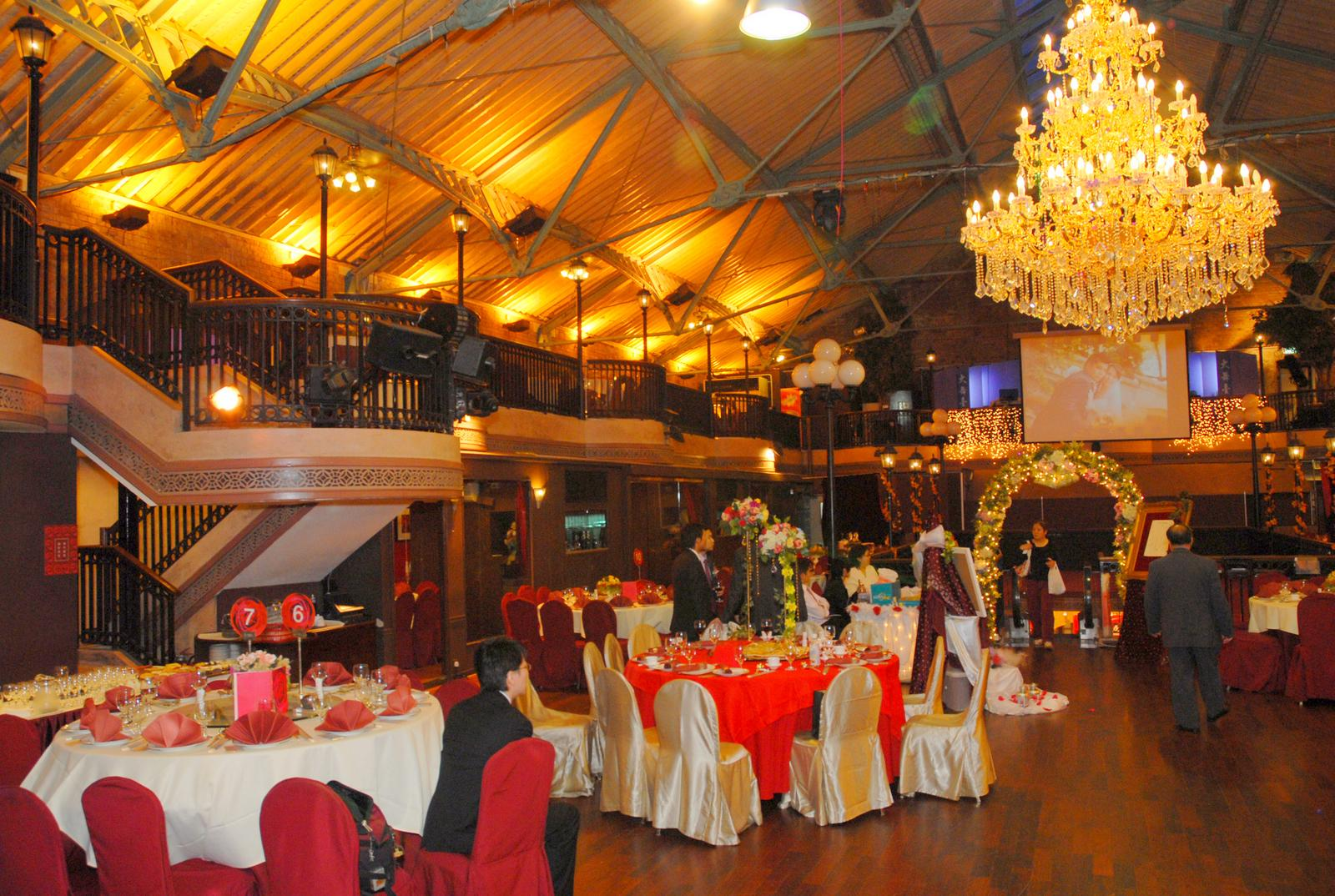
Hongkongi esküvő a szerencsét hozó színekkel
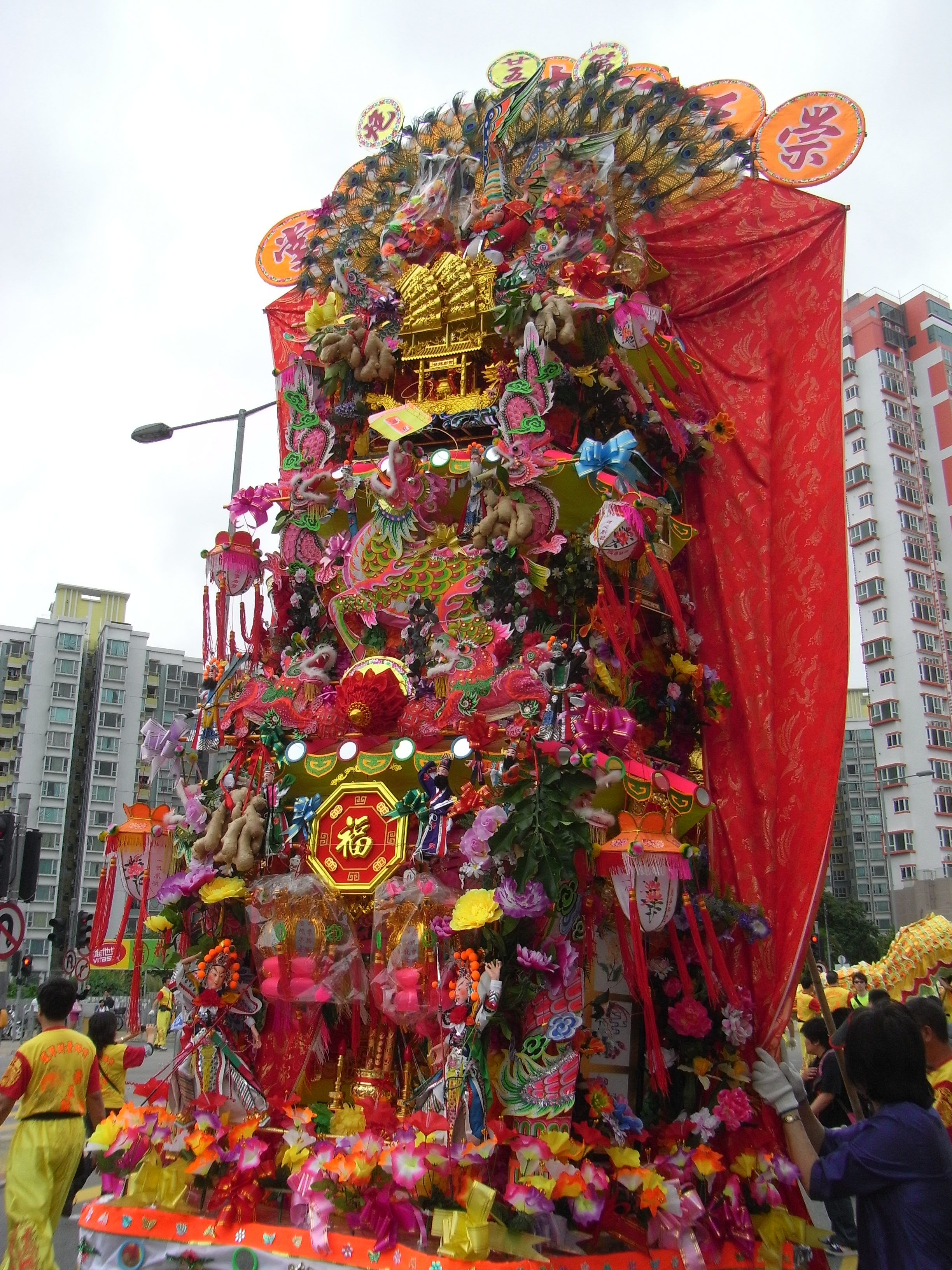
Thínhau (Tin hau)-fesztivál Hongkongban
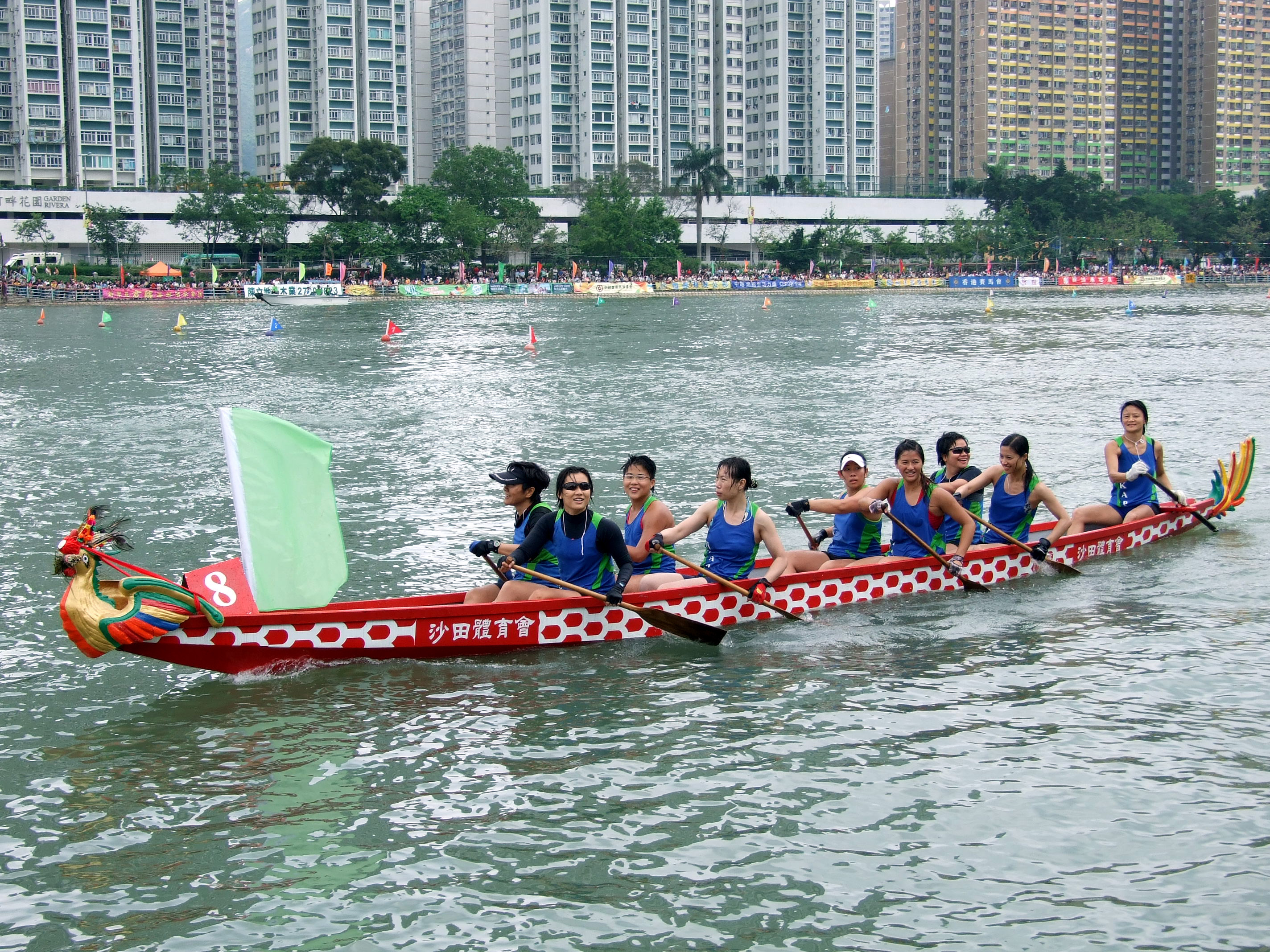
Sárkányhajóverseny a Sárkányhajó-fesztivál alkalmából

### Gasztronómia

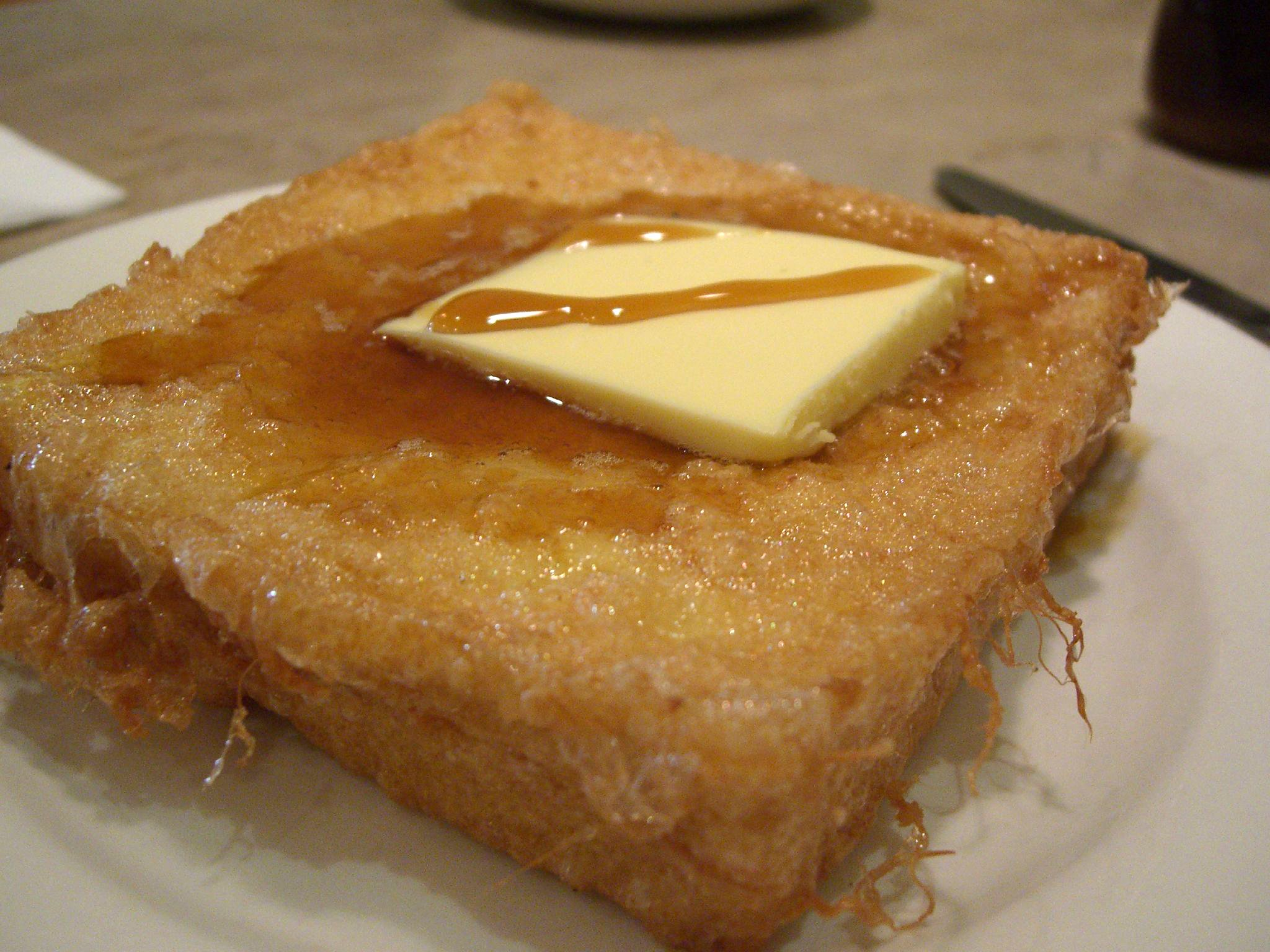
Hongkongi stílusú bundás kenyér vajjal és mézzel

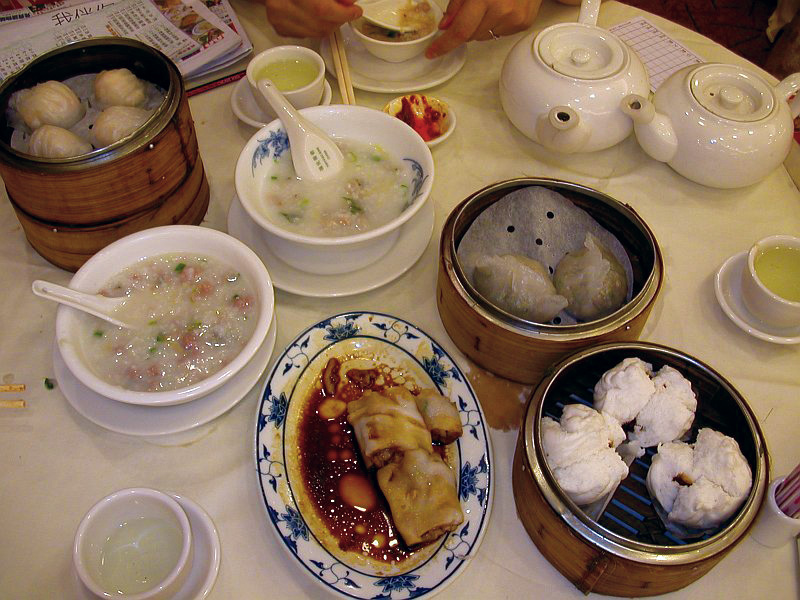
A legismertebb hongkongi jellegzetesség, a dim sum

Hongkongban a kínai, ázsiai és nemzetközi konyha egyaránt megtalálható, a városban több mint 11 000 étterem üzemel, amivel az egy főre eső éttermek számát tekintve a legelső a világon. Mivel a város igen zsúfolt és a lakások többsége kis méretű, a hongkongiak az otthoni főzés helyett gyakran az éttermeket választják. Hongkongban Michelin-csillagos éttermek is találhatóak, mégis sokkal híresebb az olcsóbb, kisebb éttermeiről és az utcai ételárusairól. A 21. századi Hongkongban egyre elterjedtebbek az úgynevezett magánkonyhák, melyek egyszerre csupán 20-30 főt szolgálnak ki, előre kell helyet foglaltatni. Ezek a konyhák az egyre dráguló üzlethelyiségek és az éttermekre kivetett különféle szabályozások és adók miatt lakóházak emeletein, felhőkarcolókban vagy akár ipari telephelyeken nyílnak és rendkívül népszerűek a magas minőségű ételeik miatt. Vannak köztük olyanok, melyek kínai vagy valamely nyugati konyhára specializálódtak, de olyanok is, amelyek csak bizonyos típusú ételeket szolgálnak fel.
A kínai konyha többféle változata is megtalálható Hongkongban, azonban a kantoni konyha a legelterjedtebb. Hongkong kozmopolita életmódjából adódóan a hagyományos kantoni konyhához új elemeket társítanak a hongkongi szakácsok. A kantoni konyha jellegzetessége, hogy a hozzávalóknak mindig frissnek kell lenniük és az ételeket közvetlenül tálalás előtt készítik el. Népszerűek a tenger gyümölcsei és a halételek. A legismertebb hongkongi étel a dim sum, mely különféle, kis adagokban felszolgált ételt jelent. Az ételek egy részét bambuszból készült gőzölőkosárkákban tálalják. A tipikus dim sum étterem zajos és forgalmas, az ételeket guruló kocsikon viszik körbe a pincérnők, minden vendég azt választ a kocsiról, amit szeretne. Az elvett ételeket pecséttel jelzik a pincérek az asztalon található kártyákon, ez alapján számolják ki a fizetendő összeget. Minél később érkezik a vendég, annál kevesebb étel közül választhat. A különlegesebb dim sum-ételek egyike a chá szíu páu (caa siu baau) (叉燒包), mely kínai barbecue ízesítésű sertéshússal töltött gőzön főtt gombóc. Ugyancsak népszerűek a hot pot éttermek. Az utcai árusoknál kapható a rózsavízzel és rizsborral ízesített szárított kantoni kolbász, a láp chőng (laap coeng) (臘腸). Az egyik legnépszerűbb péksütemény az „ananászzsemle” (菠蘿包, pólópáu (bo lo baau)), amiben a nevével ellentétben nincs ananász, a zsemle alakja miatt kapta a nevét. Jellegzetes hongkongi ital a jínjőng (jin joeng) (鴛鴦), ami az angol eredetű tejes tea és a kávé keveréke.
A hongkongi konyha egyik jellegzetessége, hogy a nyugati ételeket a helyi ízvilághoz igazítják, például a bundás kenyér hongkongi változatát úgy készítik, hogy két szelet kenyér közé édes tölteléket (mogyoróvajat vagy kókuszdzsemet) kennek, majd az összeragasztott szeleteket felvert tojásban megforgatják és kisütik, tetejére vaj és méz vagy édes szirup kerül.

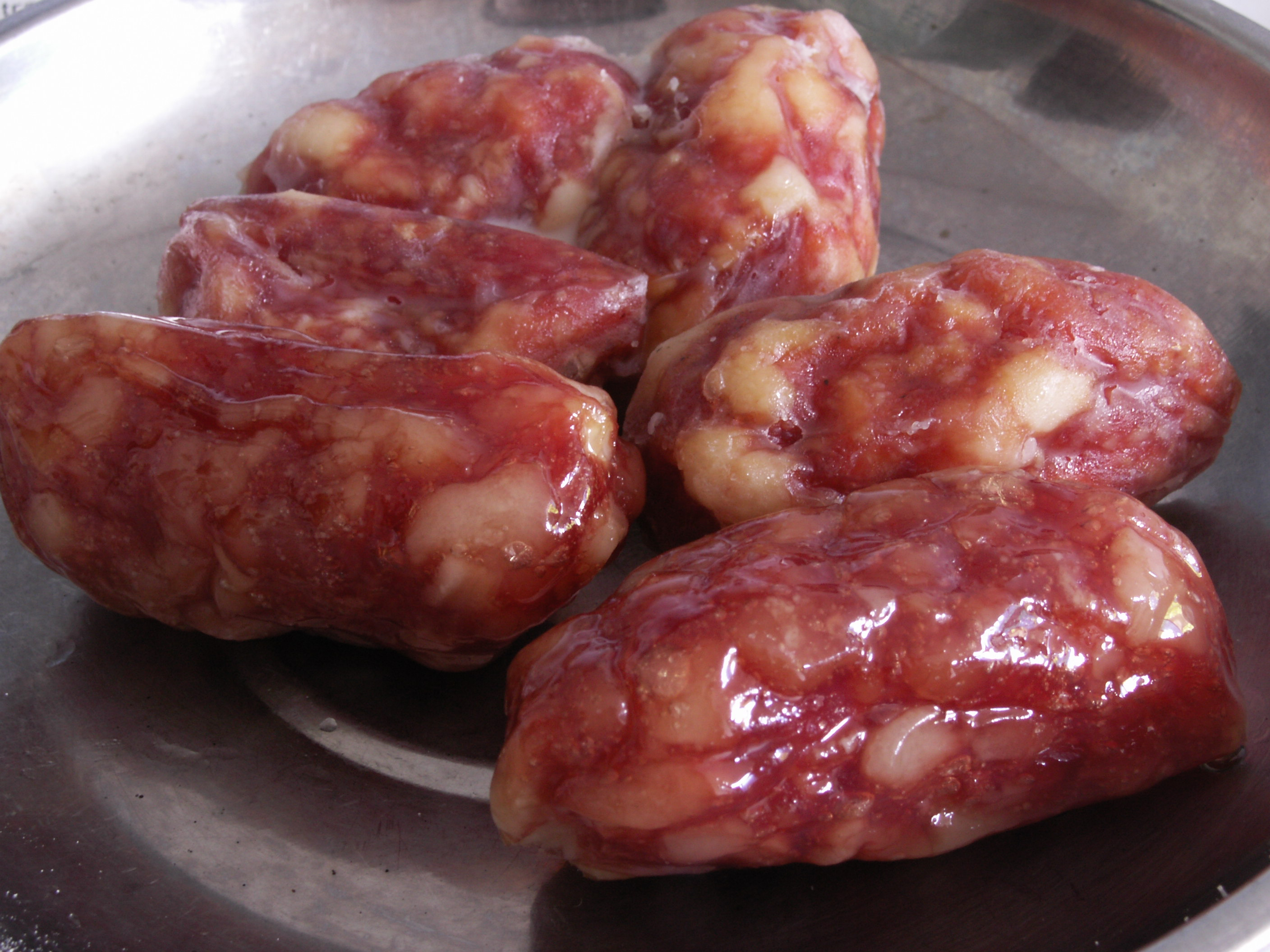
Kantoni rövidkolbász
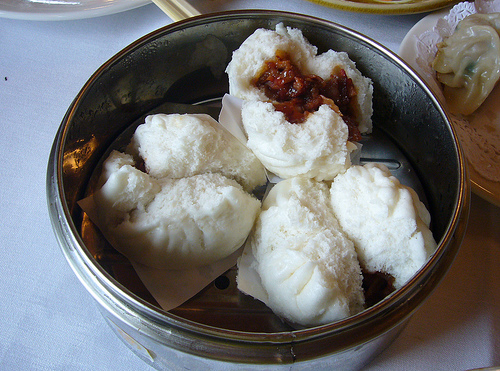
chá szíu páu (caa siu baau)
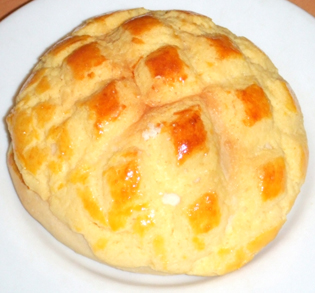
Az „ananászzsemle”, amiben nincs ananász

## Turizmus

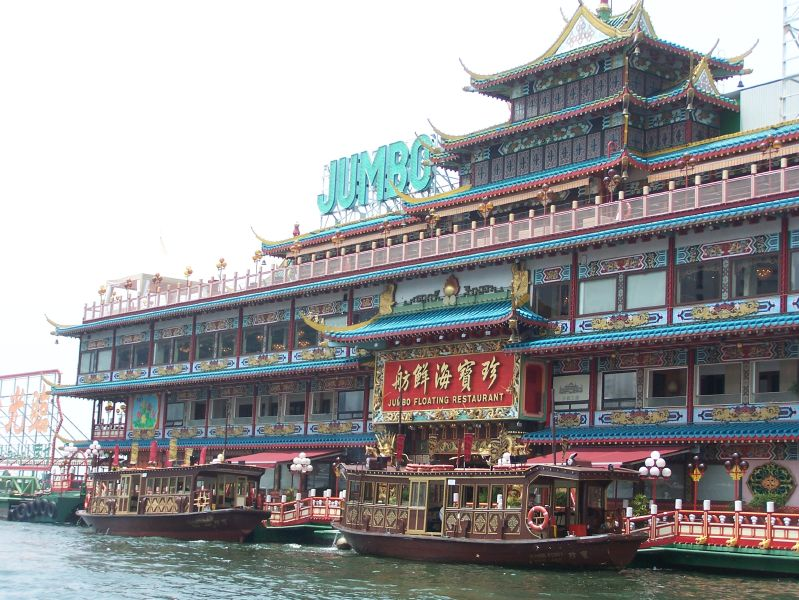
Jumbo Kingdom: a háromszintes lebegő étterem az Aberdeen-kikötőben

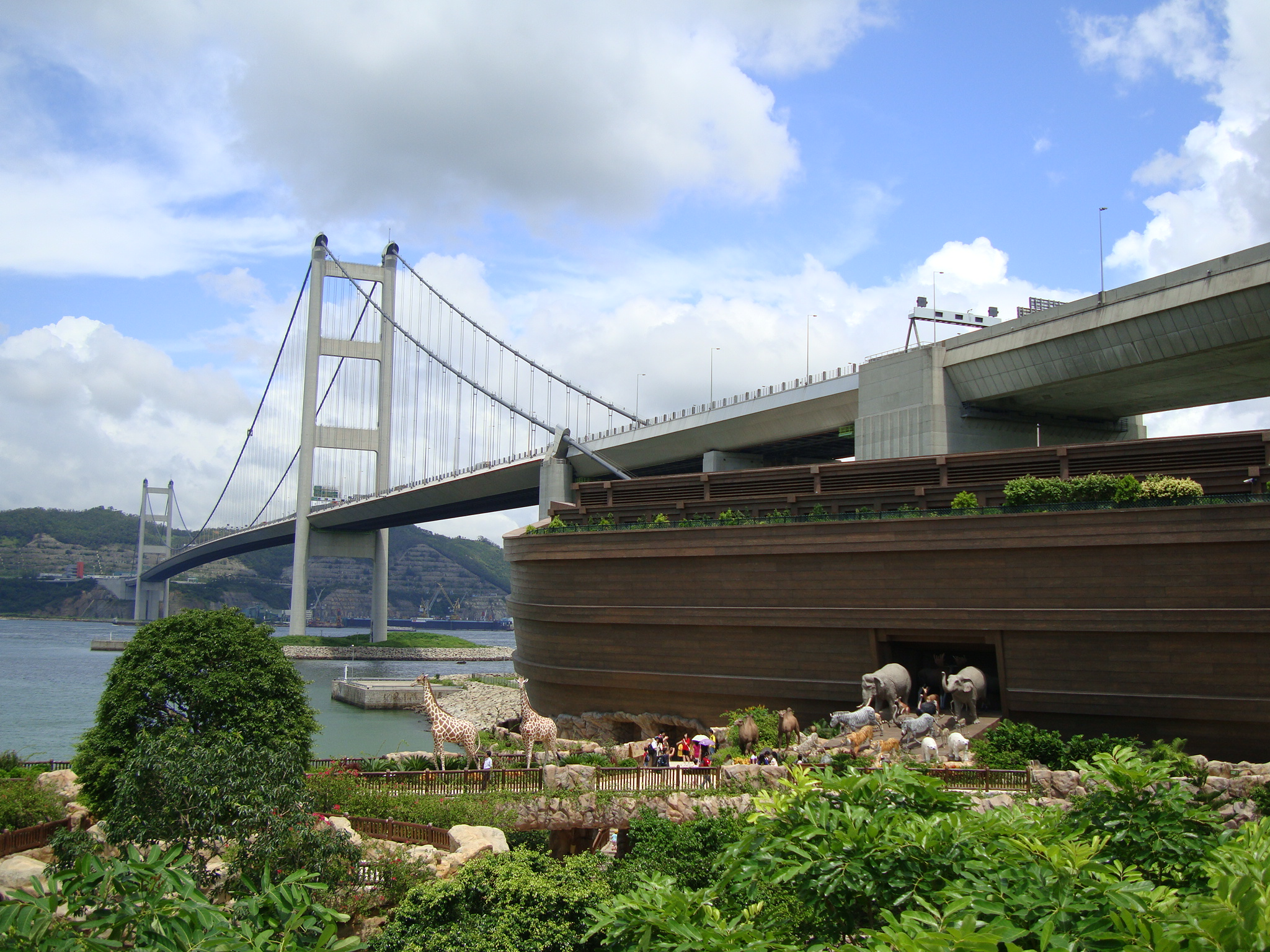
Noé bárkája Hongkongban

2011-ben 42 millió turista látogatott Hongkongba, ami a város történelmének legnagyobb turisztikai forgalmát jelenti, ez 2010-hez képest 16,4%-os növekedés. A látogatók túlnyomó többsége (67%) Kínából érkezett. Szinte minden érkező állomásról növekedést regisztráltak. A turizmusban a lakosság mintegy 5,5%-a dolgozik.
A Hong Kong Tourism Board (HKTB) felelős a turizmus növeléséért, az országimázs kialakításáért. 2011 óta Hongkong az Asia's World City („Ázsia világvárosa”) szlogennel reklámozza magát.
Hongkong bővelkedik a látnivalókban, Hongkong-szigeten található például Madame Tussaud panoptikuma helyi és nemzetközi hírességek (például Jackie Chan, Jay Chou, Bruce Lee, Jet Li, Szun Jat-szen vagy éppen Jao Ming) viasszobraival. Az 1906-ban épült Western Market Edward-korabeli stílusú épületében számos helybéli üzlet és étterem kapott helyet. Az Ocean Park (Ócenárium) 870 000 m²-en, 1977 óta működik. A sziget egyik fő látványossága az Aberdeen-kikötő, ahol egy három szintes, kínai motívumokkal díszített úszó étterem is horgonyoz. A Hongkong park nyolc hektáron terül el és több mint 150 féle madárfajnak ad otthont.
Kaulung (Kowloon) ad otthont a Csillagok sétányának, ahol filmsztárok kézlenyomatai mellett Bruce Lee szobrát is meg lehet tekinteni. Ugyancsak itt található a Kowloon Walled City Park, amit a lebontott Kowloon Walled City, Hongkong hírhedt egykori nyomornegyedének helyén építettek. Cimszácöü (Tsim Sha Tsui) városrész tengerpartján a Guinness-rekorder A Symphony of Lights („Fények szimfóniája”) tekinthető meg, ami egy összehangolt éjszakai fény- és tűzijátékparádé. A negyed egyik legnépszerűbb utcai piaca a Ladies’ Market („Hölgyek piaca”).
Az Új területek városrészben található többek között a Máván (Maa Waan) Park (馬灣公園), ahol Noé bárkájának élethű mása áll. Ebben a városrészben találhatóak a város legrégebbi települései és templomai is. A Hong Kong Wetland Park a ökoturizmus központja, az északkeleti részen pedig a National Geoparkban Hongkong sziklás-hegyes területeit lehet bejárni. A Száthín (Saa Tin) Lóversenypálya 83 000 néző befogadására alkalmas, a versenyszezon szeptembertől júniusig tart.
A kisebb szigetek is számos látnivalót kínálnak, Lánthau (Lantau) szigetének egyik legnagyobb attrakciója a 26,5 méter (a pódiummal együtt 34 méter) magas óriás bronz Buddha-szobor, mely 202 tonnát nyom és Kína egyes részeiről is jól látható. Ugyancsak ezen a szigeten található Disneyland, a nemzetközi repülőtérhez kapcsolódó SkyCity óriáspláza és az AsiaWorld Expo.

## Sport

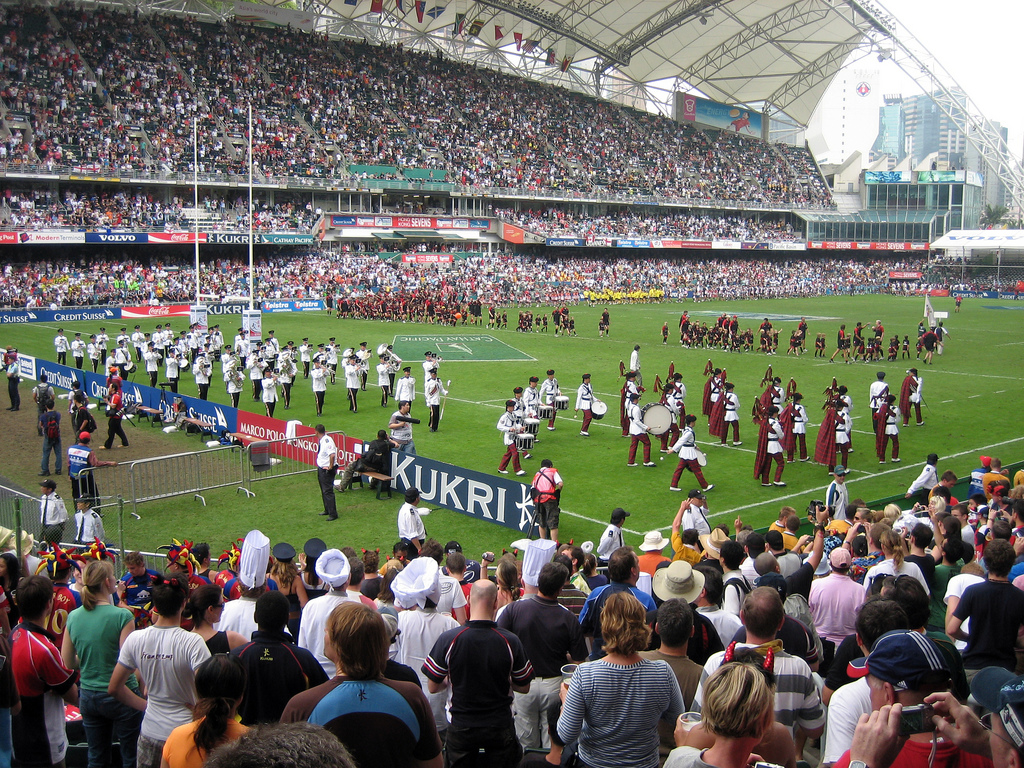
A Hong Kong Sevens bajnokság megnyitója 2008-ban

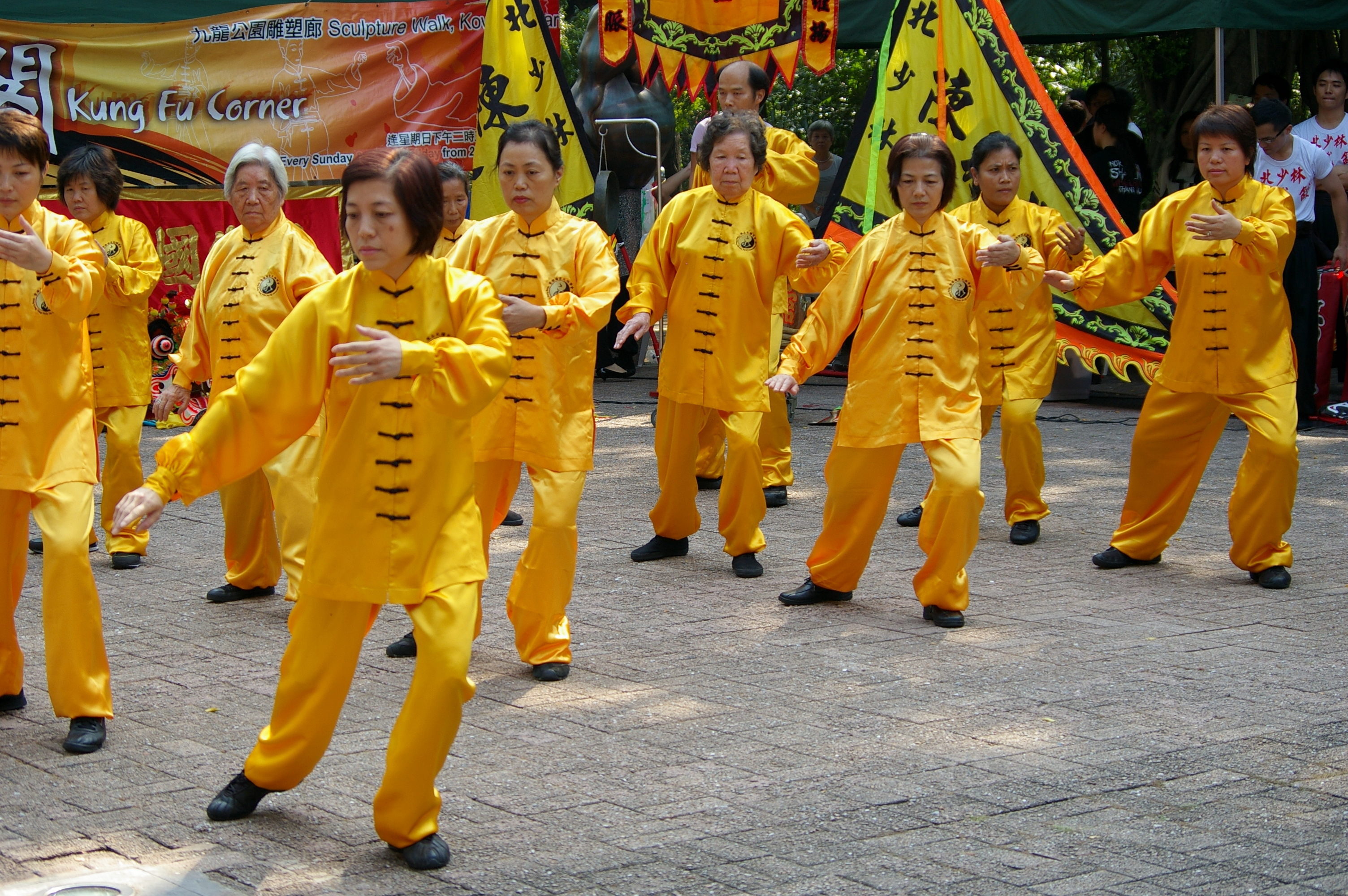
Tajcsicsuan-bemutató Hongkongban

Hongkong a Hong Kong, China név alatt, a Kínai Népköztársaságtól függetlenül vesz részt az olimpiai játékokon és egyéb nemzetközi sportrendezvényeken.
Hongkong első sportklubját 1849-ben hozták létre, Victoria Recreation Club néven, és főképp vízisportokat kínált, mint például az evezés. Az angol befolyásnak köszönhetően az egyik legnépszerűbb sport a labdarúgás, 1910-ben alakult meg az első hivatalos focicsapat, a South China Athletic Club. A lóverseny szintén régi hagyomány Hongkongban, a Hong Kong Jockey Club 1884-ben alakult és két lóversenypályát is üzemeltet.
A város nemzetközi sporteseményeket is szervez, a Hong Kong Sevens például a nemzetközi IRB Sevens World Series rögbibajnokság egyik állomása, de minden évben szerveznek maratont is.
Hongkong a kínai harcművészetek egyik fontos központja, Bruce Lee hírnevének köszönhetően sokan látogatnak ide tanulni, de a helyiek is szívesen gyakorolják testedzés illetve egészségmegőrzés gyanánt. Az egyik legnépszerűbb, és a szabadban, ingyen is gyakorolható harcművészetek egyike a tajcsicsuan, amit reggelente sokan gyakorolnak a város parkjaiban és terein.
Különleges hongkongi sport a sárkányhajó-verseny, melyet minden évben a Sárkányhajó-fesztivál idején tartanak.
Ugyancsak népszerű még a tenisz, a golf, a fallabda, a krikett és a tollaslabda.
Hongkong fő stadionja a 40 000 férőhelyes Hongkong Stadion.

## Ünnepek
| Ünnepek Hongkongban                                          | Ünnepek Hongkongban      | Ünnepek Hongkongban                                                                                        | Ünnepek Hongkongban                                                                                                   | Ünnepek Hongkongban                                        |
| Megnevezés                                                   | Kínaiul                  | Átírással kantoniból                                                                                       | Dátum | Megjegyzés                                                 |
| ------------------------------------------------------------ | ------------------------ | --- | --- | ---------------------------------------------------------- |
| minden vasárnap                                              | 星期日                   | szen kéj jat (sen gei jat)                                                                                 | vasárnap |                                                            |
| január első napja                                            | 元旦新年                 | jűn tán szan nín (jyun daan san nin)                                                                       | január 1. |                                                            |
| a kínai újév első napja                                      | 農曆年初一               | nung lik nín chó jat (nung lik nin co jat)                                                                 | holdnaptár szerint változó, 2013-ban február 10.                                                                      |                                                            |
| a kínai újév második napja                                   | 農曆年初二               | nung lik nín chó jí (nung lik nin co ji)                                                                   | |                                                            |
| a kínai újév harmadik napja                                  | 農曆年初三               | nung lik nín chó szám (nung lik nin co saam)                                                               | |                                                            |
| nagypéntek                                                   | 耶穌受難節               | je szou szau nén cít (je sou sau naan zit)                                                                 | változó, 2013-ban március 29.                                                                                         |                                                            |
| nagyszombat                                                  | 耶穌受難節翌日           | je szou szau nén cít jik jat (je sou sau naan zit jik jat)                                                 | változó, 2013-ban március 30.                                                                                         |                                                            |
| húsvéthétfő                                                  | 復活節星期一             | fau vút cít szeng kéj jat (fau wut zit seng gei jat)                                                       | változó, 2013-ban április 1.                                                                                          |                                                            |
| Csingming ünnep (Qingming ünnep)                             | 清明節                   | cheng ming cít (ceng ming zit)                                                                             | minden évben április 4-6 közé esik, 2013-ban április 4.                                                               | az ősök előtti tisztelgés ünnepe, „halottak napja”         |
| a munka ünnepe                                               | 勞動節                   | loutung cít (loudung zit)                                                                                  | május 1. |                                                            |
| Buddha születésnapja                                         | 佛誕                     | pat tán (bat daan)                                                                                         | a negyedik holdhónap nyolcadik napja, 2013-ban május 17.                                                              |                                                            |
| Sárkányhajó-fesztivál                                        | 端午節                   | tjűn ng cít (dyun ng zit)                                                                                  | az ötödik holdhónap ötödik napja, 2013-ban június 12.                                                                 |                                                            |
| Hongkong különleges közigazgatási terület alapításának napja | 香港特別行政區成立紀念日 | Hőngkóng takbít hángcíng au cíng láp kéj ním jat (hoeng gong dak bit haang zing au cing laap gei nim jat ) | július 1. |                                                            |
| az Őszközép ünnep másnapja                                   | 中秋節翌日               | cung chau cít jik jat (zung cau zit jik jat)                                                               | a nyolcadik holdhónap 16. napja, 2013-ban szeptember 20.                                                              |                                                            |
| Nemzeti nap                                                  | 中華人民共和國國慶日     | cung fá jan man kung vó kvok kvok hing jat (zung faa jan man gung wo gwok gwok hing jat)                   | október 1. | a Kínai Népköztársaság alapításának ünnepe                 |
| Chungjőng (Congjoeng) ünnep                                  | 重陽節                   | chung jőng cít (cung joeng zit)                                                                            | a kilencedik holdhónap kilencedik napja, 2013-ban október 13., mivel ez vasárnapra esik, a következő nap is szabadnap | az ősök tiszteletének napja, Hongkongban nemzeti pikniknap |
| karácsony vagy a téli napforduló ünnepe                      | 聖誕節 / 冬至或          | szing tán cít (sing daan zit) / tung cí vák (dung zi waak)                                                 | december 25. / változó, 2013-ban december 21.                                                                         | a munkáltató dönti el, melyiket adja ki                    |
| karácsony másnapja                                           | 聖誕節翌日               | szing tán cít jik jat (sing daan zit jik jat)                                                              | december 26. |                                                            |

     törvényileg előírt fizetett szabadnapok

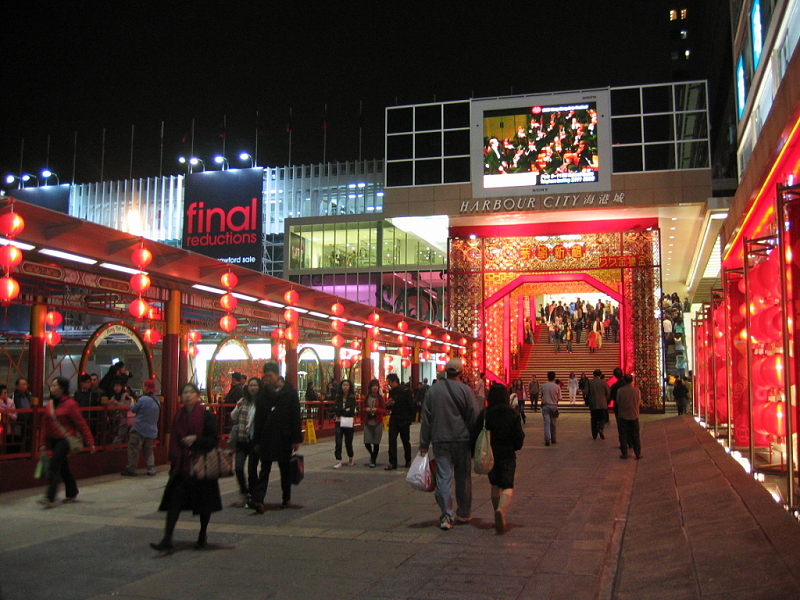
Kínai újévi dekoráció Harbour Cityben

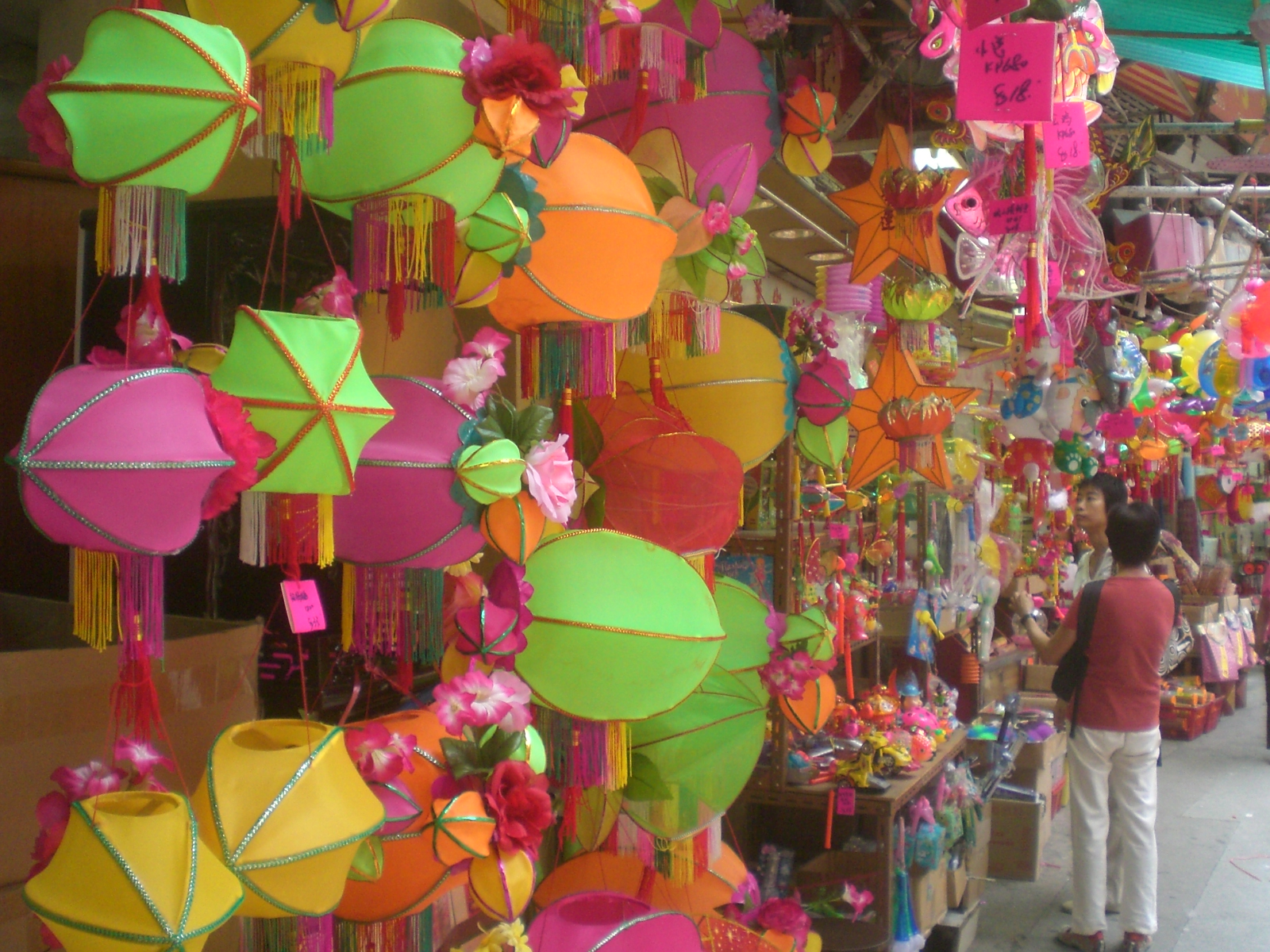
Az Őszközép ünnep elengedhetetlen kellékei a lámpások

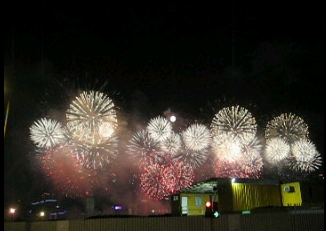
Tűzijáték Hongkong különleges közigazgatási terület létrejöttének 10. évfordulója alkalmából

Ha a kínai újév első, második vagy harmadik napja vasárnapra esik, a negyedik napot jelölik ki fizetett ünnepnapnak. A törvényileg előírt fizetett szabadnapon dolgozóknak a munkáltató 60 napon belül köteles szabadnapot kiadni.

## Híres hongkongiak
- Léj Ká-szing (Li Ka-shing), milliárdos, Kína leggazdagabb embere
- Bruce Lee, színész, harcművész
- Jackie Chan, színész
- Stephen Chow, harcművész, filmrendező
- Maggie Cheung, színésznő
- Chow Yun-fat, színész
- Sammo Hung, harcművész, színész, producer, rendező és harckoreográfus
- Andy Lau, színész, énekes
- Ma Jing-csiu (Ma Ying-jeou), tajvani elnök
- Herman Li, a DragonForce együttes gitárosa
- Jackson Wang, a Got7 tagja
- Lucas Wong, igazi nevén Huang Xuxi az NCT, a Wayv és a SuperM tagja

## Fordítás
- Ez a szócikk részben vagy egészben  a   Hong Kong című angol Wikipédia-szócikk ezen változatának fordításán alapul.  Az eredeti cikk szerkesztőit annak laptörténete sorolja fel. Ez a jelzés csupán a megfogalmazás eredetét és a szerzői jogokat jelzi, nem szolgál a cikkben szereplő információk forrásmegjelöléseként.

### Ajánlott irodalom
magyar nyelven
- Nagy Gábor (2007). „Törésvonalak”. HVG XXIX. (26.), 26. o.
- Jordán, Gyula. Hongkong 1997-re tekint. Budapest: MTA Világgazdasági Kutatóintézet (1992). ISBN 963-7852-14-X
- Jordán Gyula (1997). „Hongkong százéves történelméről”. História (4).

angol nyelven
- Endacott, G.B.. A History of Hong Kong. London: Oxford University Press (1964, 1988). ISBN 0-19-638264-5
- Poshek, Fu, Deser, David. The Cinema of Hong Kong: History, Arts, Identity. Cambridge University Press (2002). ISBN 9780521776028
- Ngo, Tak-Wing. Hong Kong's History: State and Society Under Colonial Rule. Routledge (1999. augusztus 1.). ISBN 978-0-415-20868-0
- Liu, Shuyong. An Outline History of Hong Kong. Foreign Languages Press (1997). ISBN 978-7-119-01946-8
- Hong Kong in Chinese History. Columbia University Press (1995). ISBN 0-231-07933-8
- Tsang, Steve. A Modern History of Hong Kong. I. B. Tauris (2007. szeptember 4.). ISBN 978-1-84511-419-0

német nyelven
- Lu Yen Roloff, Evelyn. Die Sars-Krise in Hong Kong: Zur Regierung von Sicherheit in der Global City. Bielefeld: Transcript Verlag (2007). ISBN 3-89942-612-6
- Schütte, Hans-Wilm. Hongkong, Macau. Ostfildern: Mairs Geographischer (2004). ISBN 3-8297-0134-9